# Mont Blanc
Mont Blanc (în italiană Monte Bianco, în traducere Muntele Alb), din masivul Mont-Blanc, este cel mai înalt vârf din Alpi. Având o înălțime de 4.805,59 metri, reprezintă punctul de maximă altitudine din Franța, Europa occidentală și Uniunea Europeană, fiind și cel mai înalt munte din Europa excluzând munții Caucaz, dintre care Elbrus (5.642 m) este cel mai înalt. Mont Blanc este situat la granița dintre Franța și Italia, între departamentul Haute-Savoie și regiunea autonomă Valle d'Aosta, traseul liniei de frontieră constituind un litigiu istoric între cele două țări.
Din punctul de vedere al istoriografiei alpinismului, nașterea în sine a acestui sport coincide cu data primei ascensiuni reușite pe vârful Mont Blanc: 8 august 1786:22.
Localitățile cele mai apropiate de Mont Blanc sunt Courmayeur în Valle d'Aosta, Italia, Saint-Gervais-les-Bains și Chamonix în Haute-Savoie, Franța, cea din urmă fiind locul de desfășurare a primei ediții a Jocurilor Olimpice de iarnă din 1924.
Pentru determinarea precisă a înălțimii muntelui și pentru analizarea evoluției sale, legată de variațiile grosimii stratului de zăpadă de pe vârf, experți în topografie îl escaladează periodic. Cea mai recentă valoare măsurată, în 2023, a fost de 4.805,59 metri.

## Toponimie
Conform istoriografiei italiene, un document în limba latină datând din anul 1091 menționează Rupes („stânci”) care în Chamonix erau denumite Alba, Rupes Alba („stâncile albe”) fiind considerat un toponim al Mont Blanc („muntele alb”), muntele având mai multe denumiri de-a lungul secolelor. Astfel, apare sub forma Says sau Scez Blans în 1319, Mont Saint Bernard în 1532, Glaciales Montes în 1581, Mont Malay, Mont Malet sau Montagne Maudite între 1606 și 1743, dar și La Glacière, Les Glacières sau Les Glassières între 1741 și 1743. Clar vizibil din Geneva, muntele era cunoscut în acest oraș atât sub numele de Montagne Maudite cât și sub numele de Mont Maudit, acest nume („muntele blestemat”) fiind indicat pe o hartă geografică a teritoriilor din jurul lacului Geneva publicată la Amsterdam în 1606 de cartograful genevan Jacques Goulart. La acea vreme, întregul masiv era situat în mijlocul posesiunilor continentale ale Regatului Sardiniei iar suveranii din Casa de Savoia, viitorii regi ai Italiei, fuseseră proprietarii ei legitimi timp de secole până la cedarea regiunii Savoia către Franța în 1861.
Istoricii francezi consideră că prima mențiune despre „mont Blanc” datează din 1685, odată cu prima măsurătoare geodezică realizată de către inspectorul și astronomul din Geneva Nicolas Fatio de Duillier și fratele său Jean-Christophe, care au calculat înălțimea muntelui de 2.426 toises, adică 4.728 metri:136. Cu această ocazie, el folosește oronimul „Munte blestemat:136”. După cum menționează istoricul Thérèse Leguay, „mult timp munții înalți [au fost] o sursă de teroare”:22, de unde ar proveni expresia care desemna acest vârf înalt acoperit de zăpadă.
Vârful nu este numit clar în diferitele scrieri sau hărți din secolele al XVI-lea și al XVII-lea:30-34. În lucrarea sa Les glaciers du Mont-Blanc („Ghețarii de pe Mont-Blanc”), glaciologul Robert Vivian stabilește o cronologie a diferitelor reprezentări cartografice sau citări ale muntelui, de exemplu în Descrittione del Ducato di Savoia novamente posto in Luce in Venetia, l'anno MDLXII (1562):30-34. O mențiune mai precisă apare într-o lucrare în limba latină din 1581 a consilierului ducelui de Savoia, Emmanuel-Philibert de Pingon, intitulată Inclytorum Saxoniae, Sabaudiaeque principum arbor gentilitia, care prezintă diferitele părți ale provinciilor Ducatului de Savoia:30-34. În partea dedicată provinciei Faucigny, muntele este denumit Glaciales Montes:30-34.
Câțiva ani mai târziu, Jean de Beins a realizat o „hartă a provinciei Faucigny” (c. 1600), în care inginerul militar francez menționează un „munte Maudite:30-34” sau „Mont-Mallet”. În edițiile ulterioare, la munte se face referire prin abrevierea „Mont. Maudite”, apoi „Mont Maudite” (fără punct):30-34. Lucrarea cartografică a inginerului militar și cartograf piemontez Giovanni Tomaso Borgonio pentru Theatrum Statuum Sabaudiæ, din 1682, și reprezentări la scara 1/190.000, menționează: „În Faucigny se spune doar că sunt munți de o înălțime remarcabilă […] acolo este cel […] pe care locuitorii îl numesc muntele Maudite pentru că este mereu acoperit de zăpadă și de gheață:30-34:7”. Uneori se regăsește și mențiunea „les Glacières” care desemnează întregul munte:30-34.
Oronimul muntelui devine „Mont Blanc” pe schițele întocmite în 1742:136:377 de naturalistul din Geneva Pierre Martel. Dicționarul istoric și geografic portabil al Italiei, publicat în 1775 la Paris, menționează Mont Blanc, sub diferite denumiri precum „Monte Maledetto, Mont Maudit sau Mont Blanc, numit și les Glacières:117”. Unul dintre vârfurile masivului, Mont Maudit, păstrează acest nume și în prezent. Prima hartă care include numele Mont Blanc este cea a Elveției, întocmită de britanicul William Faden în 1778..

## Geografie

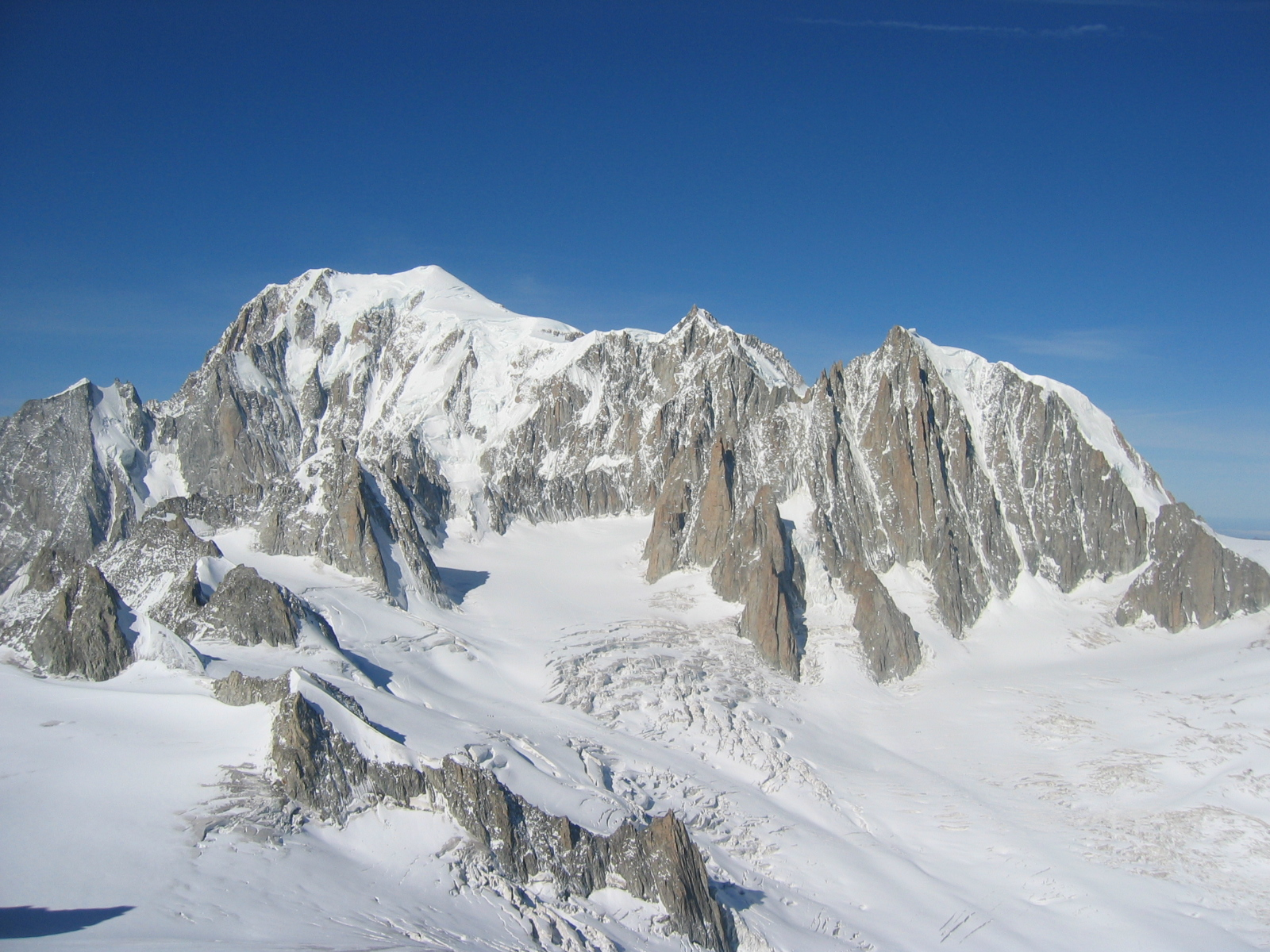
Mont Blanc, Mont Maudit și Mont Blanc du Tacul, vedere de pe ghețarul Géant

Mont Blanc este situat între sud-estul Franței, în departamentul Haute-Savoie din regiunea Auvergne-Rhône-Alpes și în nord-vestul Italiei, în regiunea cu statut special Valle d'Aosta. Traseul exact al graniței dintre Franța și Italia este încă controversat. Muntele se întinde pe teritoriile comunelor Chamonix-Mont-Blanc și Courmayeur, iar vârful său se află la aproximativ zece kilometri sud de primul oraș și la aceeași distanță nord-vest de cel de-al doilea, partea revendicată de Franța, la sud de linia de separare a bazinelor hidrografice care traversează vârful, ar constitui o exclavă a comunei Saint-Gervais-les-Bains. Aosta este la 37 de kilometri spre est-sud-est, Geneva la 70 de kilometri spre nord-vest, Torino la mai mult de 100 de kilometri spre sud-est, Grenoble la 115 kilometri și Lyon la mai mult de 150 de kilometri spre vest.
Vârful se ridică la 4.806 metri în inima masivului Mont Blanc și constituie cel mai înalt punct din Alpi. Este, de asemenea, cel mai înalt vârf din Europa de Vest, fiind supranumit „acoperișul Europei”. Cu toate acestea, conform limitelor definite istoric de țarul Petru cel Mare care a extins continentul european până la Caucaz:68–69, 90–91, cinci vârfuri principale de peste 500 de metri în proeminență îl depășesc, la nord sau pe linia de separare a bazinelor hidrografice principale dintre teritoriile Rusiei și Georgiei: Elbrus (5.642 metri), Dîhtau (5.204 m), Șhara (5.193 m), Koștan-Tau (5.152 m) și Kazbek (5.047 m). Luând în considerare proeminența sa de 4.693 de metri față de canalul Volga-Baltica (113 metri) din Rusia, Mont Blanc se clasează imediat în urma muntelui Elbrus (↓ 4.741 m) în Europa și pe poziția a 11-a la nivel global.
Mont Blanc domină în special Mont Maudit (4.465 m) și Aiguille du Midi (3.842 m) spre nord-nord-est, Grandes Jorasses (4.208 m) spre est-nord-est, Mont Blanc de Courmayeur (4.748 m) spre sud-est și Dôme du Goûter (4.304 m) spre nord-vest. Se înalță deasupra văii râului Arve dinspre nord și văii Vény dinspre sud.
Panorama vizibilă teoretic de pe vârf, în funcție de relief și de curbura Pământului dar nu și de fenomenele de refracție, se întinde, pe lângă Alpi, pe alte șase masive: Masivul Central (munții Aulas și Aigoual în sudul lanțului montan Cévennes la 326, respectiv 321 km, vârful Cassini din masivul Mont Lozère la 286 km, mont Mézenc la 233 km, mont Mouchet din masivul Margeride la 289 km, Crêt de la Perdrix din masivul Pilat la 185 km, Puy du Rocher și Puy de Peyre-Arse din masivul Monts du Cantal la 332, respectiv 335 km, masivul Monts du Lyonnais la 185 km, Pierre-sur-Haute și Puy de Montoncel din masivul Monts du Forez la 239, respectiv 247 km, Puy de Dôme din Chaîne des Puys la 304 km, Mont Saint-Cyr din regiunea Mâconnais la 197 km), masivul Morvan (Haut-Folin la 253 km și Tureau des Grands-Bois la 258 km), masivul Jura (inclusiv partea elvețiană), masivul Vosges (Grand Ballon la 231 km), masivul Pădurea Neagră (Belchen la 233 km și Feldberg la 243 km) în Germania, lanțul montan Apenini (Monte Penice la 225 km, Monte Ragola la 252 km, Monte Ebro la 221 km) în Italia. Cu toate acestea, masivele cele mai îndepărtate nu sunt întotdeauna vizibile, chiar și într-o zi senină și însorită. Poluarea atmosferică, combinată cu absența curenților de aer, poate reduce vizibilitatea sub 100 de kilometri.

### Topografie
Vârful Mont Blanc este acoperit de o cupolă de zăpadă alungită de la vest spre est, în timp ce versanții săi formează o piramidă ale cărei fețe sunt orientate spre nord, sud-vest și sud-est. Versantul nordic are o diferență de nivel de 3.800 de metri față de valea Chamonix și alimentează în principal ghețarul Bossons și ghețarul Taconnaz dintre Aiguille du Goûter și Dôme du Goûter, pe creasta de nord-vest a Mont Blanc. Versanții sud-vestic și sud-estic, mai stâncoși, au o diferență maximă de nivel de 3.300 de metri față de valea Vény, puțin în amonte de satul Entrèves din Courmayeur. Aceștia alimentează, de la vest la est, ghețarul Dôme și ghețarul Mont-Blanc care converg către ghețarul Miage, ghețarul Brouillard și ghețarul Frêney situați chiar sub vârf și, în final, ghețarul Brenva.

Ghețarii de pe masivul Mont Blanc
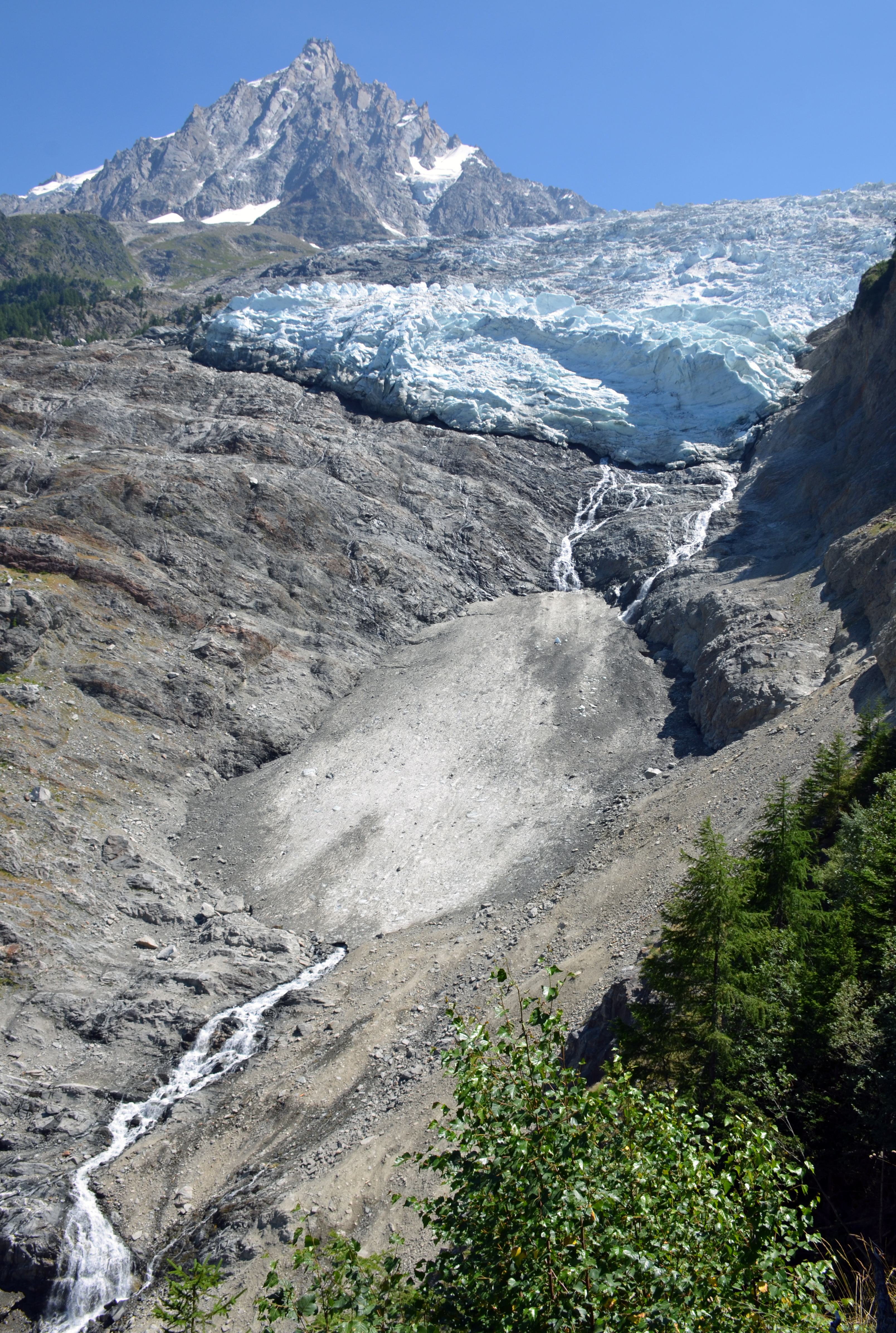
Ghețarul Bossons
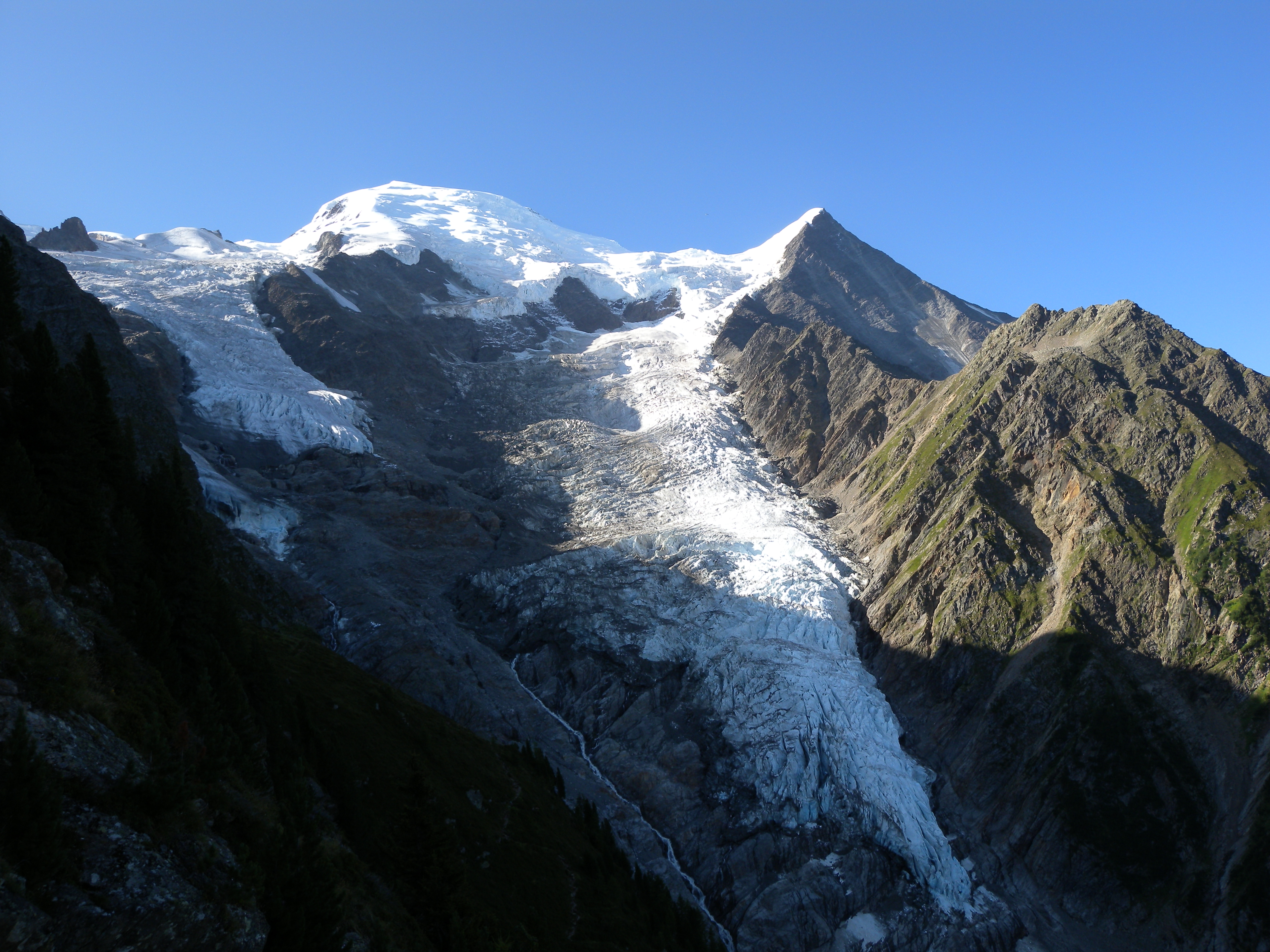
Ghețarul Taconnaz
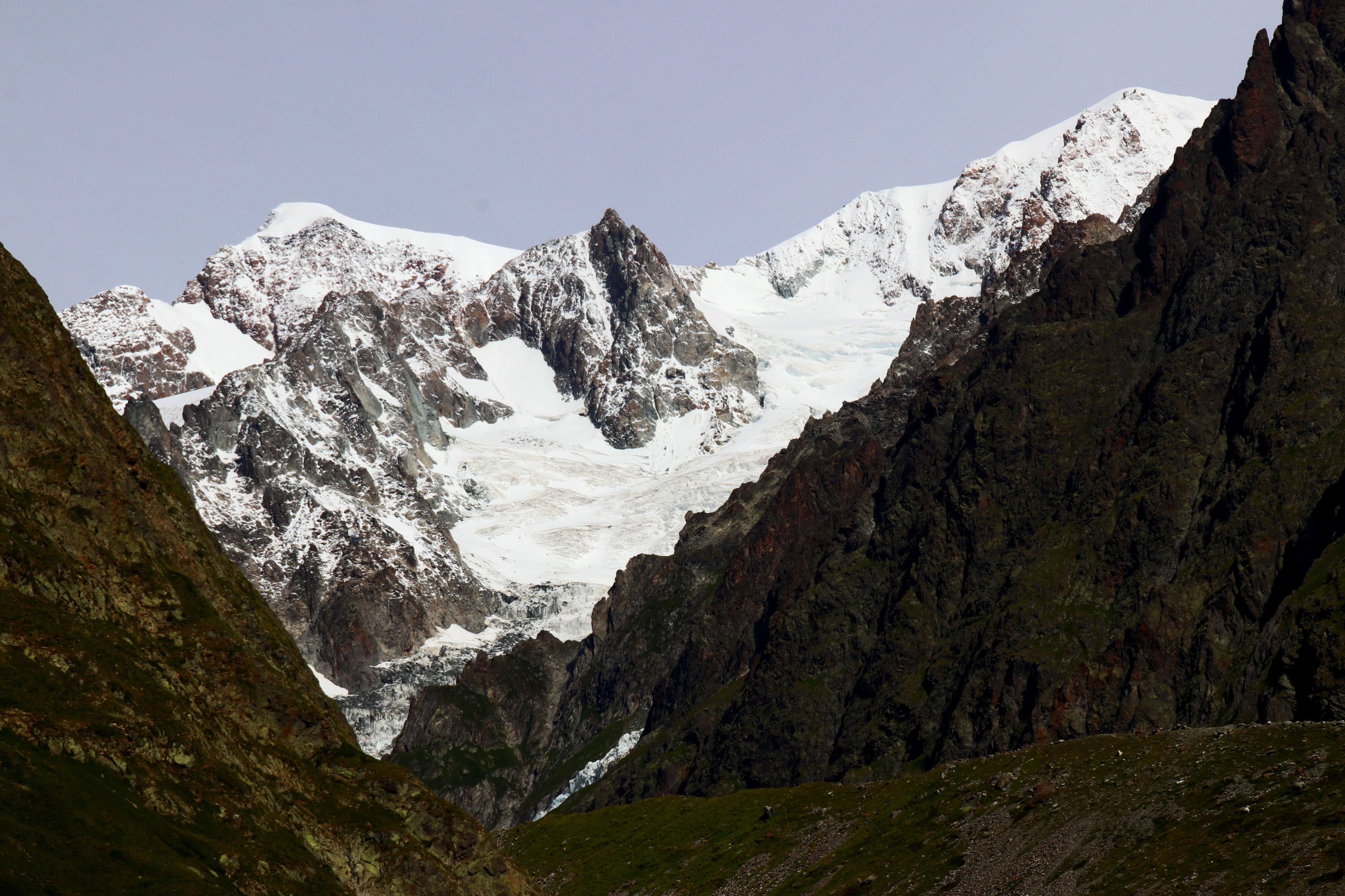
Ghețarul Dôme
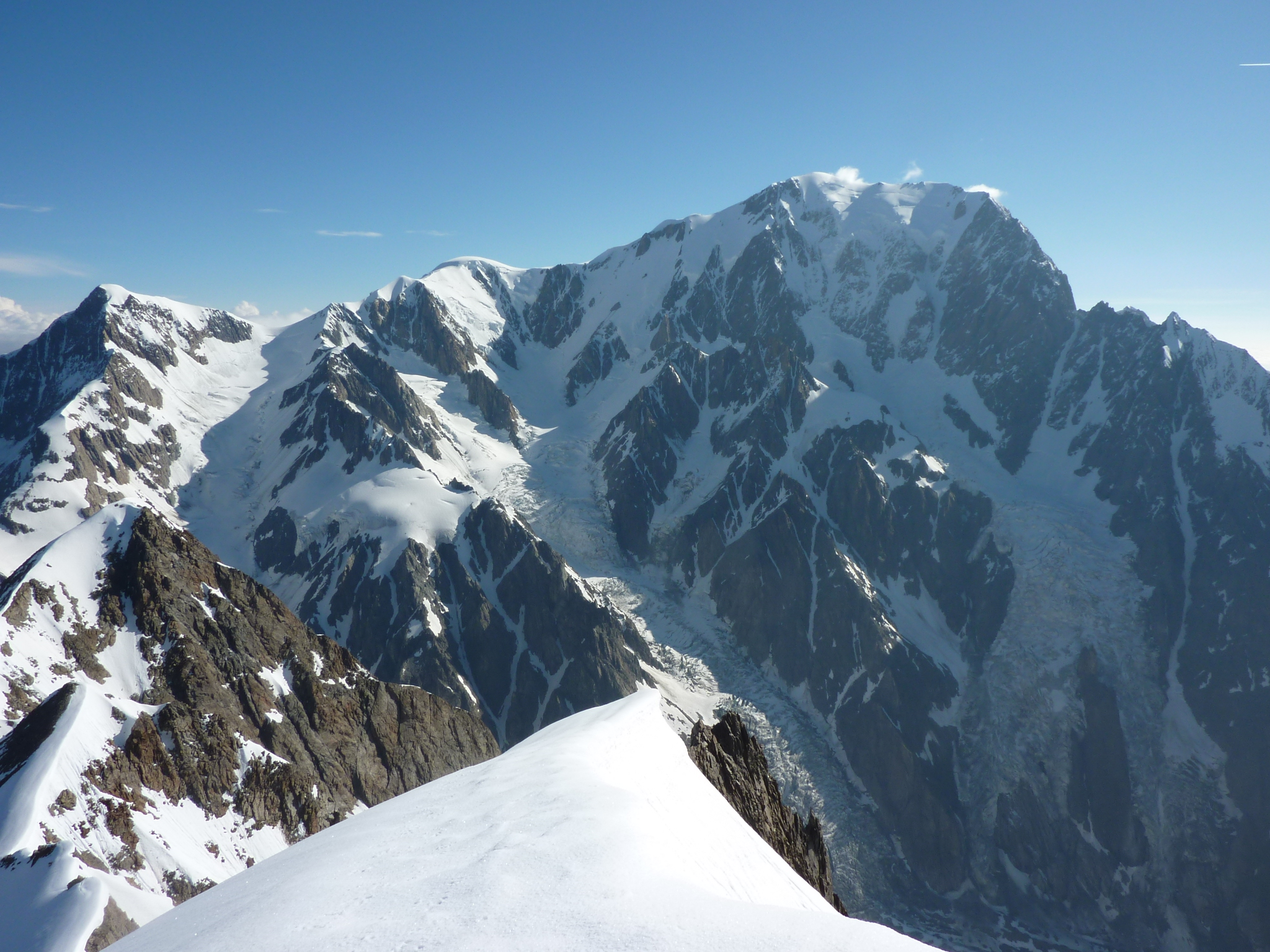
Ghețarul Mont Blanc
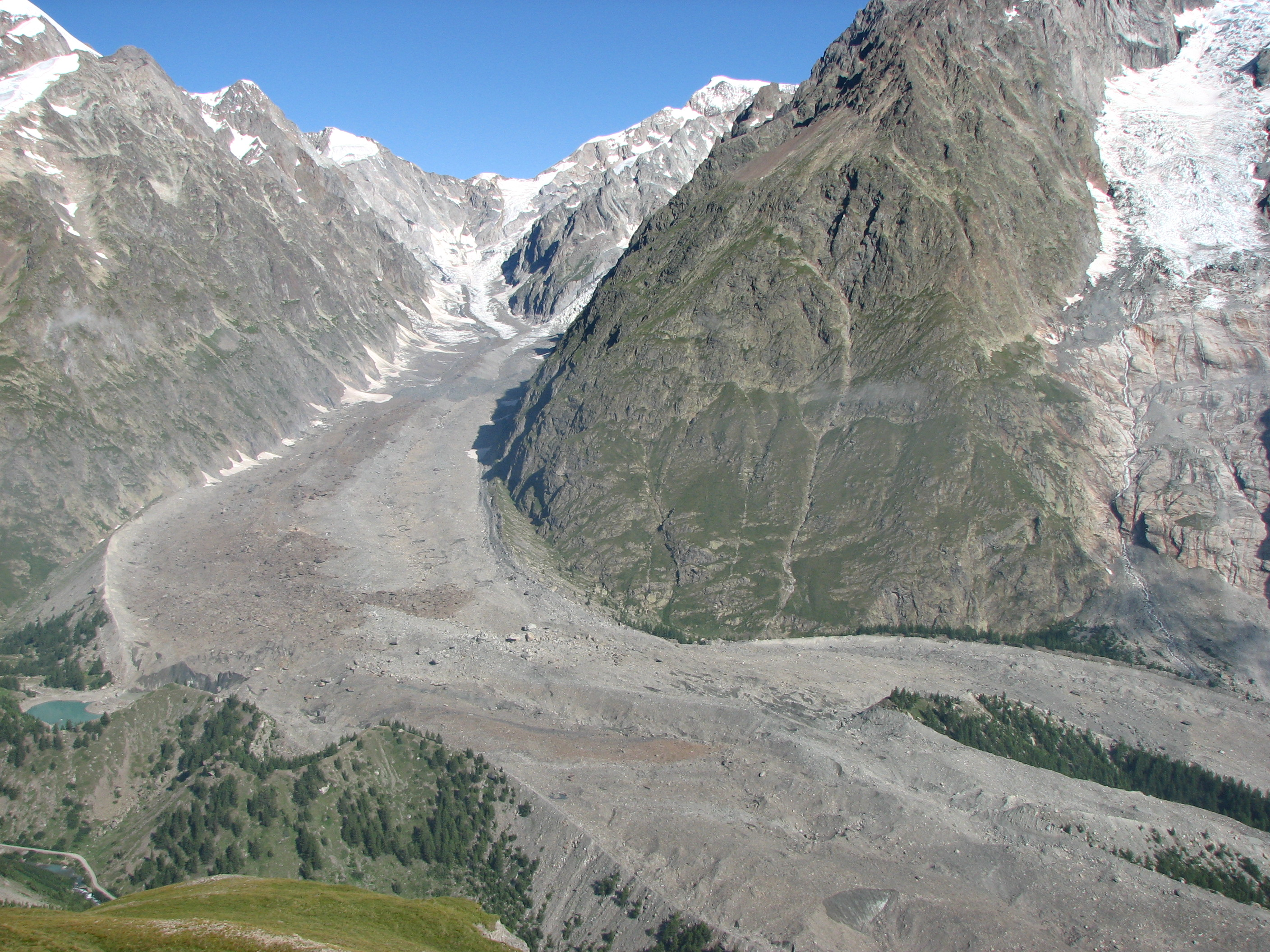
Ghețarul Miage
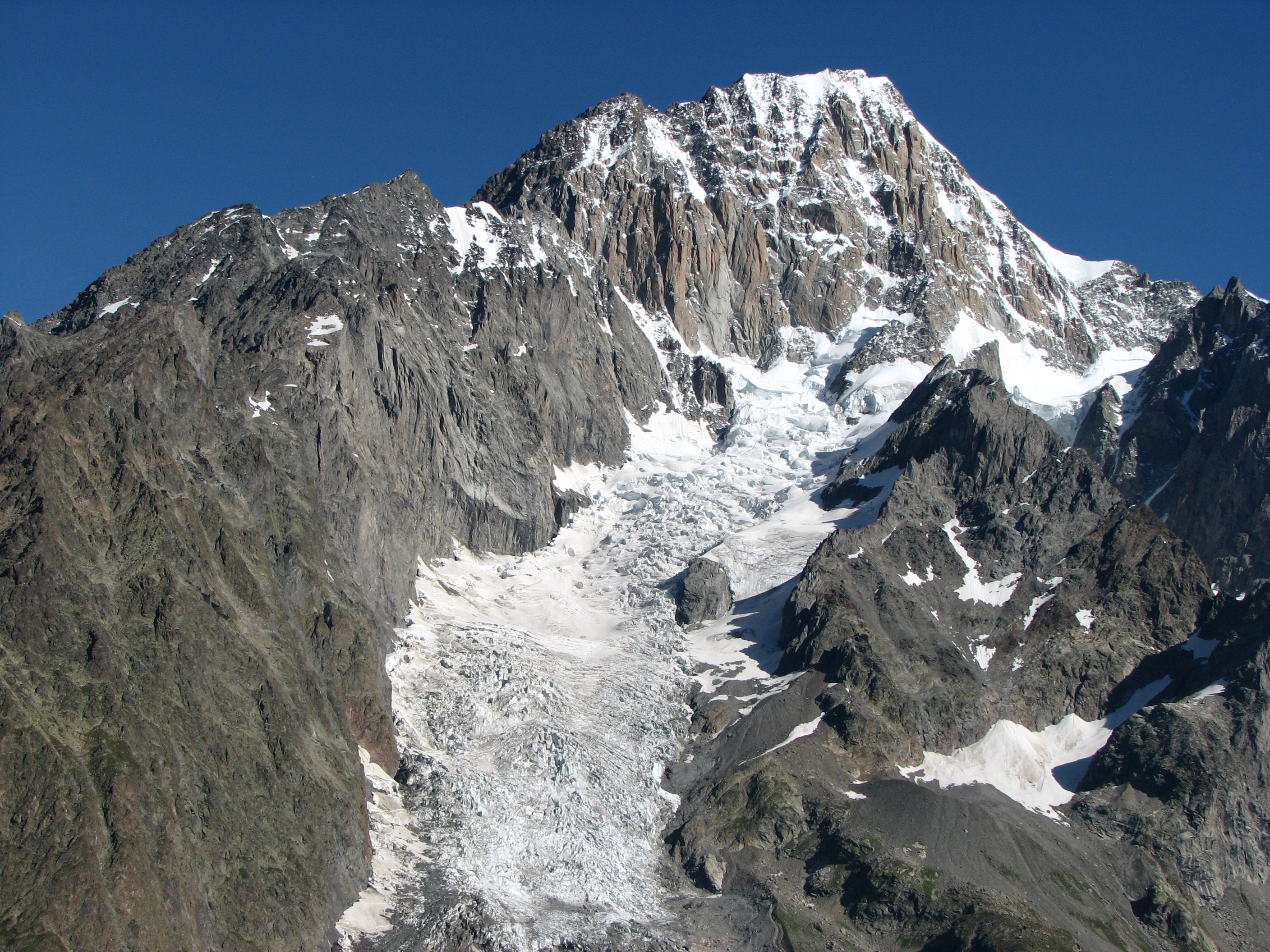
Ghețarul Brouillard
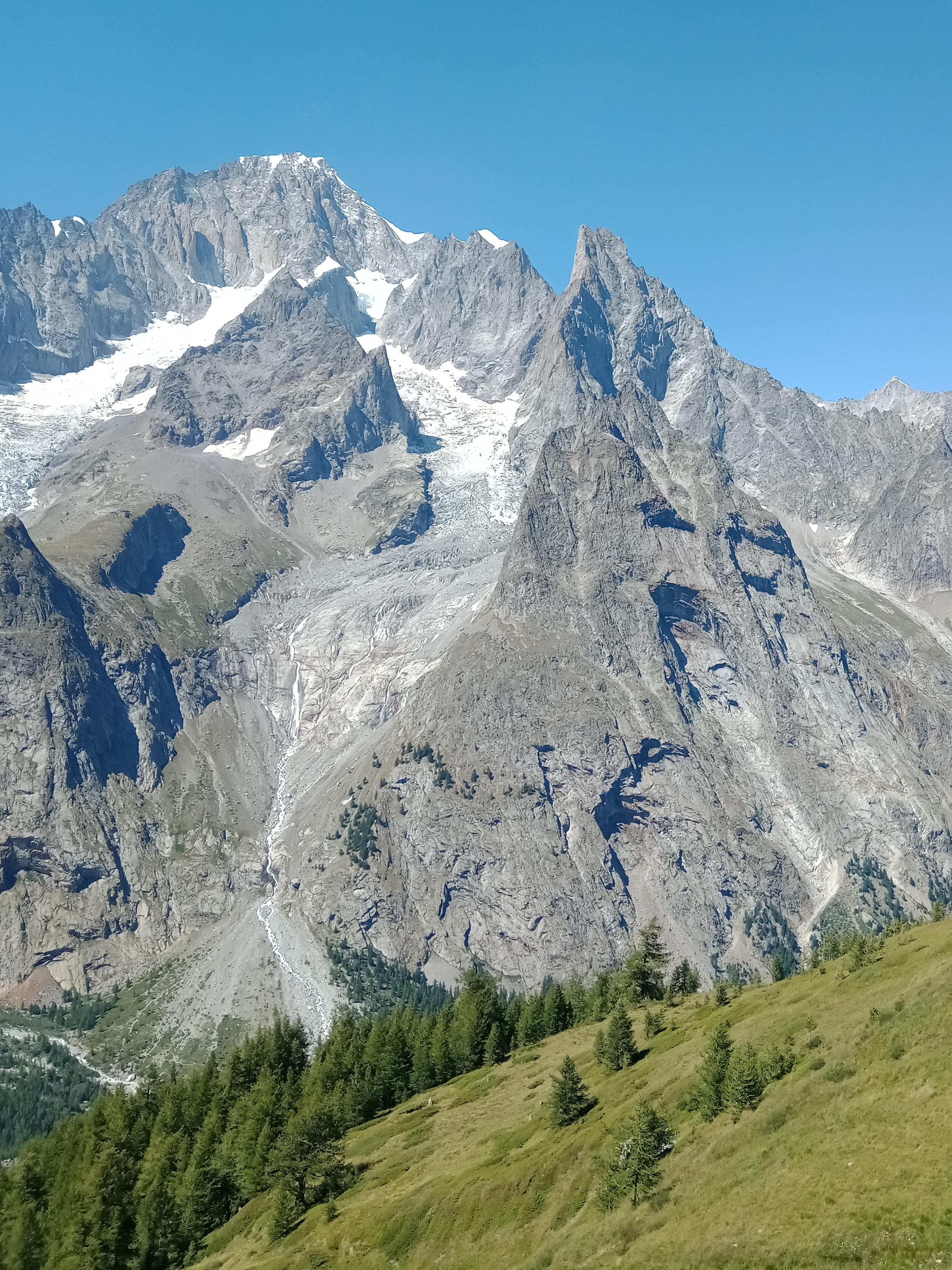
Ghețarul Frêney
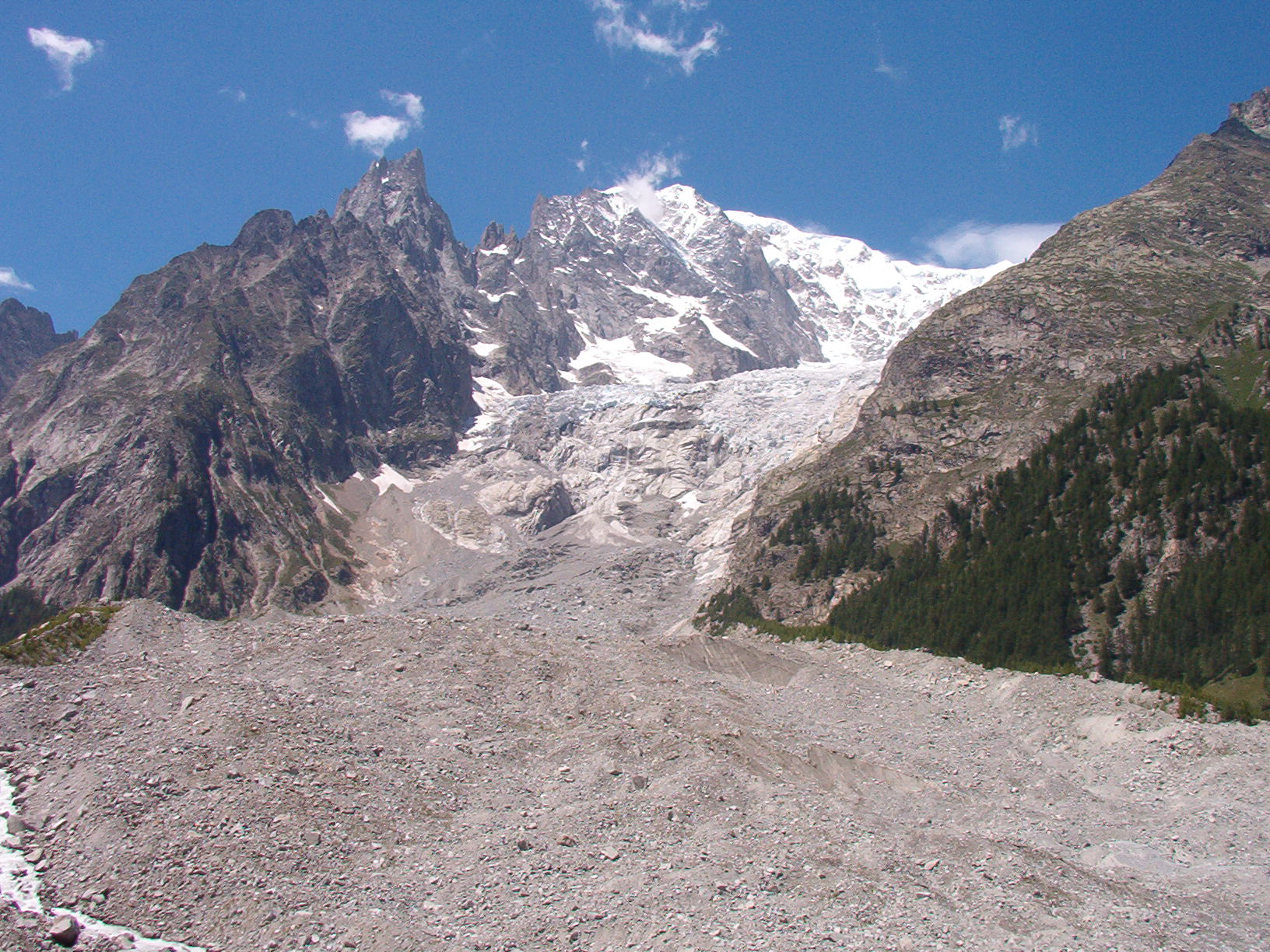
Ghețarul Brenva

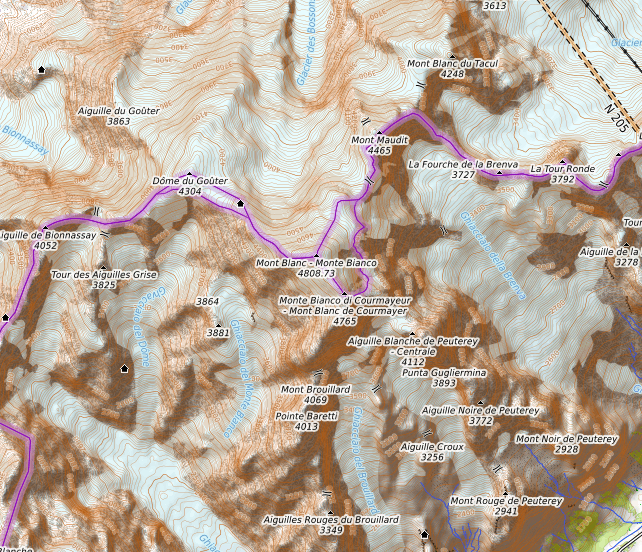
Harta topografică a masivului Mont Blanc

Înălțimea Mont Blanc este definită de înălțimea acumulării de zăpadă deasupra vârfului stâncos. Acesta din urmă este situat la o altitudine de 4.792 m și ar fi acoperit de o calotă de zăpadă și gheață cu o grosime de aproximativ 15 până la 30 m. Grosimea acestei calote depinde de cantitatea de precipitații și de vântul care modelează creasta de vârf ca pe o dună. Înălțimea crestei fluctuează deci în funcție de anotimpuri. Cu cât vânturile sunt mai slabe și cantitatea de precipitații este mai mare, cu atât calota se îngroașă și vârful devine mai înalt. Astfel, înălțimea este mai mare vara decât iarna pentru că vântul bate mai puțin. Aceste condiții meteorologice influențează mai general morfologia crestei vârfului prin modificarea distribuției stratului de zăpadă care are și ca efect modificarea poziției vârfului în raport cu vârful stâncos de-a lungul unei axe orientate dinspre vest-sud-vest spre est-nord-est. În general, vârful stâncos este decalat spre vest în raport cu vârful înzăpezit. În 2004, a fost localizat, conform instrumentelor radar utilizate și forajelor executate, la 40 metri spre vest de acesta din urmă, iar înregistrările din 2001 arată că vârful de zăpadă se îndepărtează spre est. În 2009, vârful era situat cu 34 de metri mai spre est decât în 2003.
De la sondajul topografic din 1863 al căpitanului Jean-Joseph Mieulet, înălțimea oficială a celui mai înalt vârf din Alpi a rămas mult timp stabilită la valoarea de 4.807 metri (altitudine elipsoidală geopotențială). Din 2001, au fost efectuate măsurători la fiecare doi ani pentru a monitoriza variațiile de altitudine. În 2013, valoarea măsurată a înălțimii muntelui a fost de 4.810,02 metri, în 2015 de 4.808,73 metri, iar în 2023 de 4.805,59 metri.

### Geologie

Vedere 3D a Mont Blanc

Mont Blanc este reprezentativ în privința geologiei masivului omonim. Aparține masivelor cristaline externe din Alpi, care formează baza pre-triasică a plăcii tectonice europene, afiliate domeniului Delfino-Elvețian și ridicate în timpul orogenezei alpine. Aceste baze orogenice sunt alcătuite dintr-un set de roci polimetamorfice al căror protolit provine din neoproterozoic până la ordovician și a format un granit intruziv, granitul de Mont Blanc în carbonifer (303 ±2 miloane de ani:221-233). Este delimitat pe versantul său sud-estic de acoperiri sedimentare autohtone din domeniul Delphino-Elvețian și pe versantul său nord-vestic de zona de forfecare Mont-Blanc și o bandă îngustă de acoperire sedimentară organizată într-un pliu sinclinal (sinclinal median) care îl separă de masivul Aiguilles Rouges. Contactul dintre zona de forfecare și unitățile Mont Blanc se comportă ca o falie inversă cu o ușoară alunecare spre dreapta. Rădăcinile sale adânci par să indice că ar fi responsabilă pentru suprapunerea plăcilor sub masivul Mont Blanc și, prin extensie, de ridicarea acestuia:1011-1019.
Unitățile Mont Blanc sunt caracterizate de o varietate de setări tectonice (arcuri vulcanice, bazine sedimentare) și litologice (roci sedimentare, roci magmatice) formate între neoproterozoic și prima jumătate a paleozoicului. Aceste roci au fost apoi metamorfozate în cicluri orogene succesive. Sunt străbătute de mai mulți plutoni de granit, inclusiv granit de Mont Blanc, la sfârșitul orogenezei hercinice. În triasic, toate aceste roci formează un relief aplatizat prin eroziune (în engleză peneplain), care apoi constituie marginea continentală la nord de Oceanul Piemont-Liguria, parte a Oceanului Tethys, la deschiderea sa în jurasicul mijlociu. Serii sedimentare marine s-au acumulat între mezozoic și oligocen în mediul marin al platformei distale (domeniul Delfino-Elvețian) și extinderea în larg a unităților din masivul Jura. Acest înveliș sedimentar s-a detașat în oligocen, formând plăci de împingere (plăcile helvetice) în timpul orogenezei alpine, apoi unitățile bazei au fost supuse unor procese metamorfice, dând naștere șisturilor verzi și ridicate în miocen pentru a forma Mont Blanc. Morfologia reliefului a fost în cele din urmă modelată de ciclurile glaciare succesive din cuaternar, care se află și la originea ghețarilor care înconjoară vârful.

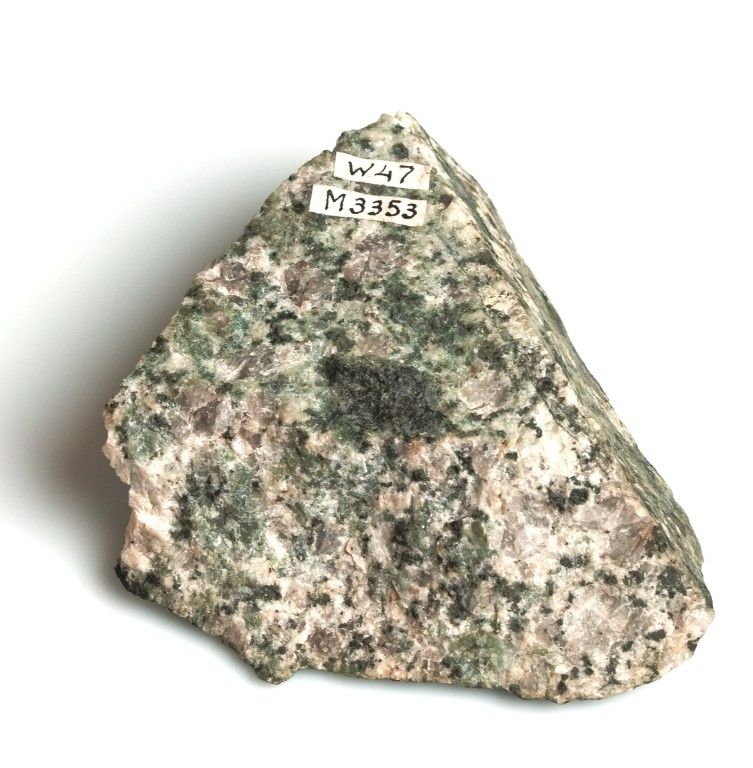
Granit de biotit colectat de Honoré-Benedicte de Saussure în timpul ascensiunii pe Mont Blanc din 1787, Teylers Museum

Vârful Mont Blanc este compus din gneis și micașist pe jumătatea sa de sud-vest și din granit Mont Blanc pe jumătatea de nord-est. Cu toate acestea, cupola de zăpadă și gheață care acoperă vârful nu permite definirea exactă a naturii rocilor care constituie vârful, considerat a fi gneis. Granitul Mont Blanc este un granit calco-alcalin potasic, leucocratic (bogat în minerale de culoare albă), cu granulație grosieră (între 0,5 și 1 mm) și  porfiritic (cristale mari de feldspat alcalin). Acestea din urmă tind, de asemenea, să scadă spre părțile exterioare ale intruziunii, ceea ce ar putea indica o răcire mai rapidă la margine decât în centrul masei intruzive. Sunt descrise și două varietăți de xenolit (o enclavă de rocă inclusă într-o masă de rocă diferită și din care nu a provenit, specifică rocilor magmatice) de culoare închisă:3-13. Prima, predominant magnezică (MgO/FeOtotal=0,6-0,7) formează enclave de dimensiuni metrice, bogate în hornblendă și biotit, rezultată din demantelarea filoanelor de compoziție bazică până la neutră și stabilizarea sa chimică, care datează de acum 316,1 ±19,5 milioane de ani. Cea de-a doua are o compoziție feroasă (MgO/FeOtotal=0,3), constituind enclave de dimensiuni mai mici (sub 1 m) și mai bogate în biotit (între 15 și 25%). Originea sa este mai complexă și pare legată de fazele de diferențiere și contaminare a magmei. Eterogenitatea compoziției nu permite ca aceste enclave să fie datate prin metoda rubidiu-stronțiu (Datare Rb/Sr). Granitul a fost milonitizat (recristalizat dinamic, sub efectul unei deformări intense, preponderent ductilă, caracterizat printr-o textură tipică foarte fin stratificată și printr-o reducere semnificativă a mărimii granulelor, majoritatea cristalelor nemaifiind vizibile cu ochiul liber) și a fost supus unor procese metamorfice care au dus la apariția șisturilor verzi în timpul orogenezei alpine. În partea de est a masivului au fost de asemenea înregistrate filoane de microgranit hololeucocratic cu o lățime de câțiva metri.
Prima prezentare sistematică a mineralelor din zona Mont Blanc a fost publicată în 1873 de către Venance Payot. Lista sa, intitulată Statistique minéralogique des environs du Mt-Blanc, a catalogat 90 de tipuri de minerale, deși le includea și pe cele prezente în concentrații foarte mici. Dacă acestea sunt excluse, cel puțin 68 de tipuri de minerale apar în gama mai largă a masivului Mont Blanc.

### Climă

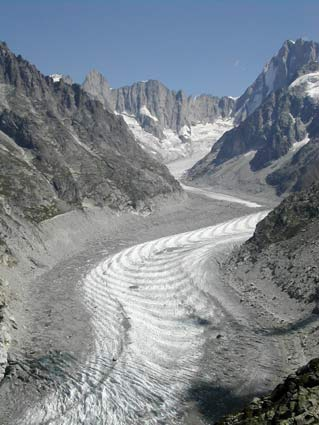
Ghețarul Mer de Glace

Situat pe linia de separare a bazinelor hidrografice Rhône și Po, masivul Mont Blanc este, de asemenea, situat între două regiuni climatice diferite, cea a Alpilor de nord și de vest și cea a Alpilor sudici. Condițiile climatice de pe Mer de Glace, cel mai mare ghețar din Alpii Occidentali și al doilea ca mărime din Europa, cu o lungime de 12 km și o suprafață de 35–40 km², sunt similare cu cele găsite pe partea de nord a Alpilor Elvețieni:26.
Aflat la o distanță de 240 de kilometri de Marea Mediterană și la 620 de kilometri de Oceanul Atlantic, zona de la poalele masivului Mont Blanc este caracterizată de o climă blândă, semi-continentală, condiționată de vânturile umede care bat dinspre Atlantic. Odată ajunși pe masiv, curenții de aer au tendința de a se răci, rezultând condiții de precipitații la altitudini joase, cu un maxim de precipitații în iulie și august și un minim în ianuarie și februarie:145. Peste aproximativ 3.000 de metri altitudine, precipitațiile de toamnă și primăvară cad în principal sub formă de ninsoare, rar sub formă de burniță, și sunt mai frecvente în perioada de vară decât în timpul iernii din cauza umidității scăzute a aerului în anotimpul rece.
Conform clasificării climatice Köppen, climatul pe munte este alpin, foarte influențat de altitudine. Pe vârful Mont Blanc, care este acoperit de o calotă glaciară permanentă, se înregistrează temperaturi în jur de −20 °C. Vârful este, de asemenea, expus vânturilor puternice și predispus la schimbări bruște ale vremii. Datorită înălțimii sale mari, o suprafață considerabilă este permanent înghețată sau acoperită cu zăpadă și este expusă la condiții extrem de dure:24.
Condițiile meteorologice se pot schimba foarte repede din cauza posibilelor precipitații sub formă de ninsoare și a ceții, precum și schimbărilor bruște ale direcției vântului datorită caracteristicilor reliefului. Pe de altă parte, perturbările cauzate de efectul Föhn sunt frecvente: vântul bate de obicei dinspre Valle d'Aosta (la sud-est de munte), norii acumulați urcă versantul italian și provoacă ninsori abundente la trecerea peste vârful Mont Blanc, înainte ca vântul, deja uscat și supraîncălzit, să coboare versantul francez spre valea Chamonix.
Există, totuși, o variație semnificativă a precipitațiilor în funcție de altitudine. De exemplu, satul Chamonix de sub Mont Blanc se află la o altitudine de aproximativ 1.030 m și înregistrează aproximativ 1.020 mm de precipitații anuale, în timp ce pe Col du Midi, care se află la 3.500 m altitudine, se înregistrează mult mai mult, aproximativ 3.100 mm pe an. Cu toate acestea, la altitudini și mai mari (aproape de vârf), precipitațiile sunt considerabil mai reduse, în jur de 1.100 mm, măsurătorile din octombrie 1980 fiind efectuate la altitudinea de 4.300 m:23:492.
Pe vârf, viteza vântului poate atinge 150 km/h, iar temperatura −40 °C, recordul absolut fiind de −43 °C. Vântul intensifică efectul de frig (indice de răcire), temperatura aparentă scăzând cu 10 °C pentru fiecare creștere cu 15 km/h a vitezei vântului.
De la aproximativ 3.700 m altitudine, toate precipitațiile sunt sub formă de ninsoare și asigură o acumulare masivă de zăpadă pe ghețarii din jurul muntelui. Aceste precipitații se transformă adesea în adevărate furtuni de zăpadă, mai ales la cele mai mari altitudini și pe culme, unde, în urma acestor furtuni, acumulările de zăpadă proaspătă ajung până la 4 metri grosime. La aceste altitudini, numărul anual de zile cu ninsoare este estimat între 150 și 160, cu o intensitate a precipitațiilor pe vârf de aproximativ 20 centimetri de zăpadă pe zi. Acestea sunt mai abundente vara decât iarna, deoarece aerul rece nu conține prea multă umiditate. Pe vârf se pot înregistra câteva zile de dezgheț pe parcursul anului, în special între iulie și septembrie, recordul maxim absolut de temperatură fiind de 9 °C. Izoterma de 0 °C (altitudinea la care temperatura atmosferică atinge 0 °C) poate depăși altitudinea de 5.000 m. Pe parcursul anului, între 15 iunie și 15 iulie, în preajma solstițiului de vară, pe vârf se pot crea condiții de dezgheț, cu temperaturi maxime atingând 3 °C. Acțiunea soarelui topește zăpada de la suprafață, iar apa rezultată se infiltrează în straturile inferioare și apoi îngheață rapid.

### Floră și faună
Floră
Majoritatea versanților Mont Blanc sunt situați la altitudini de peste 3.000 de metri, dincolo de linia zăpezii, zone caracterizate prin prezența straturilor de névé. Stratul semnificativ de zăpadă, condițiile climatice extreme, aciditatea rocilor și absența humusului fac condițiile de viață aproape imposibile. Cu toate acestea, în spațiile adăpostite dintre stânci, anumite plante reușesc să supraviețuiască, cum ar fi ranunculus (Ranunculus glacialis), arabis alpin (Arabis alpina) și mai multe specii de saxifragă, în special cea cu două flori (Saxifraga biflora). La altitudini mari, chiar și peste 4.000 de metri, principalele forme de viață sunt mușchii și lichenii. Pe versanții Mont Blanc predomină pădurile de conifere, populate în principal cu molid (Picea abies) sau zada (Larix decidua), dar local și cu zâmbru (Pinus cembra) sau jneapăn (Pinus mugo). 
Pe pajiștea alpină pot fi observate multe specii de flori, inclusiv inflorescențele galbene spectaculoase ale Hugueninia tanacetifolia, o plantă endemică din sectorul vestic al Alpilor, Anemone narcissiflora, precum și gențiana (Gentiana clusii), binecunoscuta floare de colț (Leontopodium nivale) sau rara clopoțel de munte galben (Campanula thyrsoides). În tufișuri se găsesc papucul doamnei (Cypripedium calceolus), orhideea Dactylorhiza sambucina, crinul de pădure (Lilium martagon), căldărușa (Aquilegia vulgaris), violeta (Viola calcarata) și gențiene albastre comune (Gentiana verna și Gentiana acaulis). Interesantă este prezența hibridului dintre gențiana purpurie (Gentiana purpurea) și gențiana punctată (Gentiana punctata). La altitudini mai mari, se întâlnesc arbuști precum rododendronul (Rhododendron ferrugineum) și afinul (Vaccinium myrtillus).

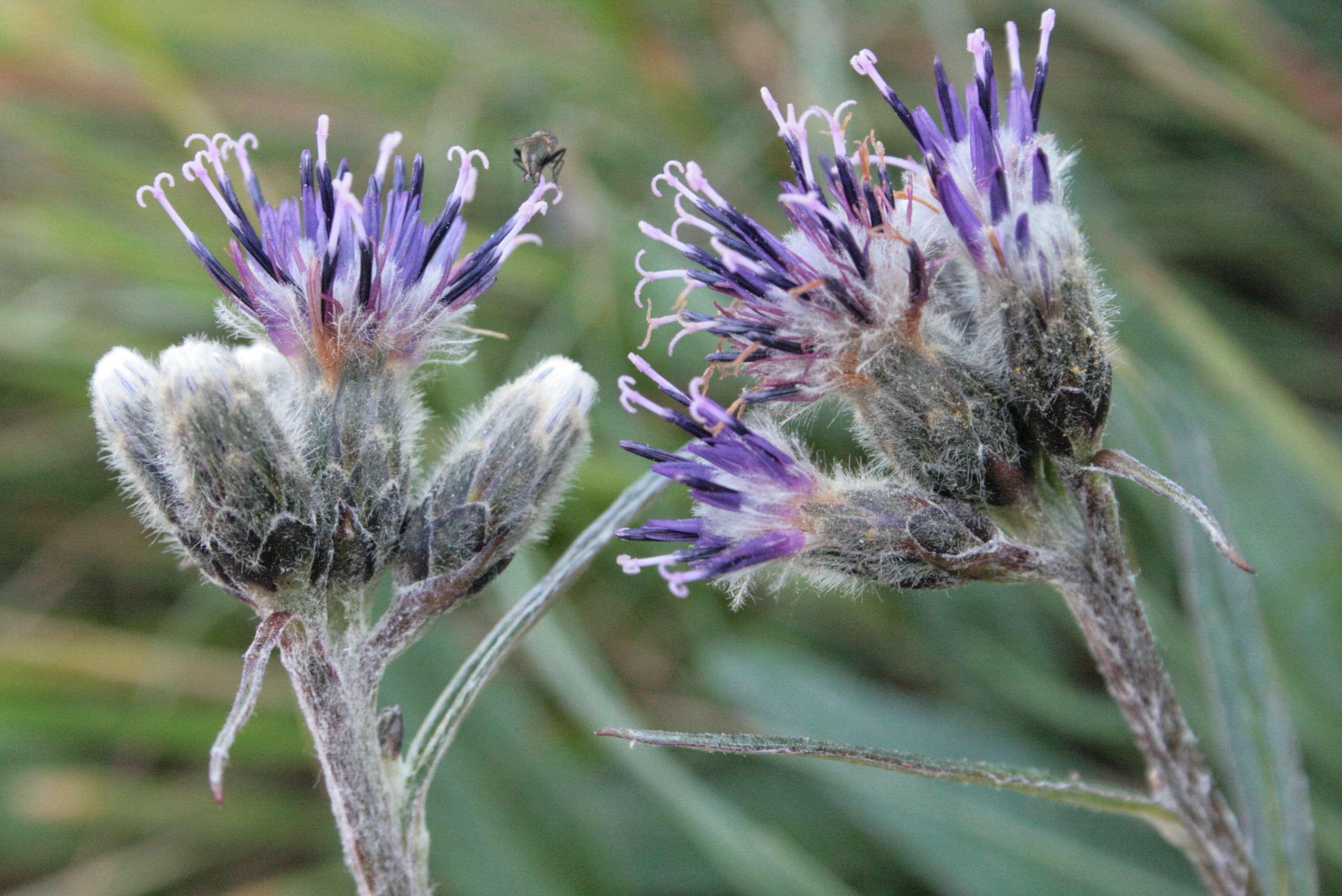
Saussurea alpina

Grădina Botanică Alpină Saussurea (în italiană Giardino Botanico Alpino Saussurea) din apropierea comunei italiene Courmayeur este situată la 2.173 de metri deasupra nivelului mării, pe o creastă înaltă la sud de Mont Blanc și conține o zonă stâncoasă, o pășune alpină, un grohotiș și zone umede, fiind grădina botanică din Europa situată la cea mai mare altitudine. Conține peste 800 de specii de plante, tipice florei de pe Mont Blanc, și se întinde pe o suprafață de 7.000 de metri pătrați. A fost creată inițial în 1987 doar ca atracție turistică, dar, odată cu desemnarea ulterioară a Pavillon du Mont Frety adiacent ca zonă protejată, a crescut în importanță științifică. Numele său provine de la Horace-Bénédict de Saussure, care a făcut prima ascensiune cunoscută a Mont Blanc în 1786, și care a dat și numele florii Saussurea alpina. Grădina botanică este deschisă din iunie până în septembrie.

Flora de pe Mont Blanc
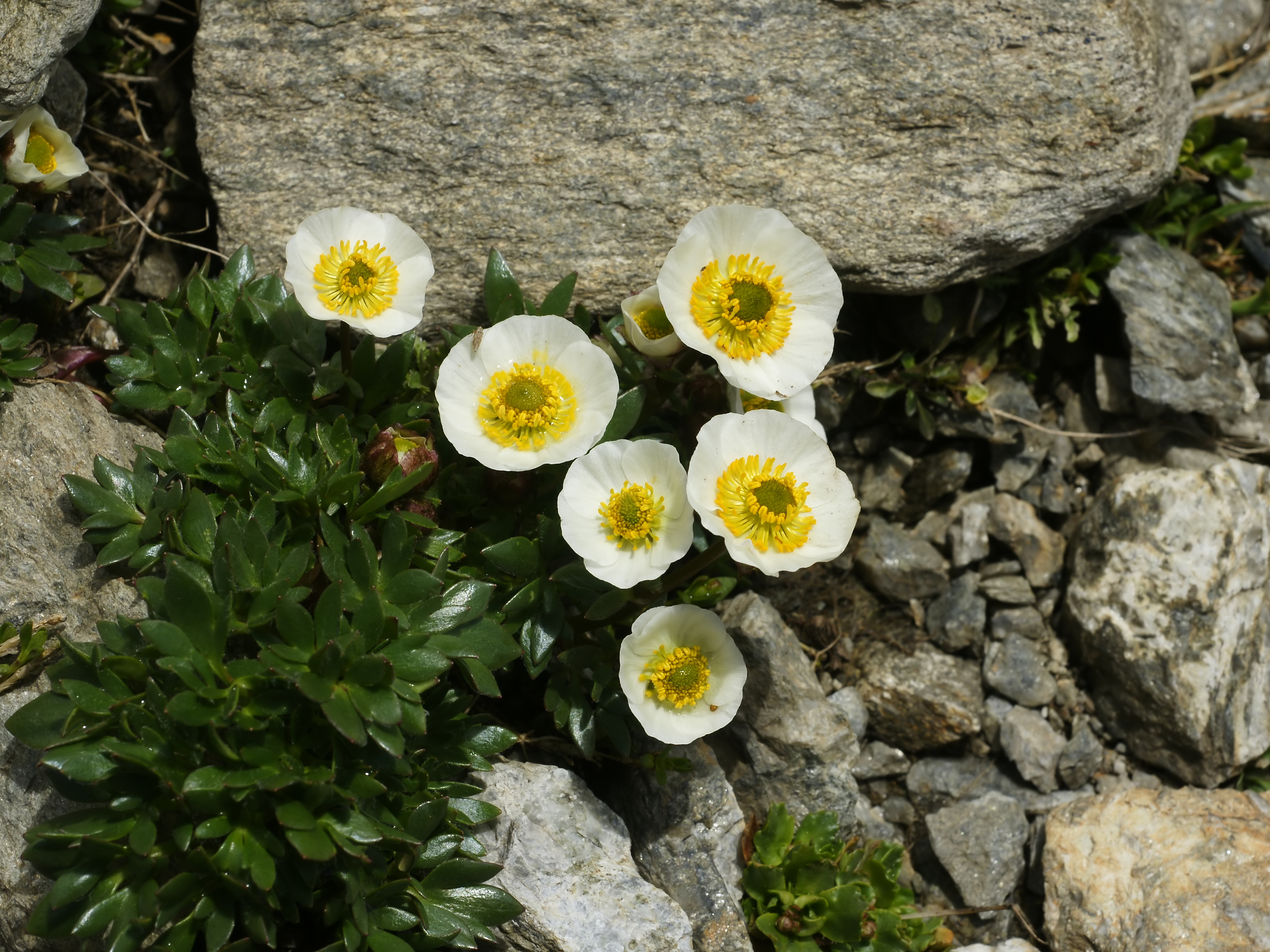
Ranunculus glacialis
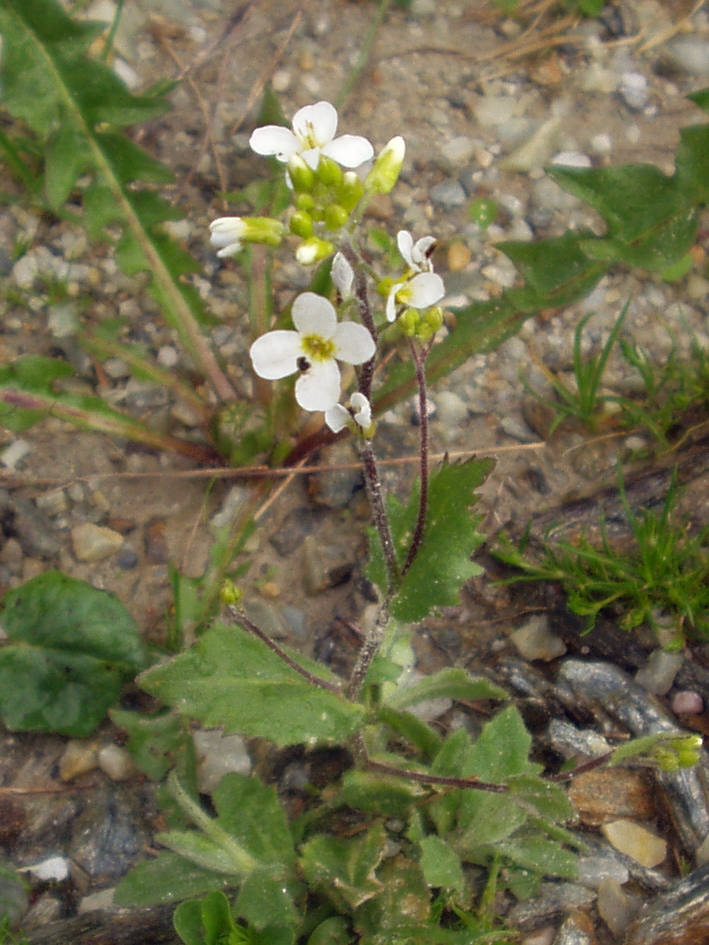
Arabis alpina
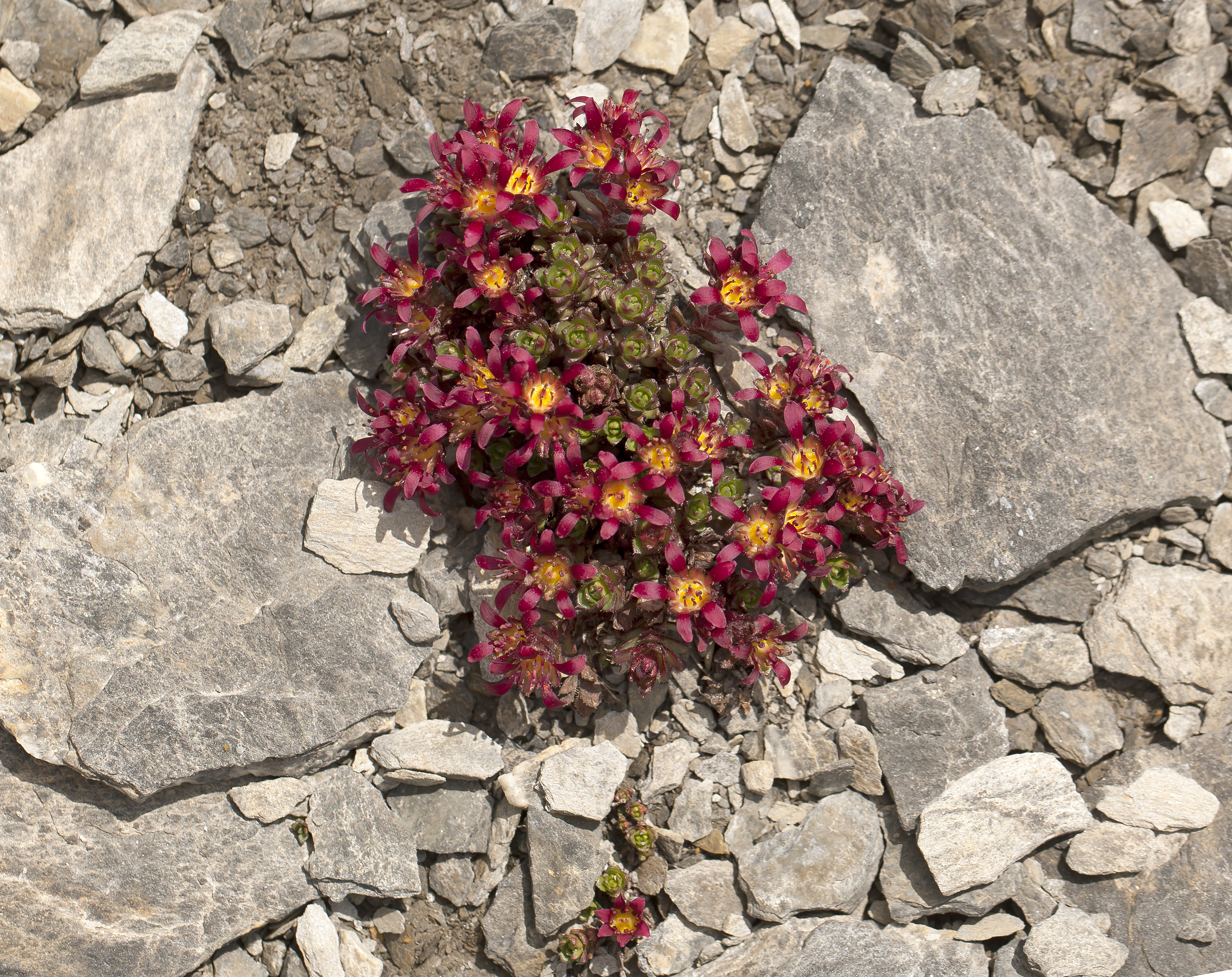
Saxifraga biflora
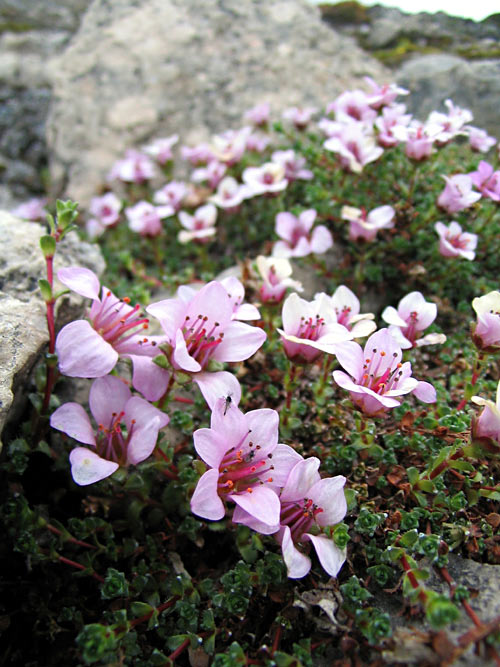
Saxifraga oppositifolia
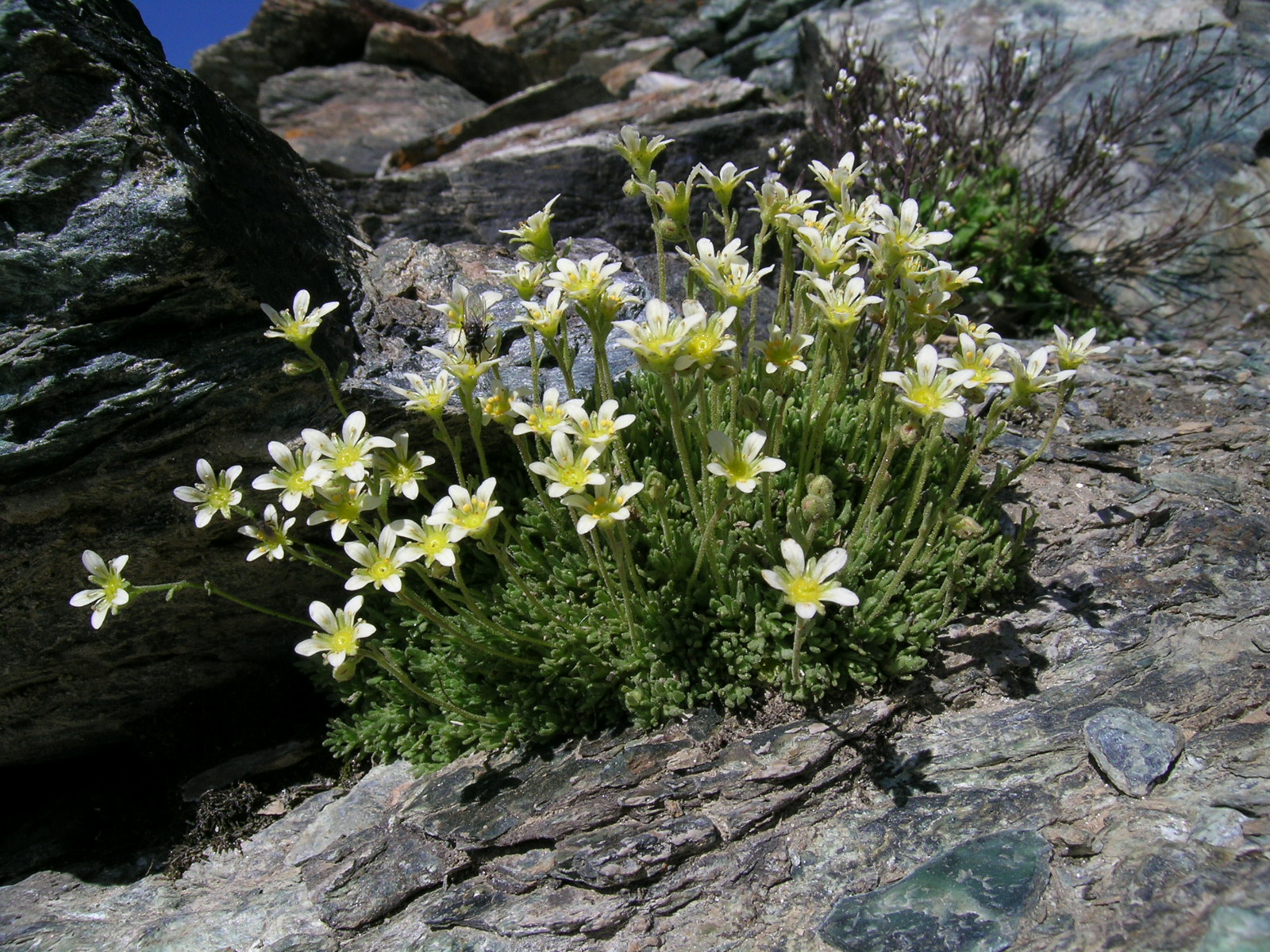
Saxifraga bryoides

Faună
Dacă mamiferele nu pot supraviețui în condiții atât de dure, unele specii de rozătoare se pot regăsi până la altitudini de peste 3.000 de metri, iar unele specii de păsări sunt capabile să zboare peste pantele superioare ale Mont Blanc: stăncuța alpină (Pyrrhocorax graculus), ptarmiganul alpin (Lagopus muta), brumărița de stâncă (Prunella collaris), cinghița alpină (Montifringilla nivalis) sau fluturașul de stâncă (Tichodroma muraria). În zona masivului au fost înregistrate 184 de specii de păsări și aproximativ 110 dintre acestea cuibăresc. Uneori se poate observa zborul circular al zăganului (Gypaetus barbatus), care a dispărut în Alpi la începutul secolului al XX-lea dar a fost recent reintrodus.
Cu toate acestea, la altitudini mai joase fauna începe să includă mai multe specii și să fie mai numeroasă. Dintre mamifere se regăsesc capra neagră (Rupicapra rupicapra), care frecventează atât pajiștile alpine, cât și pădurile subalpine, unde se întâlnesc și ierbivore mari precum cerbul (Cervus elaphus) și căprioara (Capreolus capreolus). Terenul pietros larg al câmpiei alpine găzduiește capra alpină (Capra ibex), acvila de munte (Aquila chrysaetos) și principala sa sursă de hrană: marmota alpină (Marmota marmota). Un animal care poate fi întâlnit atât pe pajiștile de mare altitudine, cât și pe fundul văilor este vulpea (Vulpes vulpes). 

Fauna de pe Mont Blanc
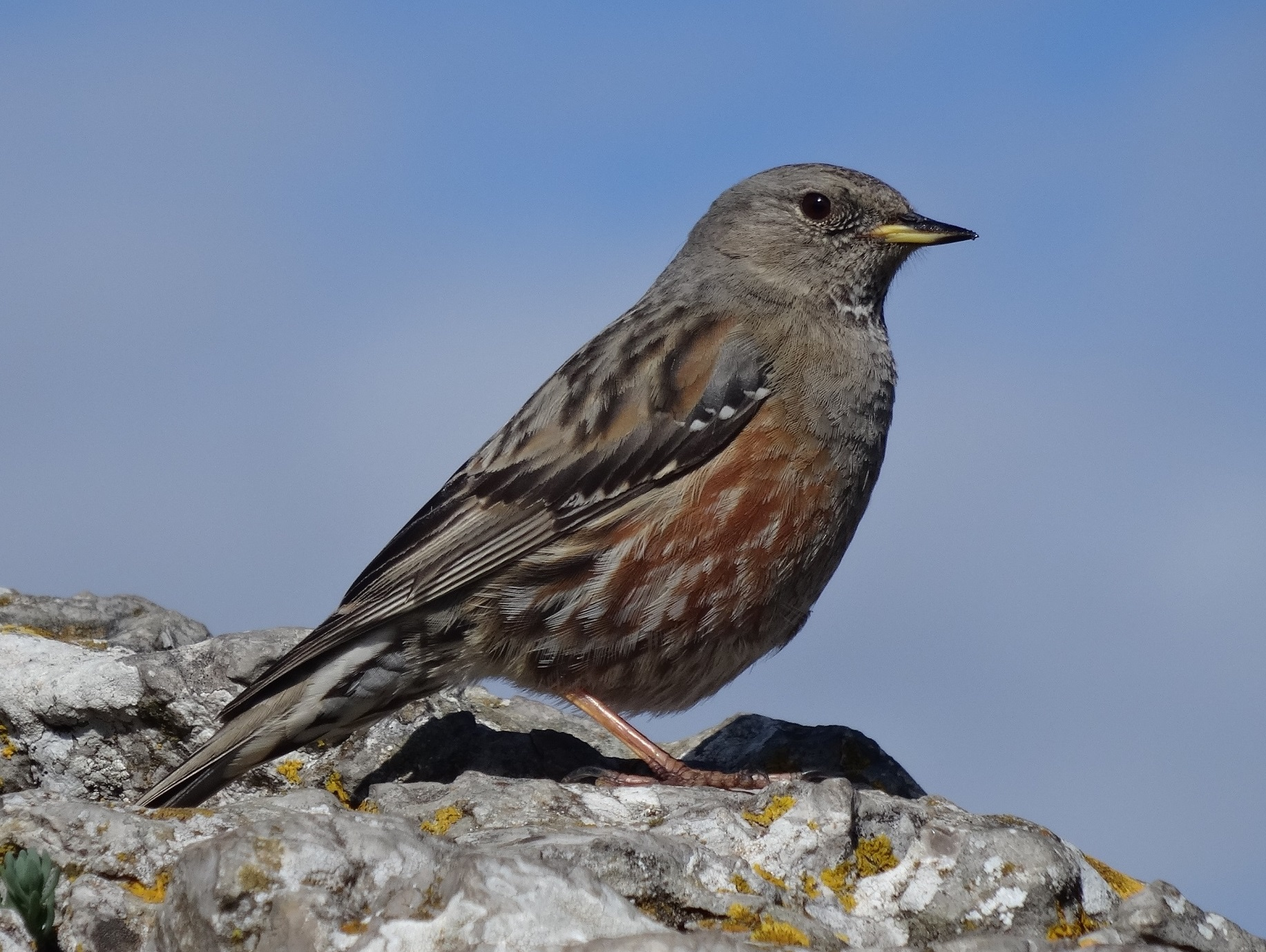
Brumăriță de stâncă (Prunella collaris)
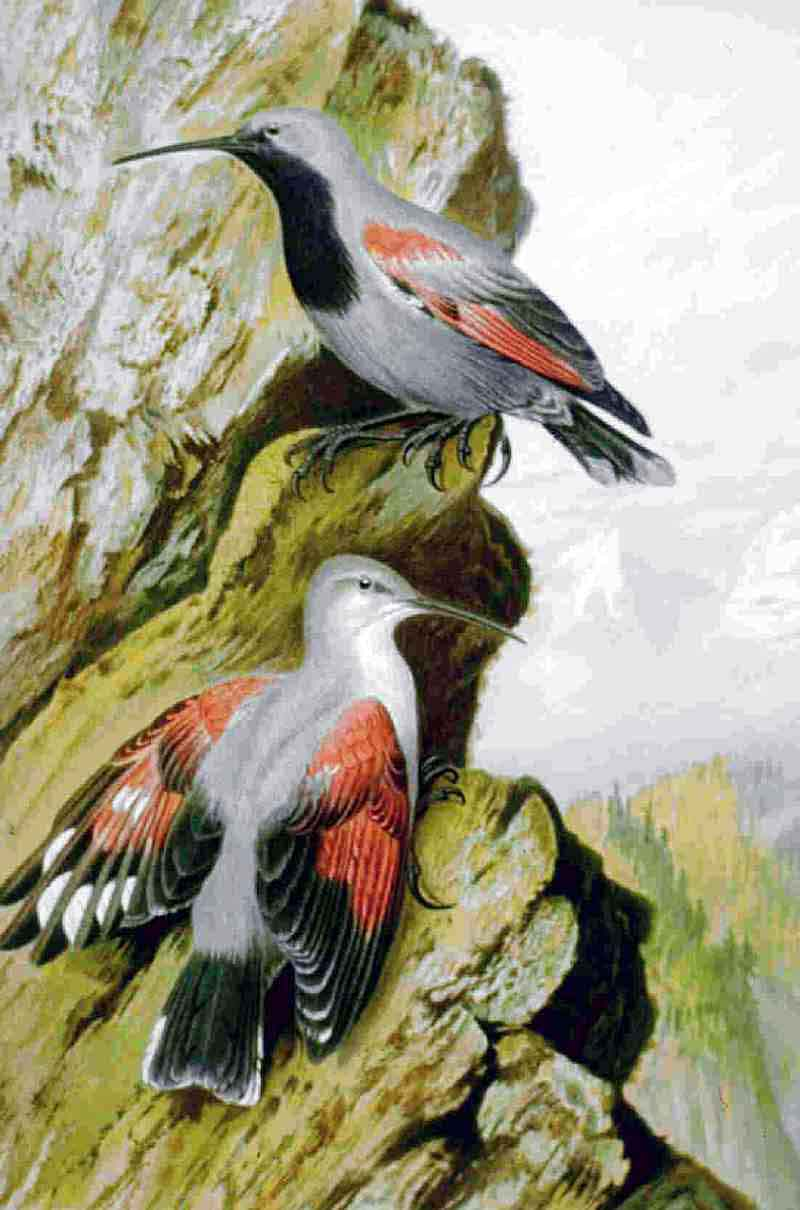
Fluturaș de stâncă (Tichodroma muraria)
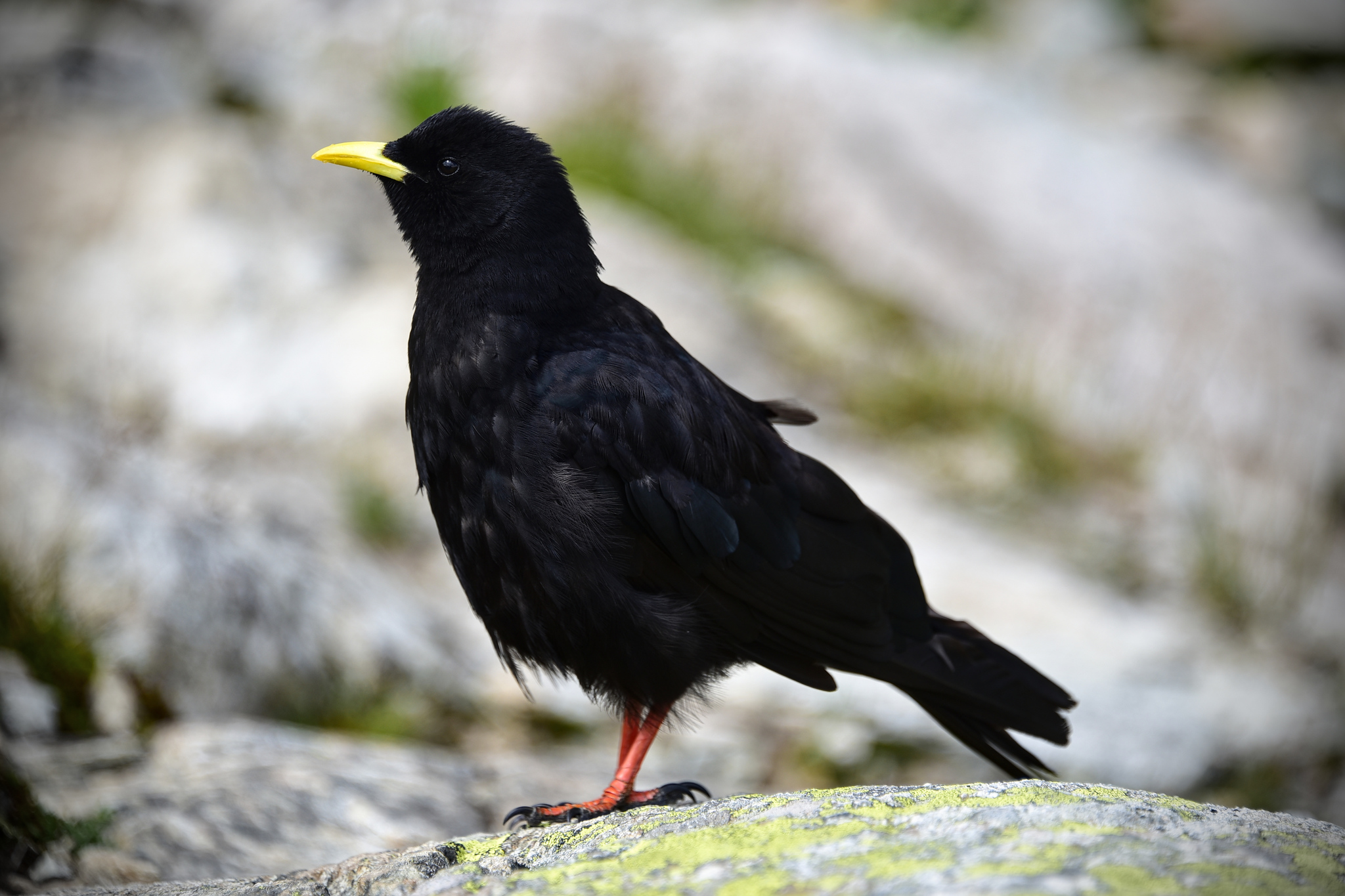
Stăncuță alpină (Pyrrhocorax graculus)
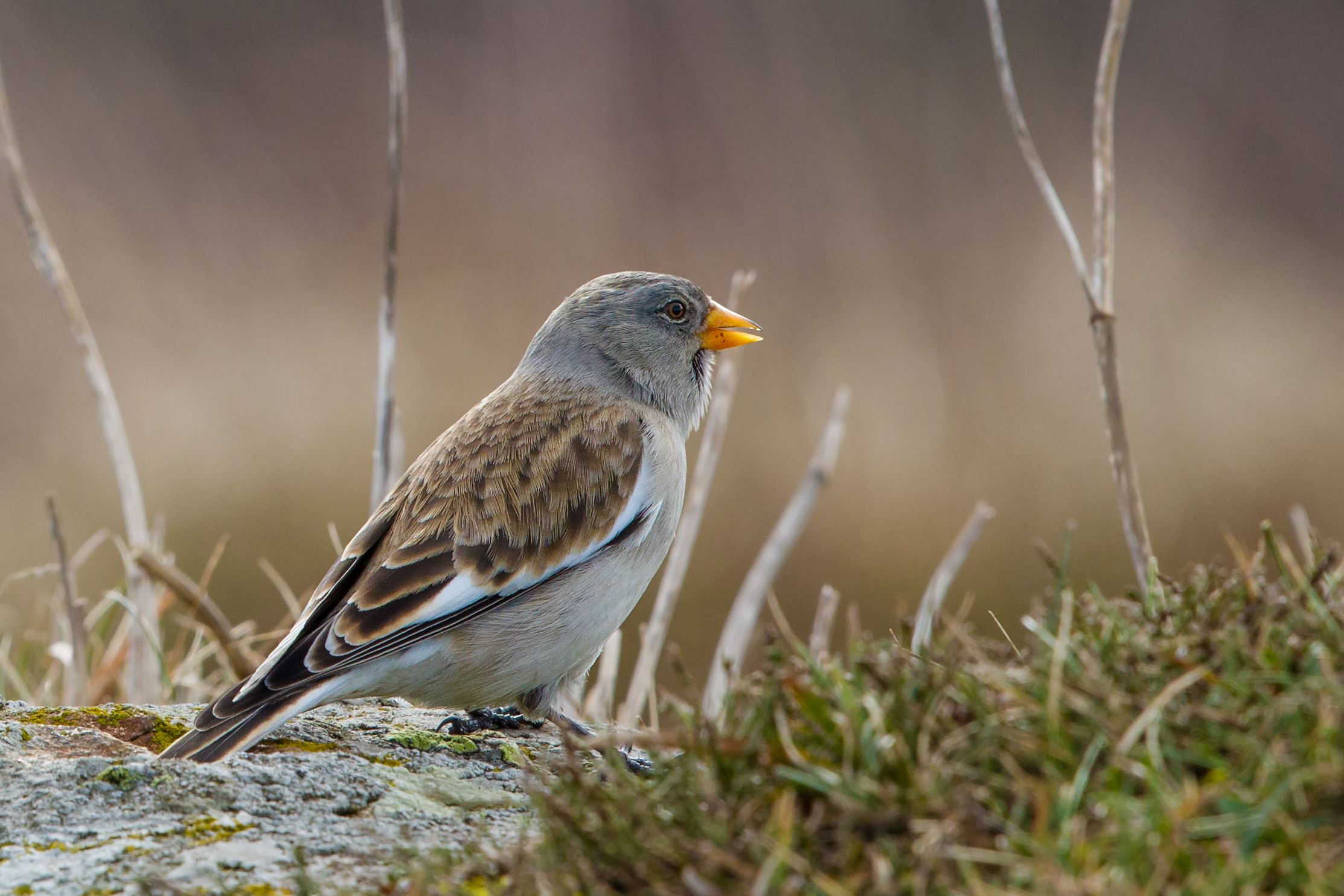
Cinghiță alpină (Montifringilla nivalis)
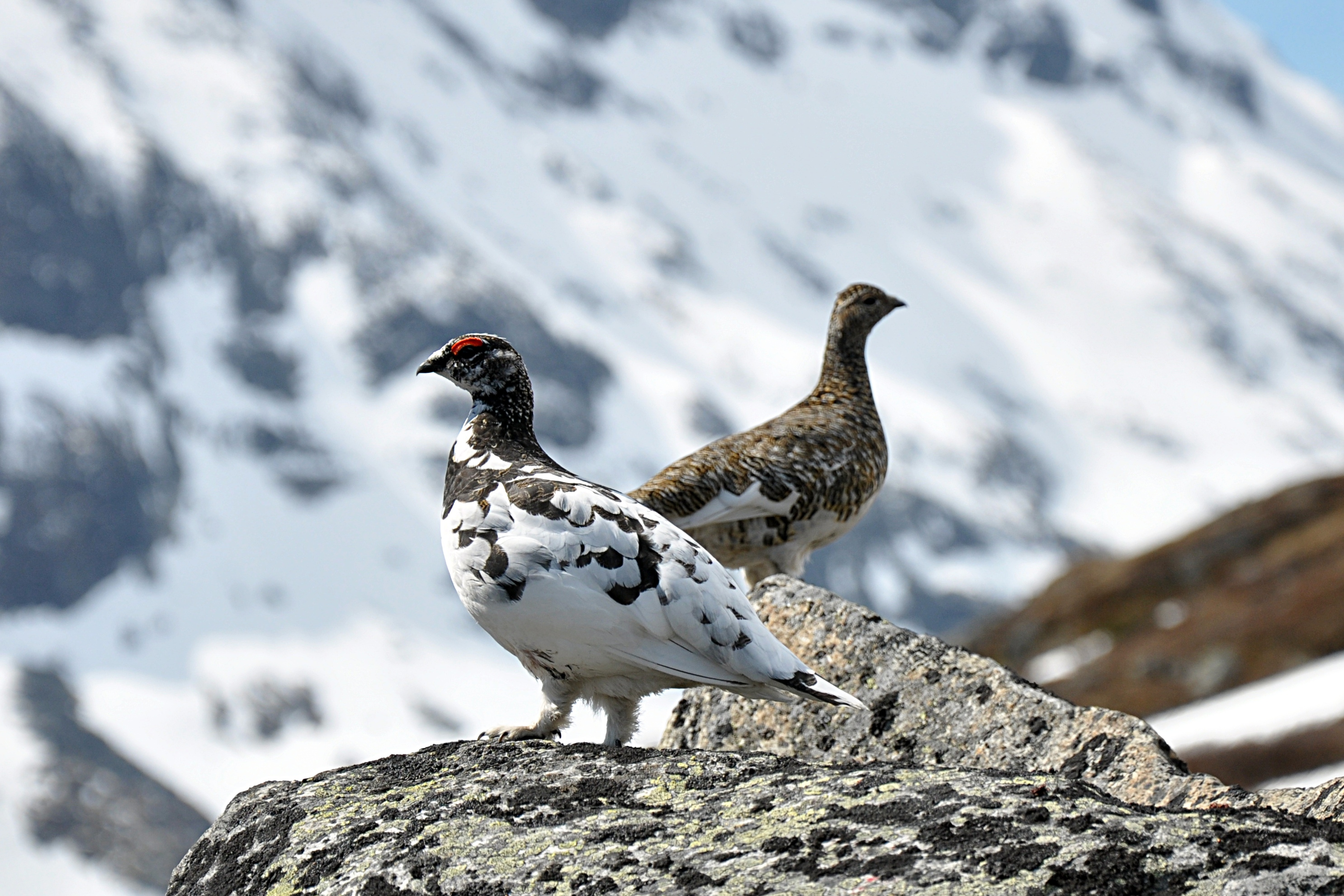
Ptarmigan alpin (Lagopus muta)

## Istoric

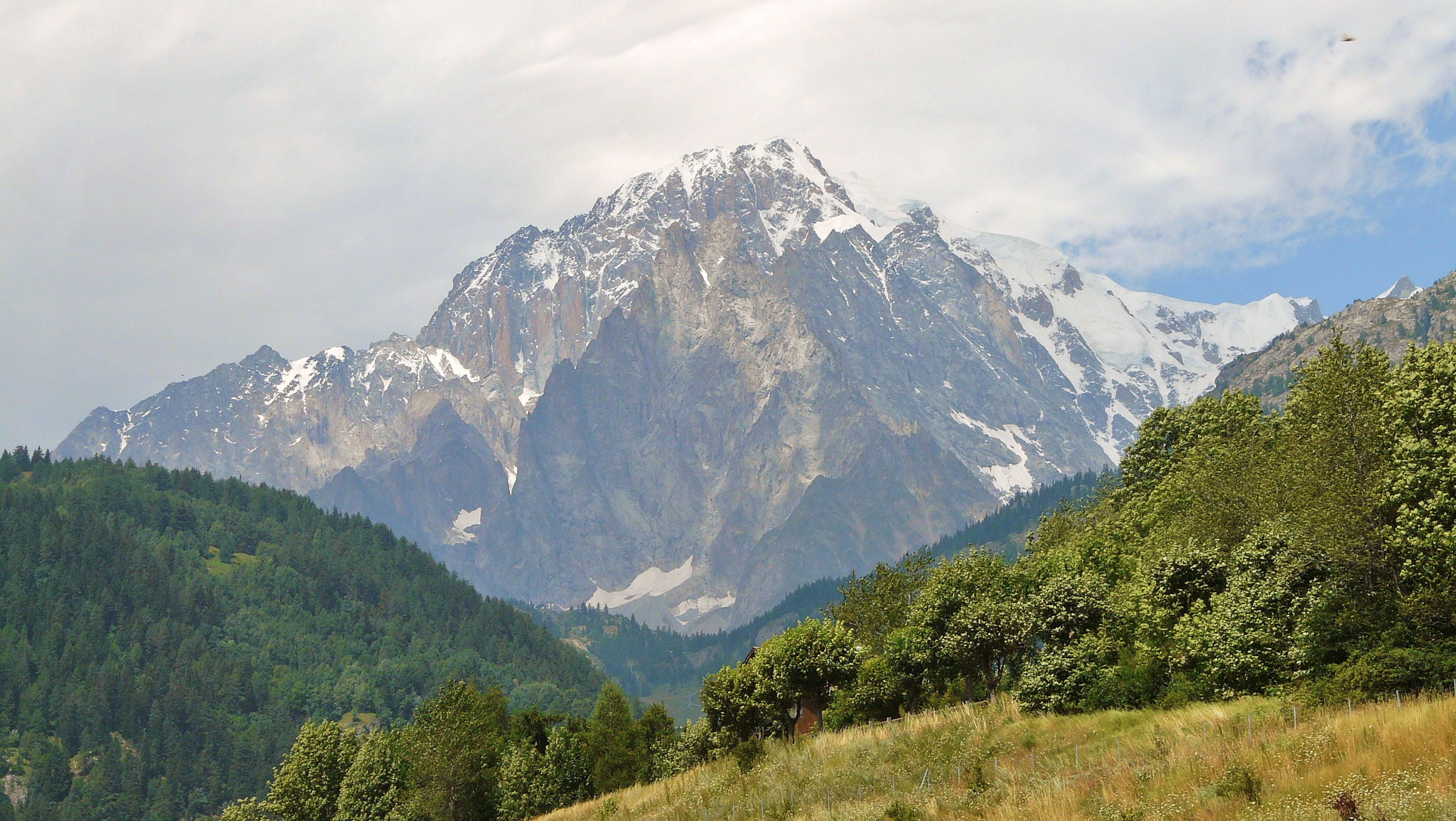
Mont Blanc văzut dinspre Valle d'Aosta

Mont Blanc a fost cel mai înalt munte din Imperiul Franc fondat de Charlemagne și cel mai înalt munte din Sfântul Imperiu Roman până la secesiunea Ducatului de Savoia, în 1792.

### Muntele blestemat
În secolul al XVII-lea, în mica eră glaciară, se organizau procesiuni și ceremonii de exorcism pentru a pune capăt înaintării marelui ghețar Mer de Glace care se apropia periculos de „Chamouny”. Până în secolul al XVIII-lea, masivul a inspirat frică locuitorilor văii, iar vârfurile sale au fost străbătute doar de câțiva vânători de capre negre și căutători de cristale:3-5.
Totuși, muntele a stârnit curiozitatea unor membri ai burgheziei din Geneva, care au început să escaladeze muntele Môle (1.863 m), clar vizibil în sud-estul orașului, pentru a observa Mont Blanc mai îndeaproape:314. Cu toate acestea, în lipsa unor hărți care să descrie această parte a Alpilor, aceștia s-au dezorientat rapid: „Dacă se trage o linie de la Geneva spre vârful Môle, muntele blestemat va fi situat într-un punct de-a lungul prelungirii acestei linii până la întâlnirea acesteia cu valea râului Rhône din Elveția, dar, neapărat, întotdeauna la nord de valea Chamonix, nu la sud:314”. Această eroare a persistat timp de o jumătate de secol, explicată după cum urmează de Charles Henri Durier, secretar general al Clubului Alpin Francez între 1895 și 1899: „Putem vedea foarte clar Mont Blanc din jurul Genevei, dar pe măsură ce avansăm spre Alpi, îl pierdem din vedere, iar primele vârfuri acoperite cu zăpadă pe care ochiul le zărește la părăsirea Bonneville, nu sunt ale Mont Blanc, ci colții Morcle (în franceză Dents de Morcles) și Midi (în franceză Dents du Midi), Mont Buet mai presus de toate, încununând capătul văii, munte care se află de fapt la nord de Chamonix, pe direcția dintre Geneva și Môle și pe care l-au luat drept muntele înalt pe care îl văzusem de departe... Locuitorii Genevei au numit Mont Blanc Muntele Blestemat, dar localnicii au considerat Buet drept muntele blestemat, iar geografii i-au urmat!:314”.
Durier explică astfel că Mont Blanc a fost identificat prea târziu pentru ca miturile religioase și simbolismul poetic să fie asociate cu el, muntele intrând direct în era raționalismului științific.

### Studii și primele încercări de escaladare

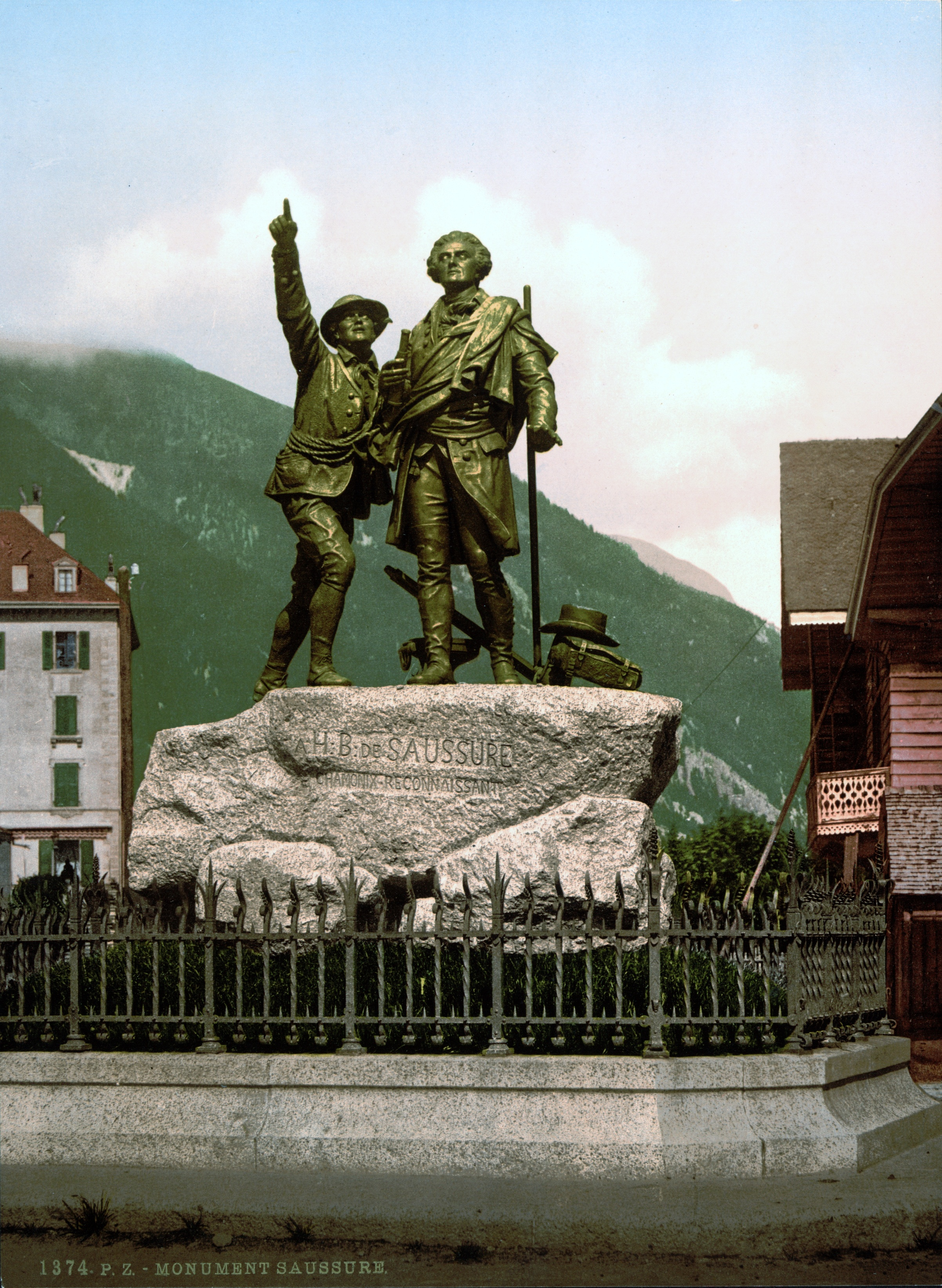
Monument din Chamonix-Mont-Blanc în onoarea alpiniștilor Jacques Balmat și Horace Bénédict de Saussure

Jean-Christophe și Nicolas Fatio de Duillier par a fi primii în 1683 care au măsurat înălțimea Mont Blanc, ajungând la o valoare de 2.426 toises (4.728 metri) deasupra Mării Mediterane. Începând cu anul 1760, naturalistul din cantonul Geneva Horace-Bénédict de Saussure a întreprins mai multe călătorii la Chamonix-Mont-Blanc pentru a observa masivul Mont-Blanc, concentrându-se pe escaladarea vârfului său cel mai înalt. Omul de știință a făcut mai multe încercări, fiind adeseori însoțit de ghidul din Courmayeur Jean-Laurent Jordaney. Acesta, originar din Pré-Saint-Didier și poreclit Patience („Răbdare”), l-a însoțit în 1774 pe Horace Bénédict de Saussure în expedițiile acestuia pe ghețarul Miage și pe muntele Crammont, când încerca să găsească o rută către Mont Blanc. După publicarea la Geneva în 1775 a celor mai recente valori măsurate, George Shuckburgh-Evelyn, proaspăt ales în Societatea Regală din Londra, i-a propus lui Saussure, anul următor, să-l însoțească la muntele Môle, pentru a încerca o nouă măsurare a înălțimii Mont Blanc:156-157. Valoarea obținută a fost de 4.787 metri (15.662 picioare englezești), prin triangulație și utilizarea barometrului pe muntele Môle:592. Pe baza acestui rezultat, valoarea altitudinii a fost recalculată în 1840 de către corpul de ingineri geografi la 4.799,5 metri după corectarea planimetriei, apoi ajustată la 4.806,5 metri după integrarea unui coeficient de refracție.
Încă din 1760, Saussure a oferit o recompensă pentru prima ascensiune, sperând să dezvăluie misterul formării geologice a Alpilor:550. Totuși, abia la 3 iulie 1775 a avut loc o primă tentativă serioasă a patru ghizi din vale. Ei au urmat ruta către Grands Mulets dar au trebuit să se întoarcă, epuizați de căldură și îngrijorați de vremea amenințătoare:158. O nouă încercare a avut loc în 1783 pe același traseu, îngreunată și de reflexia soarelui. La întoarcere, Saussure a fost sfătuit să ia cu el la drum o umbrelă de soare și un parfum:550. În același an, Marc-Théodore Bourrit i-a angajat pe trei dintre ghizi și l-a invitat pe Michel Paccard să li se alăture pentru o nouă încercare, care a fost rapid abandonată din cauza vremii nefavorabile.

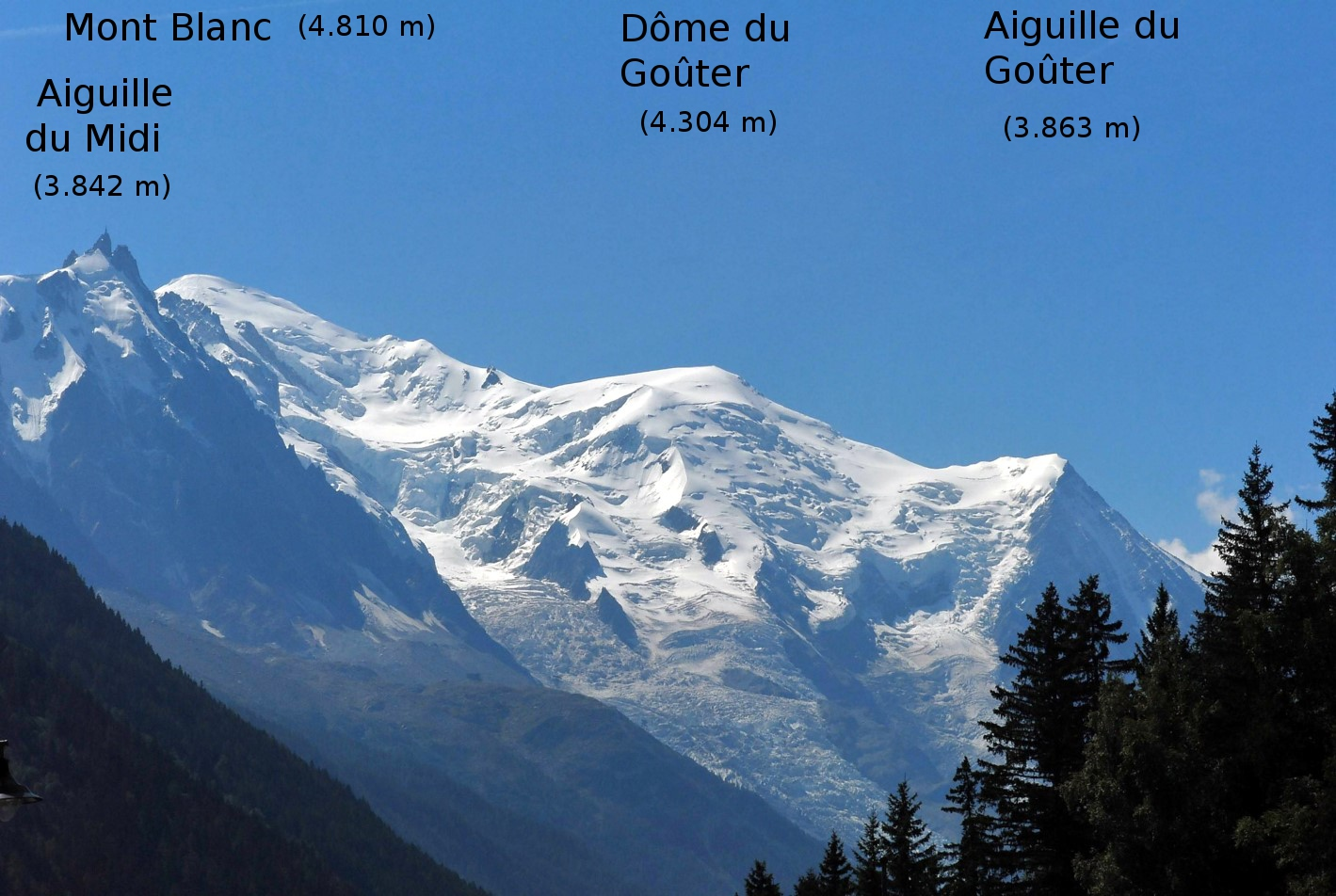

În septembrie 1784, Paccard și un ghid au pornit să urce pe Aiguille du Goûter, plecând din cătunul Bionnassay (1.330 m), dar au progresat cu dificultate și au fost nevoiți să se întoarcă. Câteva zile mai târziu, Bourrit a făcut o nouă încercare pe aceeași rută. Doi dintre ghizii săi au reușit să ajungă la stâncile Vallot, dar creasta Bosses care îi despărțea de vârf li s-a părut prea abruptă.
În anul următor, Saussure a organizat o expediție majoră pe același traseu, la care s-au alăturat Bourrit și fiul său. Grupul a urcat pe creasta Aiguille du Goûter, dar în cele din urmă a fost blocat de acumularea de zăpadă proaspătă. În iunie 1786, cinci ghizi din Chamonix s-au împărțit în două grupuri pentru a studia cel mai convenabilă cale de acces spre Dôme du Goûter. Trei dintre aceștia au părăsit Chamonix și au înnoptat pe muntele Côte (Mont Corbeau, 2.334 m). Jacques Balmat, un căutător de cristale, li s-a alăturat fără să fi fost invitat. Ceilalți doi au plecat din Bionnassay și au petrecut noaptea în adăpostul construit de Saussure anul precedent. Grupul s-a reunit la Col du Dôme și a urcat până la stâncile Vallot, dar creasta Bosses părea imposibil de traversat așa că au decis să renunțe. Jacques Balmat a rămas în urmă pentru a explora stâncile, în căutare de cristale. Surprins de căderea nopții, a fost nevoit să doarmă pe munte. Spre marea uimire a locuitorilor văii, Balmat a coborât cu bine a doua zi.

### Prima ascensiune

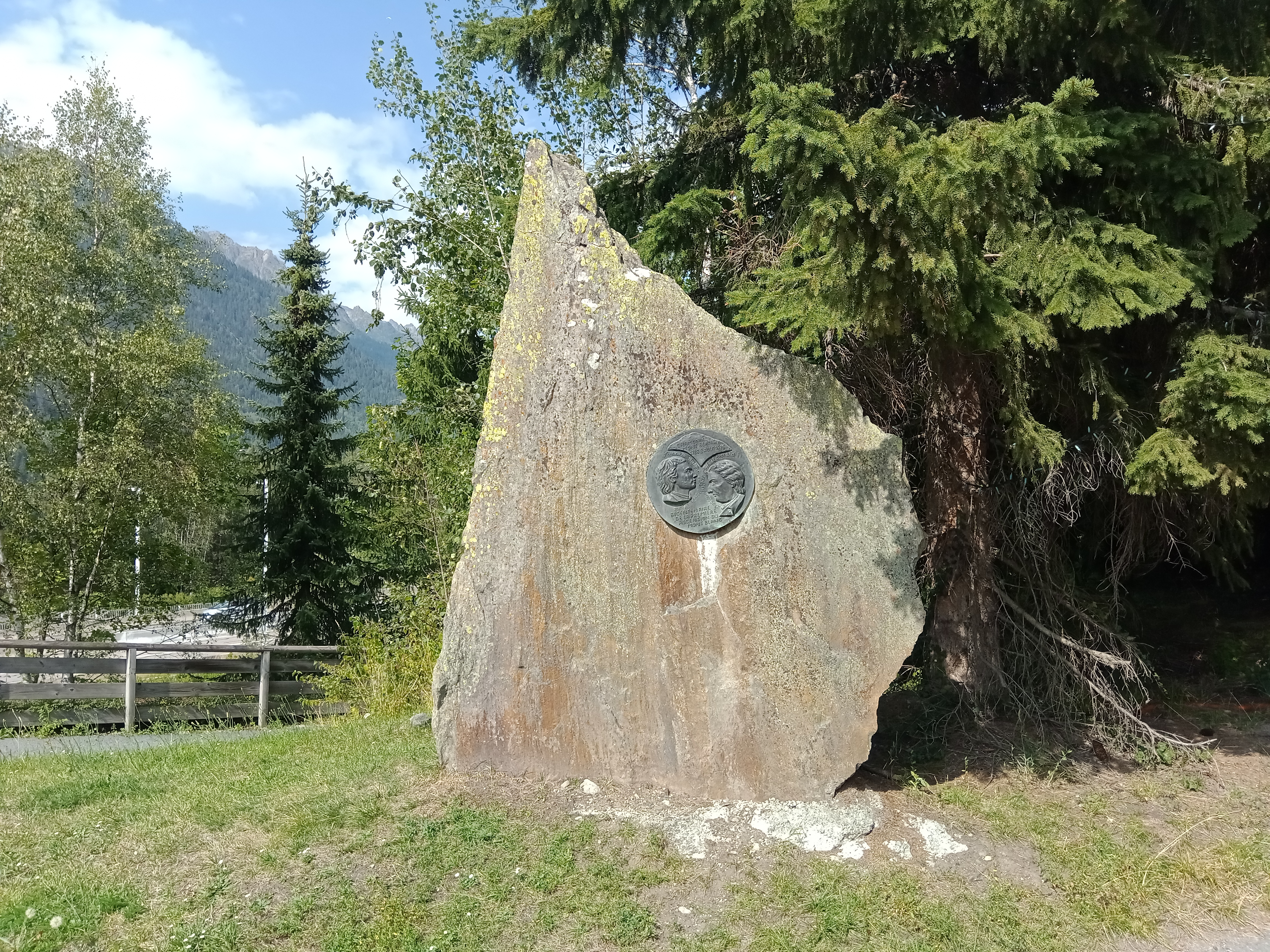
Monument în onoarea lui Jacques Balmat și Michel Paccard inaugurat pe în Chamonix-Mont-Blanc, cu ocazia bicentenarului primei ascensiuni pe Mont Blanc

La 7 august 1786, Jacques Balmat și Michel Paccard au pornit, discret, din cătunul Les Bossons și au urcat până pe vârful muntelui Côte (Mont Corbeau, 2.334 m), unde au poposit peste noapte. A doua zi, pe 8 august, au urmat ruta Grands Mulets ajungând pe Grand Plateau în jurul orelor 15. De acolo, s-au îndreaptat spre est și au traversat pantele abrupte de deasupra Rouges Supérieurs. Cei doi au fost observați din vale, printr-un telescop, de baronul Adolph Traugott von Gersdorf. Au ajuns la Petits Rouges pe care le-au părăsit la 17:45, îndreptându-se spre Petits Mulets și ajungând pe vârf la orele 18:23. Au rămas acolo 33 de minute, apoi au început coborârea. La orele 23, au părăsit ghețarul și s-au oprit să doarmă. A doua zi, s-au trezit la ora 6 și au continuat drumul înapoi spre sat. Paccard suferea de oftalmie și fiind adesea orbit de reflexia luminii solare pe suprafețele acoperite de zăpadă și gheață, a trebuit să fie ajutat de Balmat pe tot parcursul coborârii. Odată ajunși în sat, Balmat află că fiica lui, Judith, a murit în ziua în care el reușise să cucerească Mont Blanc. Această acțiune remarcabilă a celor doi temerari marchează începuturile alpinismului modern.
Anul următor, Saussure s-a hotărât să urce el însuși pe vârf, însoțit de un grup de nouăsprezece persoane, printre care și Balmat, reușind acest lucru la 3 august 1787. Cu această ocazie, a fost efectuat primul calcul al înălțimii Mont Blanc chiar de pe vârful acestuia. După calcularea mediei a trei valori măsurate, Saussure a ajuns la valoarea de 2.450 toises (4.775 metri).

### Controversa primei ascensiuni

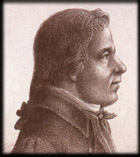
Jacques Balmat

Prima ascensiune este și la originea primei controverse, care a avut la bază minimizarea meritului care îi revenea lui Michel Paccard în această întreprindere. Controversa a început cu schimburi de replici în presă între Marc-Théodore Bourrit și Paccard:63-89. Bourrit a fost de fapt primul care a relatat povestea ascensiunii și a minimizat rolul lui Paccard. Potrivit acestuia, Balmat ar fi descoperit traseul, ar fi finalizat ascensiunea și ar fi ajuns primul pe vârf, apoi ar fi coborât să-l ajute pe Paccard, epuizat, să ajungă și el pe vârf. Paccard nici măcar nu ar fi recunoscut meritul lui Balmat. El a contestat această versiune și l-a pus pe Balmat să semneze o declarație pe propria răspundere, în prezența unor martori, care descrie povestea reală a ascensiunii. Presat de Saussure și von Gersdorf, Bourrit a fost forțat să-și ajusteze oarecum povestea, dar el a fost mult mai influent decât Paccard în rândul editorilor din Geneva, Paccard nereușind să publice propria versiune a evenimentelor petrecute în decursul primei ascensiuni. Versiunea lui Bourrit a fost folosită pe scară largă timp de mai bine de un secol.
Prima ascensiune a lui Balmat și Paccard este, de asemenea, eclipsată în mare măsură de cea a lui Saussure care a avut loc cu un an mai târziu, acesta rămânând pe vârf 4 ore și jumătate. Saussure a descris evenimentul în lucrarea Rezumatul unei excursii pe vârful Mont Blanc („Relation abrégée d'un voyage à la cime du Mont-Blanc”). Controversa a fost reaprinsă de Alexandre Dumas. În 1832, la cinci ani de la moartea lui Paccard, Dumas a luat masa cu Balmat, care i-a prezentat o relatare și mai favorabilă despre ascensiunea din 1786:150. Dumas a publicat această relatare în cartea sa Impresii de călătorie în Elveția („Impressions de Voyage en Suisse”) care consfințește legenda lui Balmat, cuceritorul Mont Blanc și adâncește aruncarea lui Paccard în uitare. Drept dovadă, statuia ridicată la Chamonix în 1887 îi imortalizează pe Balmat și Saussure. Abia în 1986 a fost ridicată și o statuie în onoarea lui Paccard. Această narațiune care îl glorifică exclusiv pe Balmat a fost pusă sub semnul întrebării de către membrii Clubului Alpin britanic. În 1860, Edward Whymper a pus întrebarea „Cine este doctorul Paccard?:30”, încercând să reînvie legenda pierdută a lui Michel Paccard. Chiar și în zilele noastre, poveștile acestei prime ascensiuni istorice sunt influențate de versiunile lui Bourrit și Dumas.

### Alte ascensiuni

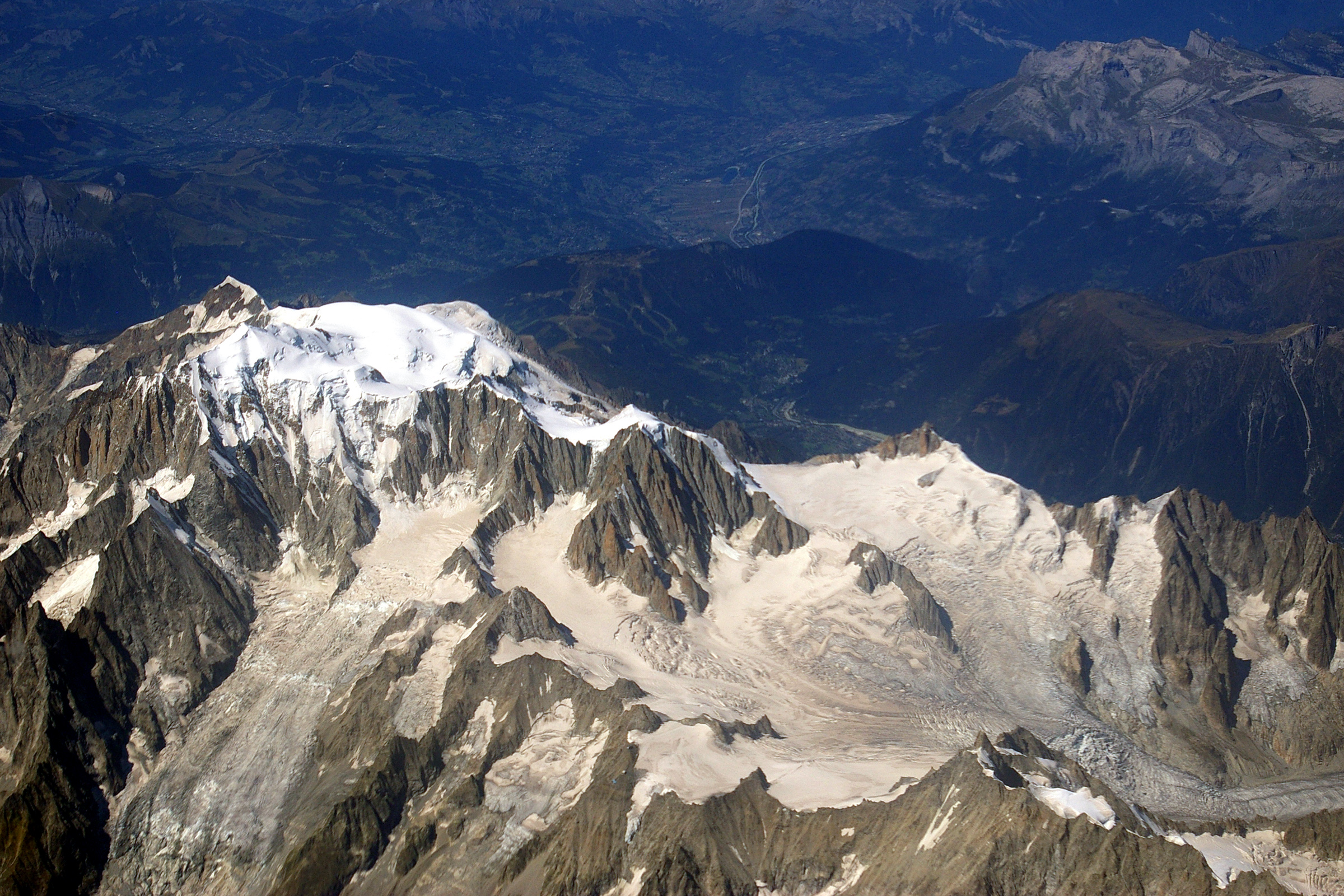
Brenva, pintenul estic al Mont Blanc

La 15 iulie 1865, George Spencer Mathews, Adolphus Warburton Moore, Horace Walker, Frank Walker, Melchior Anderegg și Jakob Anderegg au reușit prima ascensiune a Mont Blanc urmând pintenul Brenva, performanță repetată în 1892 de Laurent Croux, Émile Rey și Paul Güssfeldt, care au traversat Mont Blanc escaladând pintenul Brenva:128-130.
Prima femeie care a ajuns pe vârf a fost Marie Paradis, locuitoare a Chamonix, pe 14 iulie 1808, însoțită de Jacques Balmat. După propria mărturisire, ea a fost „târâtă, trasă, purtată” de ghizi la sfârșitul ascensiunii. Această premieră rămâne totuși o realizare importantă, date fiind condițiile vremii. A doua ascensiune feminină a fost reușită de Henriette d'Angeville (supranumită „Mademoiselle d’Angeville, mireasa de pe Mont Blanc”), prin mijloace proprii, îmbrăcată într-o rochie simplă, la 4 septembrie 1838, eveniment prezentat într-un jurnal al ascensiunii. Prima ascensiune în perioada de iarnă reușită de o femeie a fost realizată de Isabella Stratton în 1876, însoțită de Jean Charlet-Straton, Sylvain Couttet și Michel Balmat.
Până în 1827, alpiniștii au folosit în esență același traseu ca și Balmat și Paccard, străbătând Grand Plateau către fața nordică, pe deasupra stâncilor Roșii (în franceză rochers Rouges), apoi către est, până la ruta Trois Monts, în zona Mur de la Côte. Creasta Bosses, care este parte a actualului traseu normal, a fost parcursă pentru prima dată abia în 1861.

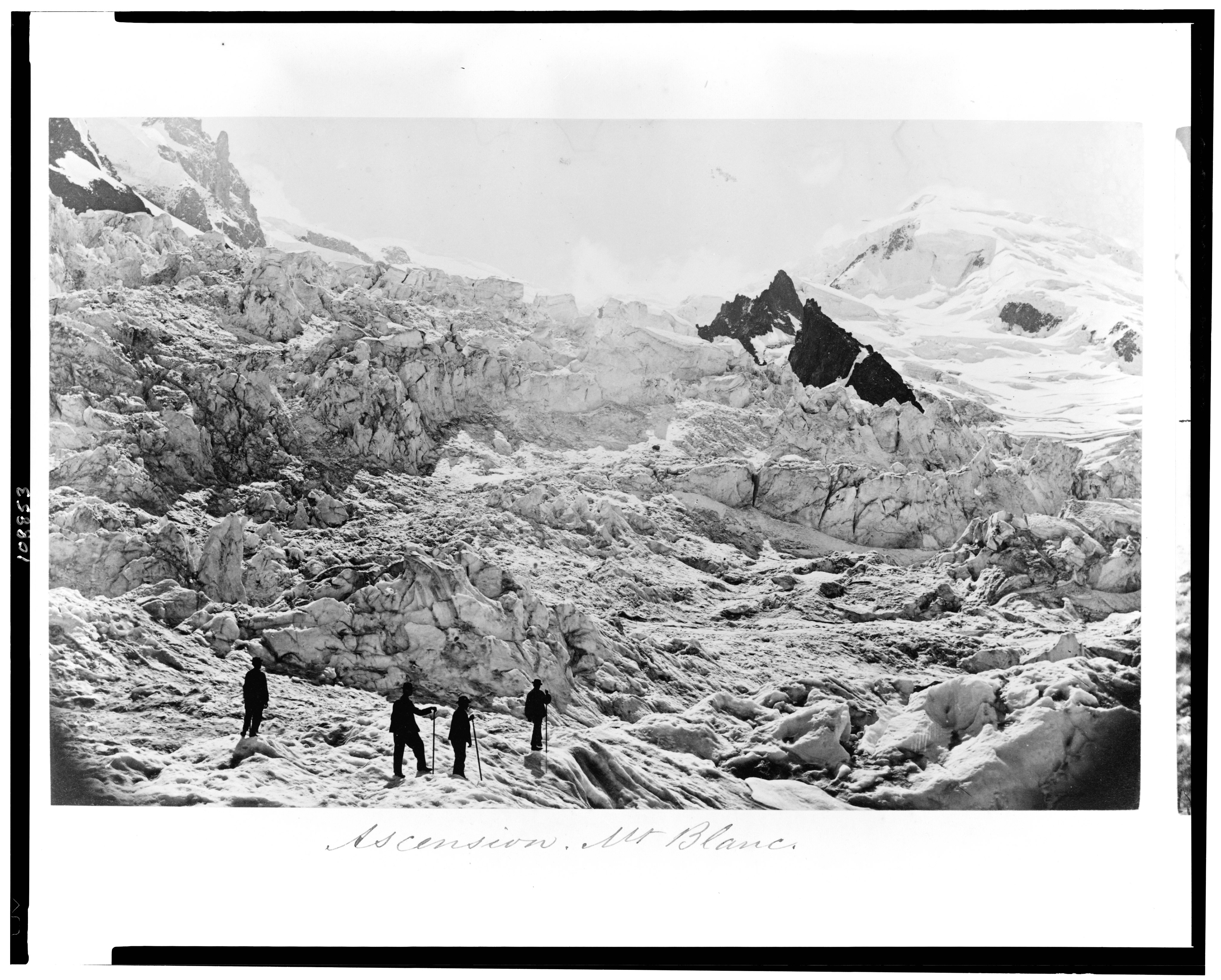
Ascensiune pe Mont Blanc, 1860

Dinspre Courmayeur, prima ascensiune pe versantul italian a avut loc la 2 iulie 1872, fiind reușită de către Jean-Antoine Carrel, Johann Fischer, Thomas Stuart Kennedy urmând pintenul Tournette (în italiană Rocher de la Tournette, 4.677 m), iar prima ascensiune pe timp de iarnă pe aceeași rută a fost reușită la 5 ianuarie 1888 de Antonio Buscaglia, Fischer, Baptiste, Daniel și Joseph Maquignaz, Émile Rey, Alfonso, Corradino, Erminio, Gaudenzio și Vittorio Sella, nepot de frate al lui Quintino Sella.
În 1890, Achille Ratti, viitorul papă Pius al XI-lea, Giovanni Bonin și Luigi Graselli au inaugurat actualul traseu normal de pe partea italiană, contribuind astfel la promovarea comunei Courmayeur, punctul de pornire al traseului menționat.
Pe 19 august și 20 august 1919, Stephen Lewis Courtauld și Edmund Gifford Oliver, împreună cu ghizii Henri și Adolphe Rey și Alfred Aufdenblatten, au reușit prima ascensiune dinspre creasta Innominata. În februarie 1929, Marguette Bouvier a fost prima femeie care a reușit o coborâre (parțială) pe schiuri, în condiții meteorologice foarte dificile, împreună cu ghidul Armand Charlet.
Între 1986 și 1988, s-a înregistrat o serie de recorduri de ascensiune, cu plecare din Chamonix-Mont-Blanc: pe 6 august 1987 Laurent Smagghe a străbătut traseul dus-întors în 6h47'19", Pierre Lestas a reușit un timp de 6h22' pe 13 iulie 1988, Laurent Smagghe revine și reușește un timp de 6h15' pe 26 iulie 1988, iar la 28 iulie 1988 Jacques Berlie îmbunătățește recordul, stabilindu-l la 5h37'56". Pe 5 august 1988 Laurent Smagghe revine și stabilește un nou record, de 5h29'30", iar doi ani mai târziu, pe 21 iulie 1990, Pierre André Gobet coboară recordul la 5h10'44". Pe 11 iulie 2013, catalanul Kílian Jornet înregistrează un timp de ascensiune de 3h30' și un timp dus-întors de 4h57'40". Pe 6 iulie 2016, a urcat Mont Blanc de două ori în aceeași zi în mai puțin de douăsprezece ore: plecare din Les Houches la 5:30 dimineața, urcare pe traseul normal (via refugiul Goûter), cu atingerea vârfului la ora 9:50, apoi coborâre pe partea italiană, via refugiul Gonella și ghețarul Miage și urcare înapoi, pentru a ajunge a doua oară pe vârf la ora 15:20.
Pe 12 august 2021, spaniolul Manuel Merillas a străbătut traseul dus-întors cu plecare din Courmayeur în 6h35'32".
La 11 februarie 1914, Agénor Parmelin a fost primul aviator care a survolat masivul, iar prima aterizare (și apoi decolare) pe Mont Blanc, la o altitudine de 4.331 de metri, cu un avion biplan de tip Caudron G3, a fost reușită de François Durafour în iulie 1921. La 23 iunie 1960, Henri Giraud a aterizat chiar pe vârf, pe o „pistă” de doar 30 de metri lungime și 6 metri lățime. Jean Moine a fost primul care a aterizat cu un elicopter pe vârf, un Bell 47 G, în 1955. Prima decolare cu un deltaplan a fost reușită de Rudy Kishazy în 1973, prima decolare cu parapanta de către Roger Fillon în 1982. Pe 1 iulie 1986, Dominique Jacquet și Jean-Pascal Oron, inventatorii skysurfing-ului, au stabilit un record mondial de altitudine și precizie aterizând cu parașuta pe Mont Blanc, după o lansare de la 6.100 de metri altitudine.
Pe 13 august 2003, șapte parapantiști francezi au realizat o premieră, aterizând pe vârful Mont Blanc. Cinci dintre ei au decolat de pe platoul Planpraz, de la 1.900 de metri altitudine, de cealaltă parte a văii Chamonix, un altul a plecat de pe Rochebrune (1.754 m) de lângă comuna Megève și ultimul din comuna Samoëns. Profitând de condițiile climatice caniculare, care i-au ajutat să survoleze Aiguille du Tricot (3.600 m) și fiind apoi purtați de curenții ascensionali puternici, s-au ridicat până la altitudinea de 5.200 metri.

### Activități de cercetare științifică
Observatorul Vallot

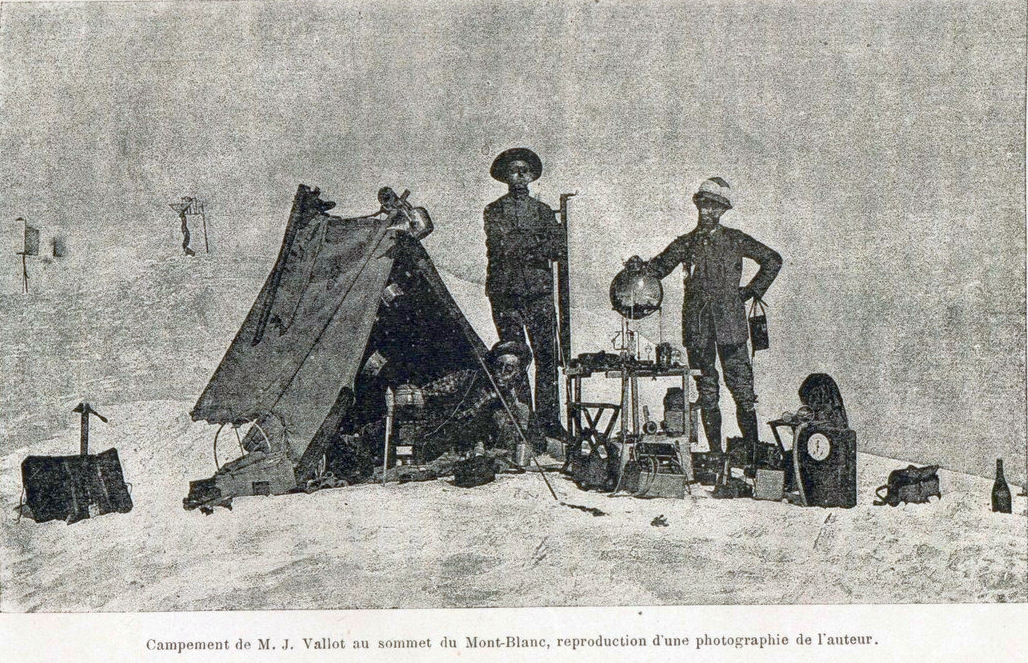
Joseph Vallot (dreapta) pe Mont Blanc, 1887

Primele investigații științifice profesionale pe vârful Mont Blanc au fost efectuate la sfârșitul secolului al XIX-lea de botanistul și meteorologul Joseph Vallot, considerat „unul dintre părinții fondatori ai cercetării științifice de pe Mont Blanc”, recunoscut pentru fascinația sa față de Mont Blanc și munca sa privind finanțarea și construirea unui observator de mare altitudine sub vârful acestuia, precum și pentru activitatea de cercetare pe care el și soția sa au efectuat-o atât acolo, cât și la baza lor din Chamonix, studiind meteorologia, acumularea de zăpadă la altitudini mari și fiziologia răului de altitudine. Observatorul și refugiul montan adiacent pe care le-a construit pentru a fi folosite de către alpiniștii și ghizii montani care încercau să ajungă pe vârful Mont Blanc poartă numele său și în prezent, fiind reconstruite în timpurile moderne. Ales președinte de onoare al Clubului Alpin Francez, Vallot a primit numeroase premii pentru realizările sale științifice, inclusiv Legiunea de Onoare a Franței.
În 1892, inginerul Henri Vallot, cu ajutorul vărului său Joseph Vallot, a început să elaboreze o hartă la scara 1:20.000 a masivului Mont-Blanc. Cu câteva decenii înainte, pe la jumătatea secolului, James David Forbes, Alphonse Favre și Eugène Viollet-le-Duc efectuaseră sondaje și măsuraseră înălțimea vârfului:VIII, ajungând la o valoare de 4.810 metri. Un stâlp de lemn a fost ulterior amplasat pe vârf pentru a ajuta la efectuarea măsurătorilor Mont Blanc. Înălțimea muntelui a fost ajustată la 4.807,2 metri valoare calculată prin nivelare trigonometrică între 1892 și 1894 de Henri și Joseph Vallot:25-36. Această lucrare considerabilă de cartografie, realizată cu mijloacele încă rudimentare ale vremii, a fost finalizată abia după moartea celor doi veri de către Charles Vallot, fiul lui Henri, care a lansat și colecția Ghidul Vallot, renumită printre alpiniști.
Cu puțin timp înainte de a muri, Joseph Vallot a încredințat observatorul lui A. Dina, care, prin fundația sa, a dezvoltat acolo proiectul unui observator astronomic. A fost lăsat apoi moștenire de văduva sa, madame Shillito, Franței, care l-a încredințat Observatorului din Paris. În 1973, Centrul Național de Cercetare Științifică (CNRS) a devenit manager al celor două observatoare Chamonix. În 1975, observatorul de altitudine a fost transferat către Laboratorul de geofizică și glaciologie a mediului (LGGE), în timp ce observatorul din Chamonix a devenit „tabără de bază” pentru cercetătorii CNRS.

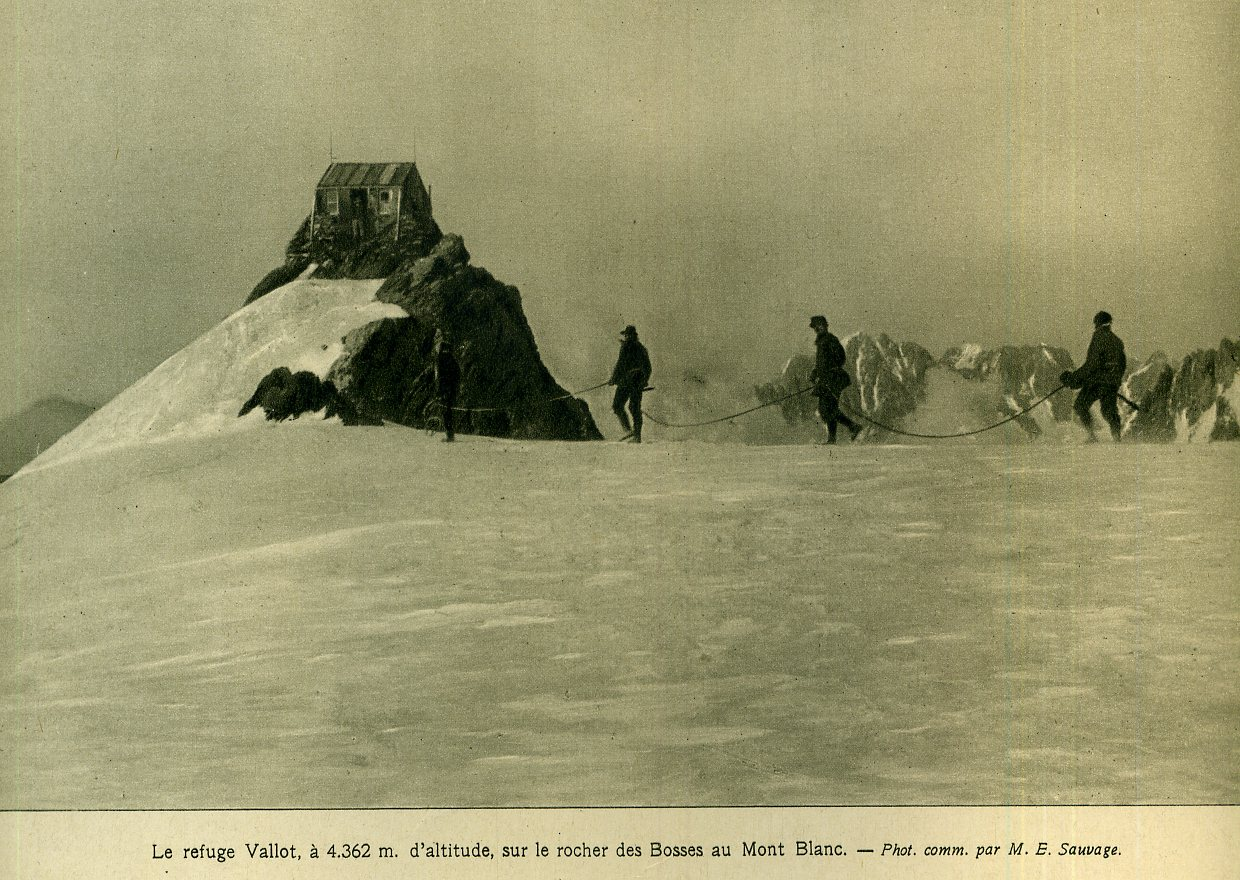
Refugiul Vallot în 1924, lângă vârful Mont Blanc, la o altitudine de

Acest refugiu montan nepăzit al Clubului Alpin Francez este destinat doar adăpostirii alpiniștilor în caz de vreme rea. Observatorul Vallot, situat cu aproximativ cincizeci de metri mai jos, nu este un refugiu montan. Încredințat de Centrul Național de Cercetare Științifică (CNRS) Institutului de Geoștiințe ale Mediului, acesta era utilizat în mod regulat de oamenii de știință care măsurau concentrațiile aerosolilor atmosferici, efectuau foraje pe Col du Dôme sau studiau fiziologia la mare altitudine. În martie 2013, observatorul a fost scos la vânzare, dar acțiunea a fost anulată la 29 august 2013 la solicitarea Centrului de Cercetare a Ecosistemelor de Altitudine (Centre de Recherches sur les Écosystèmes d'Altitude - CREA) și a diverselor părți interesate mobilizate pentru a lua în considerare o condiție impusă de Joseph Vallot în documentele donației sale: utilizarea clădirii în scopuri de cercetare științifică. A fost lansată o altă licitație, de data aceasta ținându-se cont de servitutea de uz științific care trebuia prezervată. Primăria Chamonix și CREA s-au oferit să achiziționeze clădirea, care să rămână dedicată științei. În cele din urmă, în 2016, primăria din Chamonix a achiziționat observatorul. În luna martie 2024 a fost demarat proiectul de extindere și reabilitare a observatorului Vallot, proiect inițiat de Centrul de Cercetare a Ecosistemelor de Altitudine (CREA). Lucrările de renovare ar trebui să facă din această locație istorică și științifică și un centru științific deschis dedicat ecologiei montane.
Observatorul Janssen
În 1890, astronomul și academicianul francez Pierre Janssen, directorul observatorului astrofizic Meudon, a luat în considerare construirea unui observator pe vârful Mont Blanc, pentru a efectua măsurători ale spectrului solar. Gustave Eiffel a fost de acord să preia proiectul, cu condiția să se poată construi pe o fundație de piatră care să se găsească la o adâncime mai mică de 12 metri sub gheață. În 1891, inspectorul elvețian Imfeld a săpat două tuneluri orizontale de 23 de metri la 12 metri sub vârful de gheață, dar nu a găsit nimic solid. În consecință, proiectul Eiffel a fost abandonat. În ciuda acestui fapt, observatorul a fost construit în 1893. În timpul valului de frig din ianuarie 1893, pe Mont Blanc a fost înregistrată o temperatură de −43 °C, cea mai scăzută valoare înregistrată vreodată.
Observatorul era susținut prin intermediul unor pârghii ancorate în gheață, metodă care a funcționat într-o oarecare măsură până în 1906, când clădirea a început să se încline puternic. Ajustarea pârghiilor a corectat ușor înclinarea, dar trei ani mai târziu (doi ani după moartea lui Janssen), o crevasă a început să se deschidă sub observator, acesta trebuind să fie abandonat. În cele din urmă clădirea s-a prăbușit și doar turnul a putut fi salvat in extremis.

### Controversa teritorială
La scara masivului Mont Blanc, granița dintre Italia și Franța urmează o mare parte a liniei principale de separare a bazinelor hidrografice alpine, de la Aiguille des Glaciers până la Mont Dolent, unde ajunge la granița cu Elveția. Cu toate acestea, locația sa exactă în vecinătatea vârfurilor Mont Blanc și a Dôme du Goûter din apropiere este contestată. Oficialii italieni susțin că granița urmează cumpăna apelor, împărțind ambele vârfuri între Italia și Franța. În schimb, oficialii francezi susțin că granița ocolește cele două vârfuri, plasându-le în întregime în Franța. Suprafața totală a acestor două zone (distincte) în litigiu este de aproximativ 75 de hectare, 65 pe Mont Blanc și 10 pe Dôme du Goûter.
De la Revoluția Franceză, problema proprietății vârfului a fost adesea dezbătută. Din 1416 până în 1792, întregul munte a făcut parte din Ducatul de Savoia. În 1723, Ducele de Savoia Victor Amadeus al II-lea, a dobândit Regatul Sardiniei. Statul rezultat al Sardiniei urma să devină preeminent în unificarea Italiei. În septembrie 1792, armata revoluționară franceză (Armée des Alpes) condusă de marchizul Anne-Pierre de Montesquiou-Fézensac a ocupat Savoia fără a întâmpina prea multă rezistență și a creat un departamentul Mont Blanc. În Tratatul de la Paris din 15 mai 1796, Victor Amadeus al III-lea al Sardiniei a fost forțat să cedeze Franței Savoia și Comitatul Nisa (Comté de Nice). La articolul 4 al acestui tratat, se spune: „Granița dintre regatul Sardiniei și departamentele Republicii Franceze se va stabili pe o linie determinată de punctele cele mai avansate de pe partea Piemontului, ale vârfurilor montane principale și secundare și a altor locații menționate ulterior, precum și a vârfurilor intermediare, astfel: pornind de la punctul în care se întâlnesc granițele Faucigny, Ducatului de Aosta și Valais, până la extremitatea ghețarilor sau a Munților Blestemați („Monts-Maudits”): mai întâi vârfurile sau platourile Alpilor, până la marginea de sus a Col-Mayor”. În continuare , actul prevedea că granița ar trebui să fie vizibilă din Chamonix și Courmayeur. Cu toate acestea, vârful Mont Blanc nu este vizibil din Courmayeur și nici vârful Mont Blanc de Courmayeur nu este vizibil din Chamonix, deoarece o parte dintre munții învecinați îi ascund.
După războaiele napoleoniene, Congresul de la Viena a restaurat autoritatea regelui Sardiniei în Savoia, Nisa și Piemont, teritorii tradiționale ale Regatului Sardiniei, anulând Tratatul de la Paris din 1796. Patruzeci și cinci de ani mai târziu, după Al Doilea Război de Independență Italian, a fost înlocuit cu un nou document juridic, Tratatul de la Torino, care a fost semnat la Torino la 24 martie 1860 de către Napoleon al III-lea și Victor Emanuel al II-lea de Savoia și se ocupa de anexarea Savoiei (în urma neutralității franceze față de plebiscitele ținute în Toscana, Modena, Parma și Romagna cu privire la alăturarea la Regatul Sardiniei, împotriva voinței Papei). Un acord de demarcație, semnat la 7 martie 1861, a definit noua graniță. Odată cu formarea Italiei, pentru prima dată, Mont Blanc a fost situat pe granița dintre Franța și Italia, de-a lungul vechii granițe, de-a lungul liniei de demarcație a bazinelor hidrografice dintre departamentele Savoia și Piemont, aparținând anterior statului savoiard (în franceză États de Savoie).
Actul din 1860 și hărțile anexate sunt încă valabile din punct de vedere legal atât pentru guvernul francez, cât și pentru cel italian. În a doua jumătate a secolului al XIX-lea, în urma sondajelor efectuate de un cartograf al armatei franceze, căpitanul J.J. Mieulet, a fost publicată în Franța o hartă topografică, care a încorporat vârful în teritoriul francez, făcând granița de stat să se abată de la linia hidrografică, și dând naștere diferențelor față de hărțile publicate în Italia în aceeași perioadă:6.

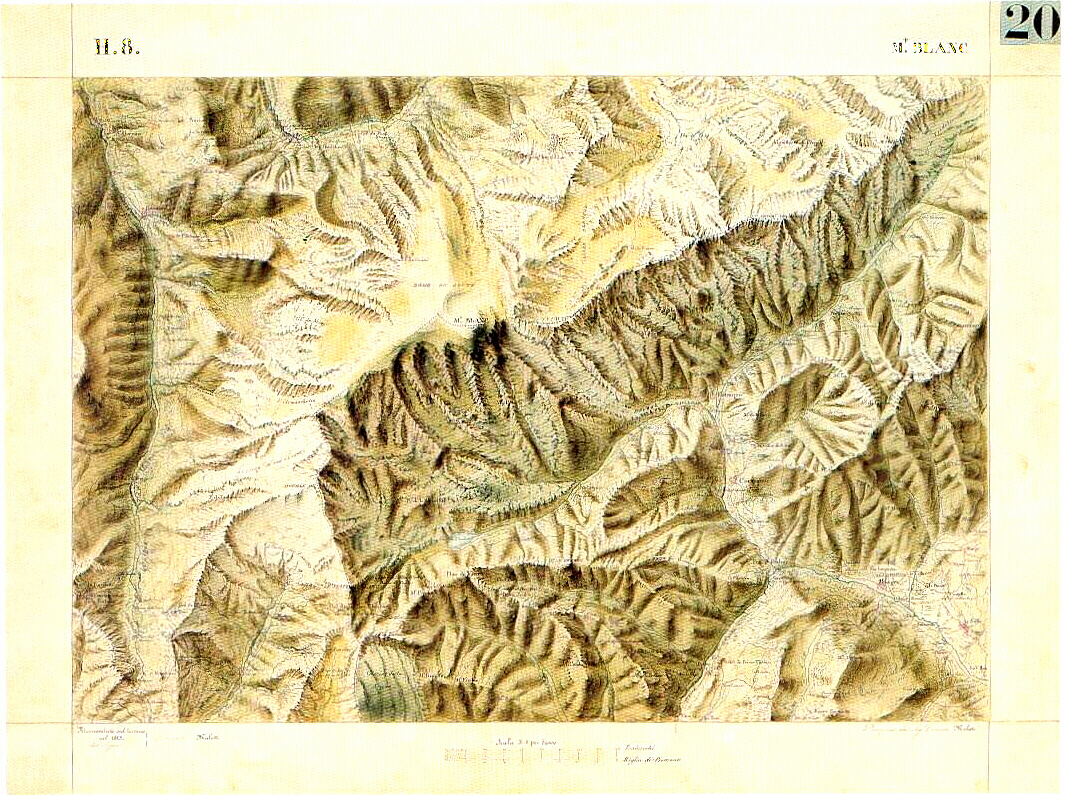
Harta Regatului Sardiniei din 1832 care prezintă granița administrativă peste vârful Mont Blanc, identică cu harta anexată tratatului din 1860 privind stabilirea graniței dintre Franța și Italia
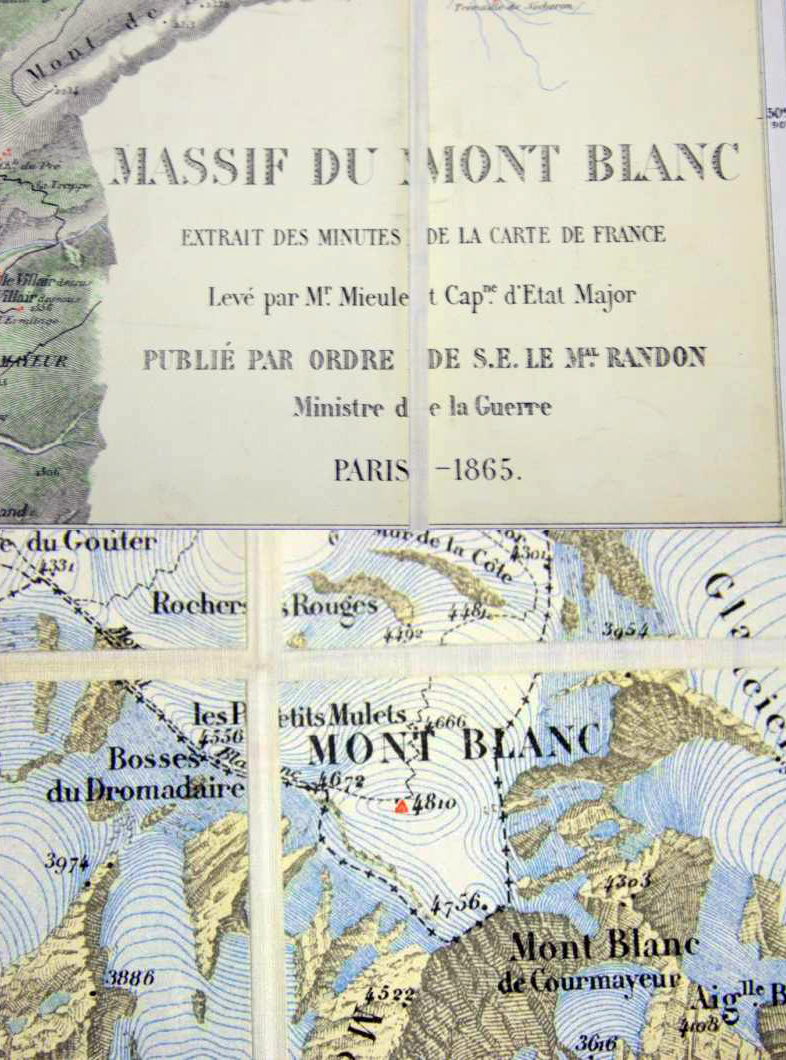
Harta căpitanului Mieulet din 1865, plasând granița la sud de linia hidrografică
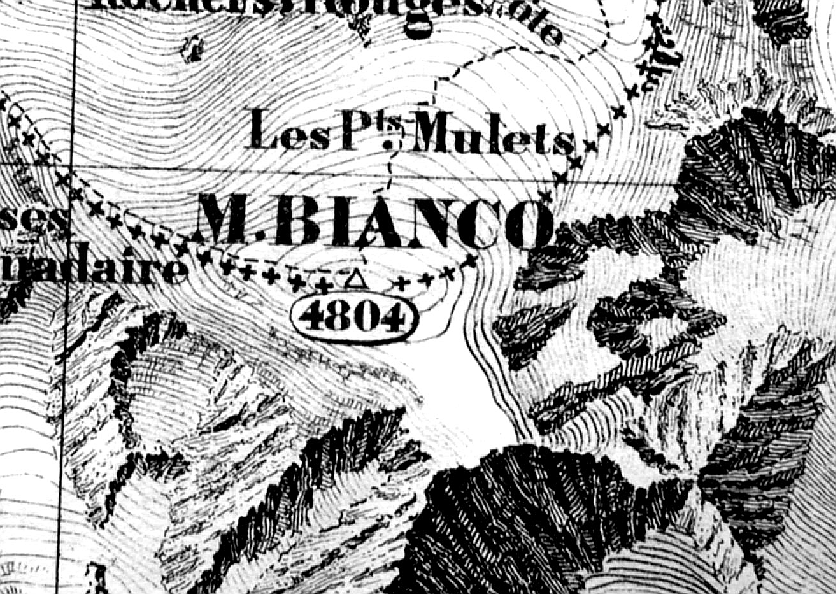
Hartă a Atlasului Sardiniei din 1869 care prezintă granița internațională urmând linia hidrografică

Cartografia elvețiană modernă, publicată de Swisstopo, Oficiul Federal de Topografie al Elveției, prezintă câte o regiune cu statut de teritoriu disputat („statut de territoire contesté”) în jurul vârfurilor principale, atât al Mont Blanc, cât și al Dôme du Goûter. Una dintre interpretările asupra graniței franco-italiene plasează ambele vârfuri principale încadrate pe o linie care trece de-a lungul liniei geografice de creastă dintre Franța și Italia, împărțind astfel vârfurile în mod egal între cele două state. O a doua interpretare plasează ambele vârfuri, precum și vârful secundar Mont Blanc de Courmayeur (deși mult mai puțin clar în acest din urmă caz), în întregime pe teritoriul francez.
Hărțile NATO preiau date de la Istituto Geografico Militare, agenția națională italiană de cartografiere, care se bazează pe tratatele în vigoare.

### Primul accident mortal și crearea companiilor de ghizi montani
Primul accident mortal înregistrat a avut loc în 1820, în timpul celei de-a zecea ascensiuni, realizată de o expediție științifică sub conducerea Dr. Hammel. După ce au petrecut două nopți și o zi la Grands Mulets, membrii expediției au hotărât să urce pe vârf în ciuda vremii nefavorabile, iar cei treisprezece ghizi nu au putut refuza. În timpul ascensiunii, s-a produs o avalanșă care i-a îngropat pe cei trei ghizi conducători, ale căror rămășițe au fost găsite abia în 1861, încă bine conservate, mai jos, în ghețarul Bossons. După acest accident, care a șocat opinia publică, ghizii s-au unit, iar la 9 mai 1823, după un manifest al Camerei Deputaților din Torino aprobat de regele Carol Felix al Sardiniei, s-a oficializat înființarea Companiei de Ghizi din Chamonix (Compagnie des Guides de Chamonix), creată în 1821, prima la nivel mondial. În prezent, compania are peste 150 de membri profesioniști, ghizi și însoțitori. După același model, în 1850 a luat ființă Societatea Ghizilor Alpini din Courmayeur (Società delle Guide Alpine Courmayeur), iar în 1864 Compania de Ghizi din Saint-Gervais (Compagnie des Guides de Saint-Gervais).

### Crearea plutonului de jandarmi montani de mare altitudine
În decembrie 1956, doi tineri alpiniști, Jean Vincendon, un parizian de 24 de ani, și François Henry, un belgian de 22 de ani, și-au propus să efectueze o ascensiune de iarnă pe Mont Blanc peste ghețarul Brenva. Au plecat pe 22 decembrie 1956. La începutul ascensiunii, condițiile meteorologice s-au deteriorat iar alpiniștii deciseseră să renunțe, când l-au întâlnit pe unul dintre eroii lor, italianul Walter Bonatti, care i-a încurajat să reia ascensiunea, dar o furtună care a lovit muntele i-a blocat pe un serac de la marginea Grand Plateau.
Pentru cei doi a urmat un calvar de cinci zile, în timp ce peste două sute de jurnaliști au venit pentru a informa publicul din Franța și Belgia despre situație. Ghizii locali au declarat pe 26 decembrie: „Nu ne vom risca viața pentru acești oameni nesăbuiți! Să vrei să escaladezi Brenva pe timp de iarnă este cu adevărat o nebunie”. Totuși, profitând de o perioadă de acalmie, un elicopter Sikorsky 58 al armatei franceze, cu doi piloți și doi salvatori, a încercat o operațiune de salvare. În timpul zborului, elicopterul s-a prăbușit, iar salvatorii au decis să salveze mai întâi pilotul și copilotul, care aveau puțină experiență în supraviețuirea la mare altitudine. I-au condus la refugiul Vallot, dar înainte de a pleca, i-au transferat pe cei doi tineri alpiniști în cabina elicopterului prăbușit, le-au oferit ceva hrană și benzedrină pentru a-i împiedica să adoarmă. Dar furtuna s-a intensificat iar orice altă expediție a devenit imposibilă. La rândul lor, autoritățile erau reticente în a angaja resurse militare semnificative pentru a-i salva pe cei doi tineri nesăbuiți în timp ce contingentul era angajat în Războiul din Algeria. La 3 ianuarie 1957, autoritățile au declarat încheierea operațiunilor de salvare.
În cele din urmă, pe 20 martie 1957, caravana de salvare a descoperit cadavrele celor doi alpiniști în cabina elicopterului. Compania de ghizi din Chamonix era învinuită, totuși ghizii trăseseră deja un semnal de alarmă în mai multe rânduri, subliniind că „întotdeauna mai mulți alpiniști amatori însemnă și mereu mai multe accidente” și că nu mai puteau face față situației. Controversele care au urmat și tergiversarea autorităților civile și militare stau la originea profesionalizării acțiunilor de salvare și a creării Unităților Montane ale Jandarmeriei Naționale (Unités de montagne de la Gendarmerie nationale). În 1958, autoritățile au decis să creeze o organizație profesională de salvare montană încredințată Jandarmeriei Naționale și Companiilor Republicane de Securitate (Compagnies républicaines de sécurité) sub autoritatea prefectului local. Prima grupă formată dintr-o duzină de jandarmi a fost instalată la Chamonix pe 2 octombrie 1958.

### Accidente aeriene
Muntele a fost scena a două accidente aeriene fatale, Air India Flight 245 în 1950 și Air India Flight 101 in 1966. Ambele avioane se apropiau de aeroportul Geneva, iar piloții au calculat greșit coborârea, rezultând 48, respectiv 117 persoane decedate. Printre pasagerii zborului 101 s-a numărat expertul în fizică nucleară Homi J. Bhabha, cunoscut drept „părintele programului nuclear al Indiei".

### Tunelul Mont Blanc
În 1946, a fost inițiat un proiect de foraj pentru construcția unui tunel rutier care străbate muntele. Tunelul Mont Blanc leagă Chamonix din Franța și Courmayeur din Italia, devenind una dintre principalele rute de transport transalpine între cele două țări, parte a drumului european E25. Tunelul este important mai ales pentru Italia, care se bazează pe acesta pentru a transporta până la o treime din mărfurile sale către nordul Europei. Tunelul reduce ruta din Franța la Torino cu 50 de kilometri și până la Milano cu 100 de kilometri. La nord-est de vârful Mont Blanc, capătul din Franța al tunelului se găsește la aproximativ 15 kilometri sud-vest de granița triplă cu Elveția, lângă Mont Dolent. Tunelul constă dintr-o singură galerie, de 8,6 metri lățime și 4,35 metri înălțime, cu o cale de rulare cu două benzi pe fiecare sens. La momentul construirii sale, era de două ori mai lung decât orice tunel de autostradă existent:121–123.
Având o lungime de 11.611 m, tunelul a fost inaugurat de președintele francez Charles de Gaulle și de președintele italian Giuseppe Saragat la 16 iulie 1965, fiind deschis traficului trei zile mai târziu.
În dimineața zilei de 24 martie 1999, motorul unui autocamion belgian care transporta mărfuri volatile a luat foc în timp ce acesta străbătea tunelul. Evenimentul s-a extins într-o catastrofă care a ucis 39 de persoane. Incendiul a dus la închiderea tunelului până la 9 martie 2002. Redeschiderea a urmat unei revizuiri ample a elementelor de siguranță. Secțiunea de autostradă de la Aosta până la tunelul de pe partea italiană a fost finalizată în martie 2007.
Observatorul subteran
Profitând de deschiderea tunelului Mont Blanc în 1965, Centrul Național de Cercetare Științifică (CNR) din Torino, în colaborare cu Institutul Național de Fizică Nucleară (INFN) din Frascati, provincia Roma și Universitatea din Torino, au instalat un observator subteran la mai mult de 1.700 de metri adâncime, în două încăperi adiacente căii de rulare a tunelului. Echipamentele instalate colectează date despre radiația cosmică, care servesc drept prototipuri pentru alte două laboratoare celebre, cel de la Gran Sasso d’Italia, din Apenini, și CERN din Geneva, care studiază particulele elementare. În anii 1980, a fost considerat unul dintre cele mai bune observatoare din lume datorită adâncimii la care se găsește. În secolul XXI, dezvoltarea unei noi generații de detectoare de particule, de dimensiuni din ce în ce mai mari, a făcut ca observatorul subteran Mont Blanc să piardă din importanță, iar practic toată activitatea sa a fost transferată în noul centru subteran de cercetare Gran Sasso.

## Înălțimea muntelui

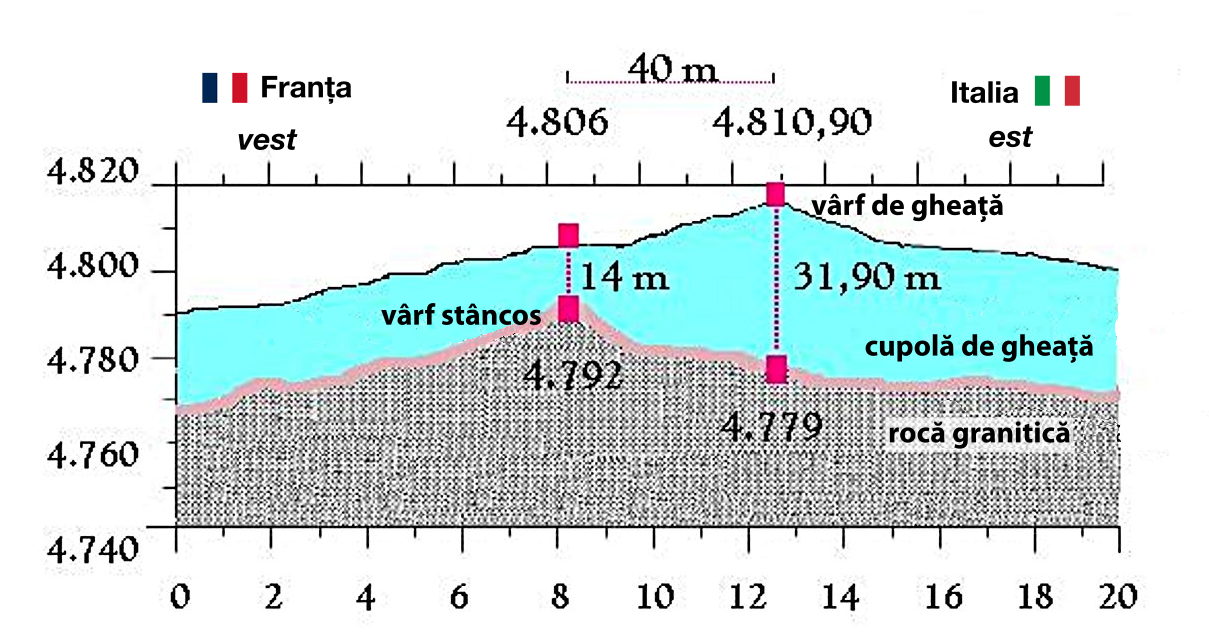
Cupola de gheață de pe Mont Blanc (sept. 2007)

Vârful Mont Blanc este de fapt constituit de o cupolă groasă, perenă, de gheață și zăpadă, a cărei grosime variază. Prin urmare, nu poate fi determinată o valoare exactă și permanentă a înălțimii vârfului, deși s-au făcut periodic măsurători precise de-a lungul timpului. Sub cupola de gheață de pe vârf, o pătură de gheață și zăpadă în grosime de 16 până la 23 de metri, se află vârful stâncos, situat la o altitudine de 4.792 metri, cu aproximativ 40 de metri mai spre vest decât vârful vizibil, cel de gheață. În 1740, matematicianul elvețian Nicolas Fatio de Duillier a fost primul care a determinat înălțimea muntelui, folosind sistemul trigonometric: conform calculelor sale, Mont Blanc măsura 4.000 de metri. Treizeci și cinci de ani mai târziu, în 1775, folosind aceeași metodă ca și de Duillier, matematicianul englez George Schuckburgh-Evelyn a calculat o înălțime de 4.804 metri. În 1787, utilizând un barometru, Horace-Bénédict de Saussure a stabilit valoarea de 2.478 toises (4.809,7 metri).
Măsurătorile efectuate în anii 1820 prin nivelare trigonometrică, mai întâi de Giovanni Antonio Amedeo Plana și Francesco Carlini, ca parte a operațiunilor austro-piemonteze, au ajuns la o valoare de 4.801,9 metri, corectată de inginerii geografi la valoarea de 4.811,6 metri. Ulterior, Charles-Marie Filhon, cu ajutorul lucrării de triangulare a lui Jean-Baptiste Coraboeuf efectuată cu douăzeci și cinci de ani mai devreme, a obținut valoarea de 4.810,9 metri.
În 1844, fizicianul francez Auguste Bravais au stabilit că valoarea măsurată a înălțimii vârfului era de 4.810 metri, iar în 1892 Joseph și Henry Vallot au ajuns la valoarea de 4.807 metri.
În secolul trecut, pentru o lungă perioadă de timp, valoarea oficială a fost de 4.807 metri. O actualizare fotogrammetrică efectuată de Institutul Geografic Național (IGN) în 1980 confirmase altitudinea de 4.807 m, dar o măsurare ortometrică prin satelit realizată în august 1986 a relevat o înălțime de 4.808,4 m. Aceasta a fost prima măsurătoare geodezică efectuată folosind sistemul de poziționare prin satelit (GPS) care era atunci la început, cu o precizie de până la un metru. Pe 8 septembrie 2001, experții geodezi au efectuat o nouă serie de măsurători ale înălțimii vârfului Mont Blanc, obținând o valoare de 4.810,4 m. De la această dată, măsurătorile au devenit bienale. Acestea sunt efectuate de Ordinul experților topografi (Ordre des géomètres-experts) din Haute-Savoie, Institutul Național de Informații Geografice și Silvice, compania elvețiană Leica Geosystems cu sprijinul ghizilor montani din Chamonix-Mont-Blanc și Saint-Gervais-les-Bains.
Din 2001, măsurătorile au arătat o tendință descendentă în punctul cel mai înalt, dar nu ca o consecință a încălzirii globale, deoarece condițiile climatice de pe vârf rămân favorabile conservării gheții sau chiar creșterii volumului acesteia. Temperaturile medii în zona vârfului sunt în general negative (−15 °C), atingând rareori valori pozitive și doar pentru perioade scurte. De asemenea, măsurătorile din 2004 au relevat o temperatură a gheții în adâncime de −17 °C.
După valul de caniculă din 2003 din Europa, o echipă de oameni de știință a măsurat din nou înălțimea pe 6 și 7 septembrie 2003. Echipa a fost formată din glaciologul Luc Moreau, doi inspectori de la compania responsabilă cu determinările GPS, trei specialiști de la IGN, șapte experți topografi, patru ghizi montani din Chamonix și Saint-Gervais-les-Bains și patru studenți de la diverse institute din Franța. Echipa a stabilit că noua valoare măsurată a înălțimii muntelui era de 4.808,45 m, iar vârful s-a deplasat cu 75 cm față de locul în care se afla în 2002. După ce rezultatele au fost publicate, s-au efectuat măsurători în peste 500 de puncte pentru a evalua efectele schimbărilor climatice și ale fluctuațiilor înălțimii în diferite puncte. De atunci, înălțimea muntelui a fost măsurată la fiecare doi ani.

[https://panoviewer.toolforge.org/#Mont_Blanc_Spherical_Panorama.jpg Panoramă 360° de pe vârful Mont Blanc

Vârful a fost măsurat din nou în 2004, constatându-se că înălțimea este de 4.808,75 metri, cu 30 de centimetri mai mare decât cea înregistrată anterior. S-a descoperit că vârful stâncos se află la altitudinea de 4.792 de metri, la aproximativ 40 de metri spre vest de vârful calotei de gheață. În 2007, valoarea măsurată a înălțimii vârfului a fost de 4.807,9 metri, iar în 2009 de 4.807,45 metri. În 2013, valoarea măsurată a fost de 4.810,02 metri, iar în 2015 de 4.808,73 metri.
În septembrie 2019, campania de măsurare a relevat o înălțime de 4.806,03 m, cea mai scăzută valoare măsurată după 2001. Diferența față de anii precedenți i-a determinat pe geodezi să nu oficializeze această măsură și să aștepte campania din 2021 pentru verificare. În 2021, două măsurători de precizie au fost efectuate la interval de cincisprezece zile. Prima, efectuată prin intermediul unui elicopter echipat cu tehnologie de teledetecție laser de foarte mare densitate (LIDAR), a permis calcularea înălțimii de 4.807,27 ±0,1 metri (2 σ):33-37, iar a doua, realizată în urma unei expediții tradiționale de alpinism, a relevat o înălțime de 4.807,8 ±0,1 metri. S-a constatat că vârful s-a deplasat planimetric cu aproape 13 metri în timpul perioadei. Ținând cont de metodologiile diferite ale celor două tehnici, abaterea maximă estimată, față de referința suprafeței de nivel, este de aproape un metru. Diferența dintre cele două valori măsurate, care poate părea semnificativă, este în concordanță cu cantitatea de precipitații observate din vale între cele două măsurători și cu gradienții de altitudine.
| Dată          | Valoare măsurată | Volumul calotei de vârf peste 4.800 m | Observații                                                                                              |
| ------------- | ---------------- | ------------------------------------- | --- |
| 8 sept. 2001  | 4.810,4 m        |                                       | |
| 7 sept. 2003  | 4.808,45 m       | 14.598 m3                             | |
| sept. 2005    | 4.808,75 m       | 14.248 m3                             | |
| 16 sept. 2007 | 4.810,9 m        | 24.062 m3                             | |
| sept. 2009    | 4.810,45 m       | 21.626 m3                             | Campanie organizată ca parte a candidaturii orașului Annecy pentru Jocurile Olimpice de iarnă din 2018. |
| sept. 2011    | 4.810,44 m       | 21.281 m3                             | Prima măsurătoare prin rețeaua de geolocalizare Teria. La ascensiune au participat doi jurnaliști TF1   |
| sept. 2013    | 4.810,02 m       | 20.213 m3                             | Valoarea măsurată inițial a fost de 4.810,06 m, corectată la 4.810,02 m o lună mai târziu.              |
| 30 mai 2015   | 4.807,88 m       | 13.395 m3                             | Prima campanie de vară pentru comparație cu măsurătorile de iarnă                                       |
| sept. 2015    | 4.808,73 m       | 18.120 m3                             | |
| 12 sept. 2017 | 4.808,72 m       |                                       | |
| sept. 2019    | 4.806,03 m       |                                       | Cea mai mică valoare măsurată de după 2001                                                              |
| sept. 2021    | 4.807,8 ±0,1 m   |                                       | Prima campanie LIDAR cu elicopter                                                                       |
| 15 sept. 2023 | 4.805,59 m       |                                       | Martin Fourcade a participat la expediție, aceasta reprezentând prima sa ascensiune pe Mont Blanc.      |

De pe vârful Mont Blanc, într-o zi senină, se pot vedea lanțurile montane Jura, Vosgi, Pădurea Neagră și Masivul Central, precum și principalele creste ale Alpilor.

Mont Blanc, panoramă 360˚

## Turism

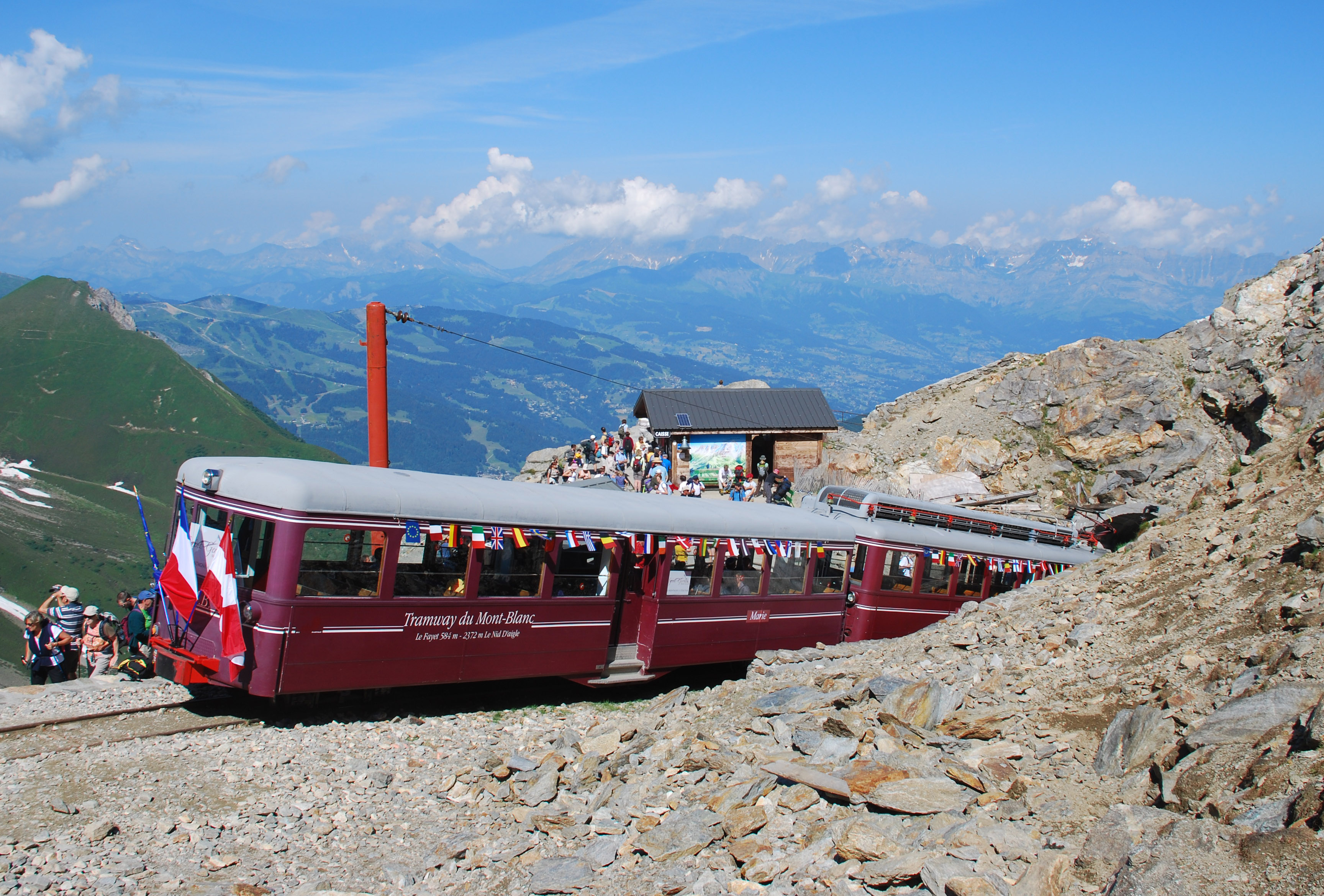
Tramway du Mont Blanc la terminalul Nid d'aigle

Cu 15 milioane de turiști pe an, Mont Blanc este unul dintre cele mai vizitate locuri din Alpi. Încă din secolele trecute atracția generată de frumusețea munților și văilor care îi înconjoară a fost întotdeauna remarcabilă. Începând din 1741, poveștile aristocraților englezi William Windham și Richard Pococke despre călătoria lor pe ghețarul Mer de Glace s-au răspândit în toată Europa, stârnind curiozitate. În scurt timp, turiști bogați, în mare parte englezi, au ajuns în centrele montane îndepărtate ale Regatului Sardiniei pentru a admira ghețarii și vârfurile montane. Acele sate de munte sunt considerate locurile în care s-a născut turismul. Mai întâi turismul de iarnă și apoi și turismul de vară, ca o consecință directă a cursei de a cuceri vârfurile inaccesibile. Inaugurarea primului hotel din Chamonix în 1770 a însemnat dezvoltarea industriei hoteliere. Au urmat hotelurile de lux, iar Chamonix și Courmayeur au devenit printre cele mai căutate stațiuni de vacanță, frecventate de nobili, scriitori, oameni de știință și alpiniști, chiar înainte ca turismul să devină un fenomen de masă.

### Transport
Secolul al XX-lea a deschis noi rute de transport pe masiv, pentru a aduce turiștii mai aproape de vârful Mont Blanc și pentru a facilita trecerea graniței dintre Franța și Italia. La începutul secolului, au fost inaugurate două linii de cale ferată cu cremalieră: Chemin de fer du Montenvers în 1909, care urcă de la Chamonix la Montenvers (1.913 m), la poalele ghețarului Mer de Glace, și Tramway du Mont-Blanc în 1914, între Saint-Gervais-les-Bains și stația Nid d'Aigle („Cuibul de vultur”) de lângă ghețarul Bionnassay, la 2.372 metri altitudine, pe atunci funicularul situat la cea mai mare altitudine din lume. Inițial a fost planificat să urce pe vârful Mont Blanc, dar proiectul a fost întrerupt de Primul Război Mondial și apoi abandonat. Stația terminus, Nid d'Aigle, este punctul de plecare al celei mai vechi rute de acces către vârful Mont Blanc, traseul Goûter, cunoscut și ca Voie Des Cristalliers sau Voie Royale, traseul normal de pe partea franceză.
Începând cu anii 1940, pe versantul italian, și anii 1950, pe versantul francez, au fost construite mai multe sisteme de transport pe cablu compuse din mai multe tronsoane, pentru a lega Valea Chamonix de Valea Aosta, trecând la nord-est de vârful Mont Blanc. Funivia dei Ghiacciai, în franceză Télécabine Panoramic Mont-Blanc, la momentul inaugurării (25 decembrie 1957) telecabina situată la cea mai mare altitudine din lume (3.842 m), leagă vârful Pointe Helbronner (în italiană Punta Helbronner, 3.462 m, spre Courmayeur) de Aiguille du Midi (3.842 m, spre Chamonix), trecând peste masivul Mont Blanc și peste ghețarii Vallée Blanche și Géant (în italiană Ghiacciaio del Gigante). Pe fiecare dintre cele două vârfuri au fost ulterior construite ulterior alte sisteme de telecabină care conectează stațiunile turistice din aval: Téléphérique de l'Aiguille du Midi leagă Aiguille du Midi de Chamonix pe partea franceză, în timp ce Skyway Monte Bianco leagă Punta Helbronner de La Palud, un cartier din Courmayeur, pe partea italiană.

Sisteme de transport pe Mont Blanc
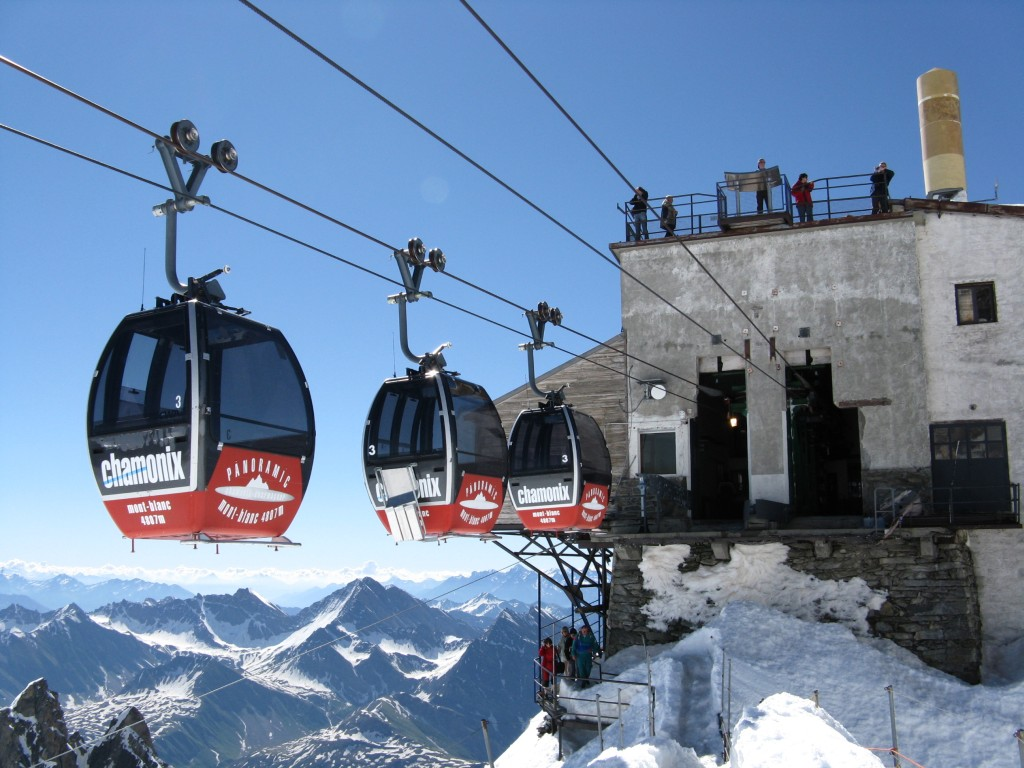
Téléphérique de l'Aiguille du Midi, stația Pointe Helbronner
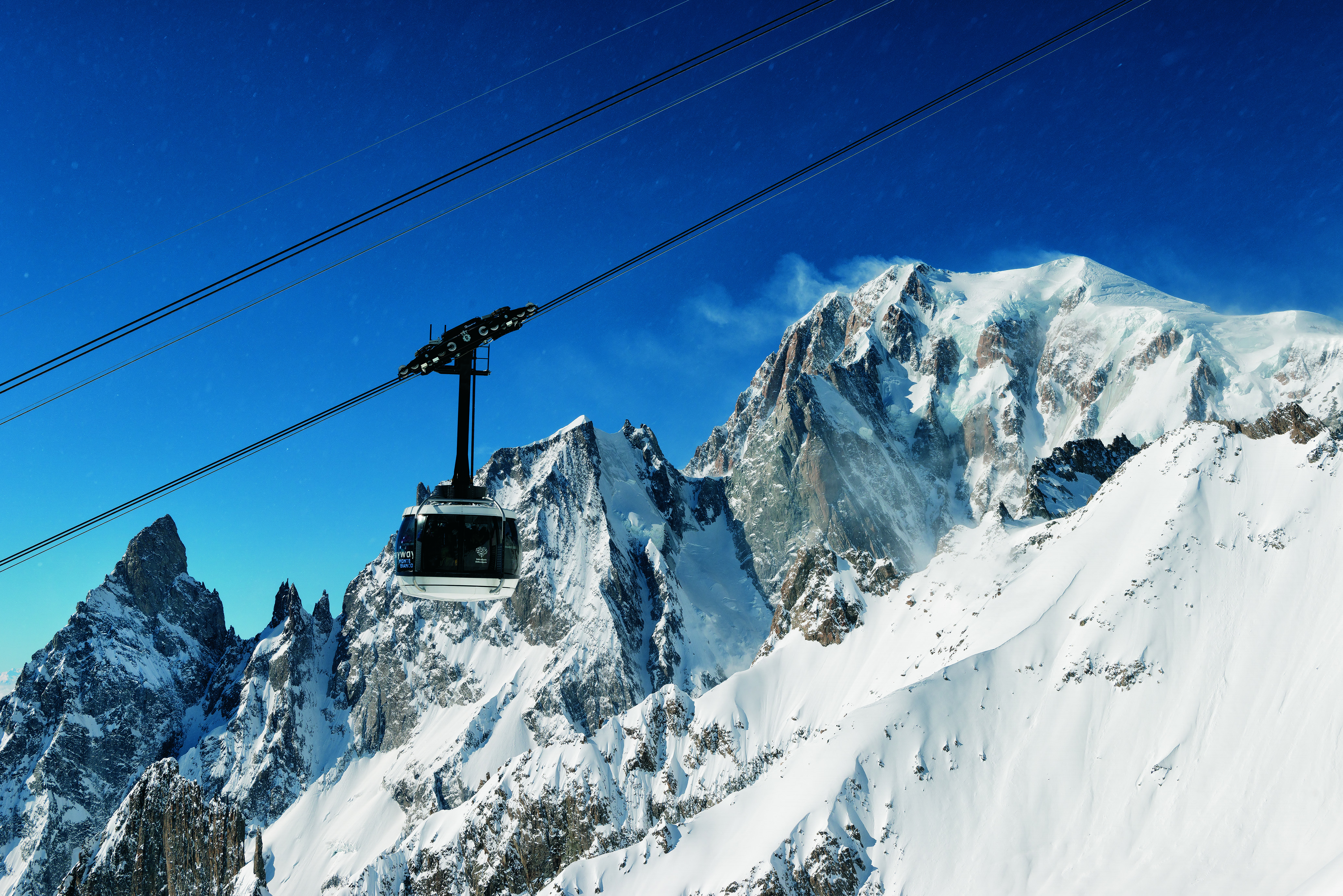
Skyway Monte Bianco
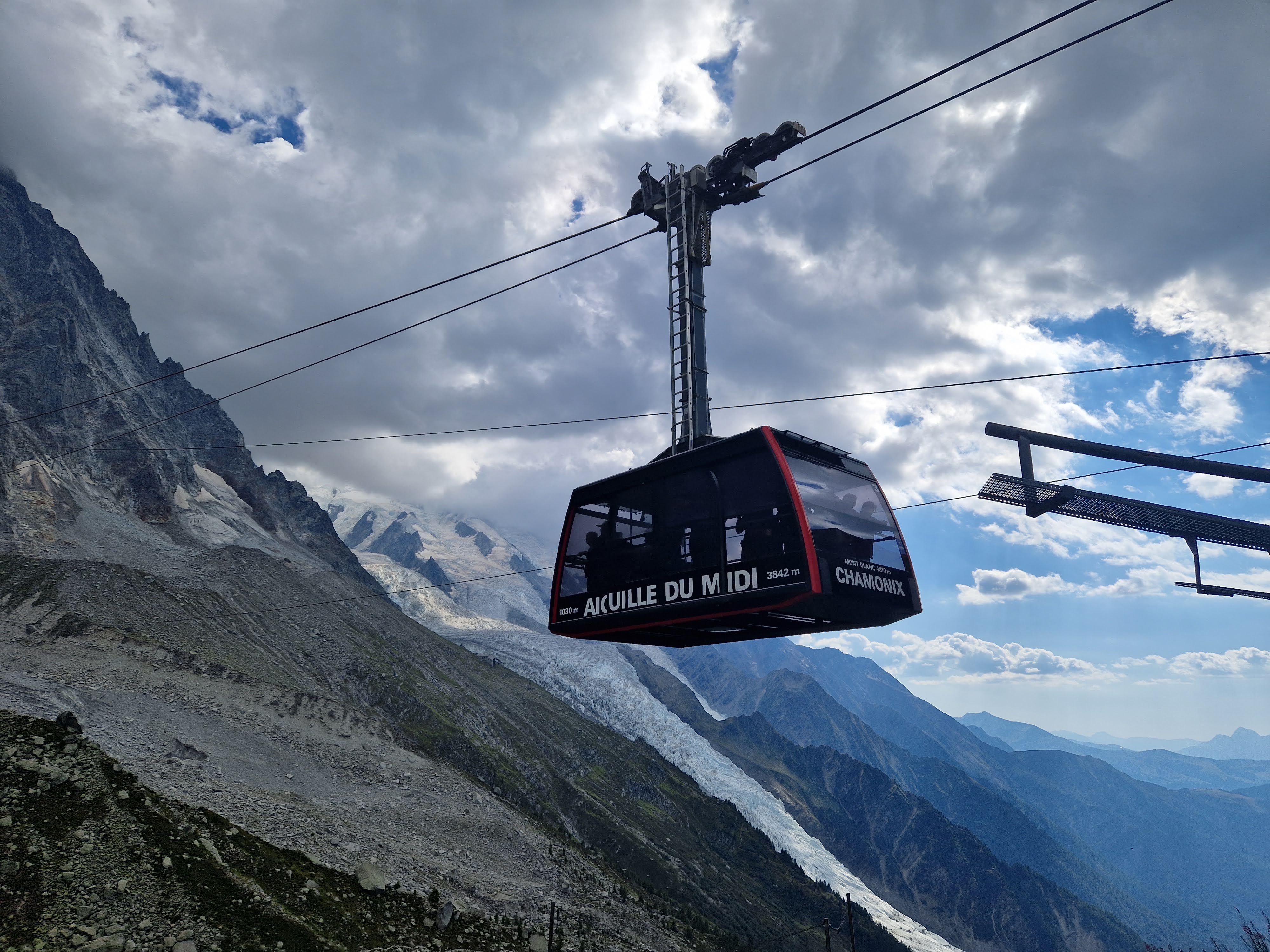
Téléphérique de l'Aiguille du Midi
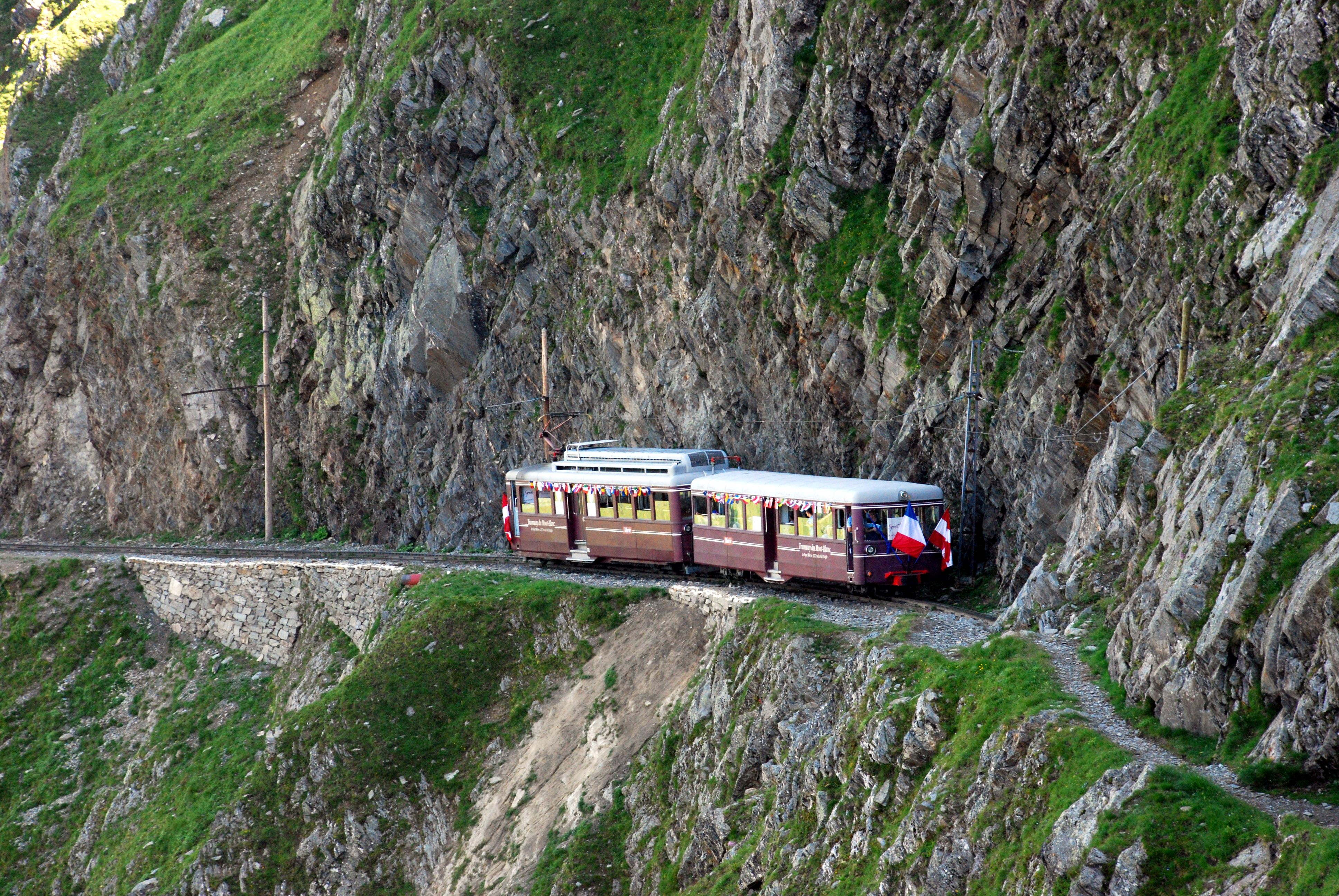
Tramway du Mont Blanc

### Refugii montane
Dacă Mont Blanc a fost protejat, interzicându-se construcția de clădiri, nevoia de a proteja alpiniștii a făcut ca pe rutele de acces spre vârf să se construiască mai multe refugii montane, unele încă din secolul al XIX-lea. În ordinea descrescătoare a altitudinii, printre acestea se numără:
- Refugiul de urgență Vallot, 4.365 m,
- Bivuacul[m] Giuseppe Lampugnani (Eccles), 3.852 m, 15 locuri,
- Bivuacul[m] Marco Crippa, 3.840 m, 9 locuri,
- Refugiul Goûter, 3.815 m, 120 de locuri vara, 20 de locuri iarna,
- Bivuacul[m] Corrado Alberico - Luigi Borgna (della Fourche), 3.674 m, 10 locuri,
- Refugiul Cosmiques, 3.613 m, 148 de locuri vara, 12 locuri iarna,
- Refugiul Quintino Sella, 3.371 m, 15 locuri, Notă: din 2023 este inutilizabil din cauza unei alunecări de teren,
- Refugiul Tête Rousse, 3.167 m, 72 de locuri vara, 12 locuri iarna,
- Refugiul Gonella, 3.071 m, 42 de locuri vara, 8 locuri iarna,
- Refugiul Grands Mulets, 3.051 m, 68 de locuri vara, 16 locuri iarna.

Refugii montane pe masivul Mont Blanc
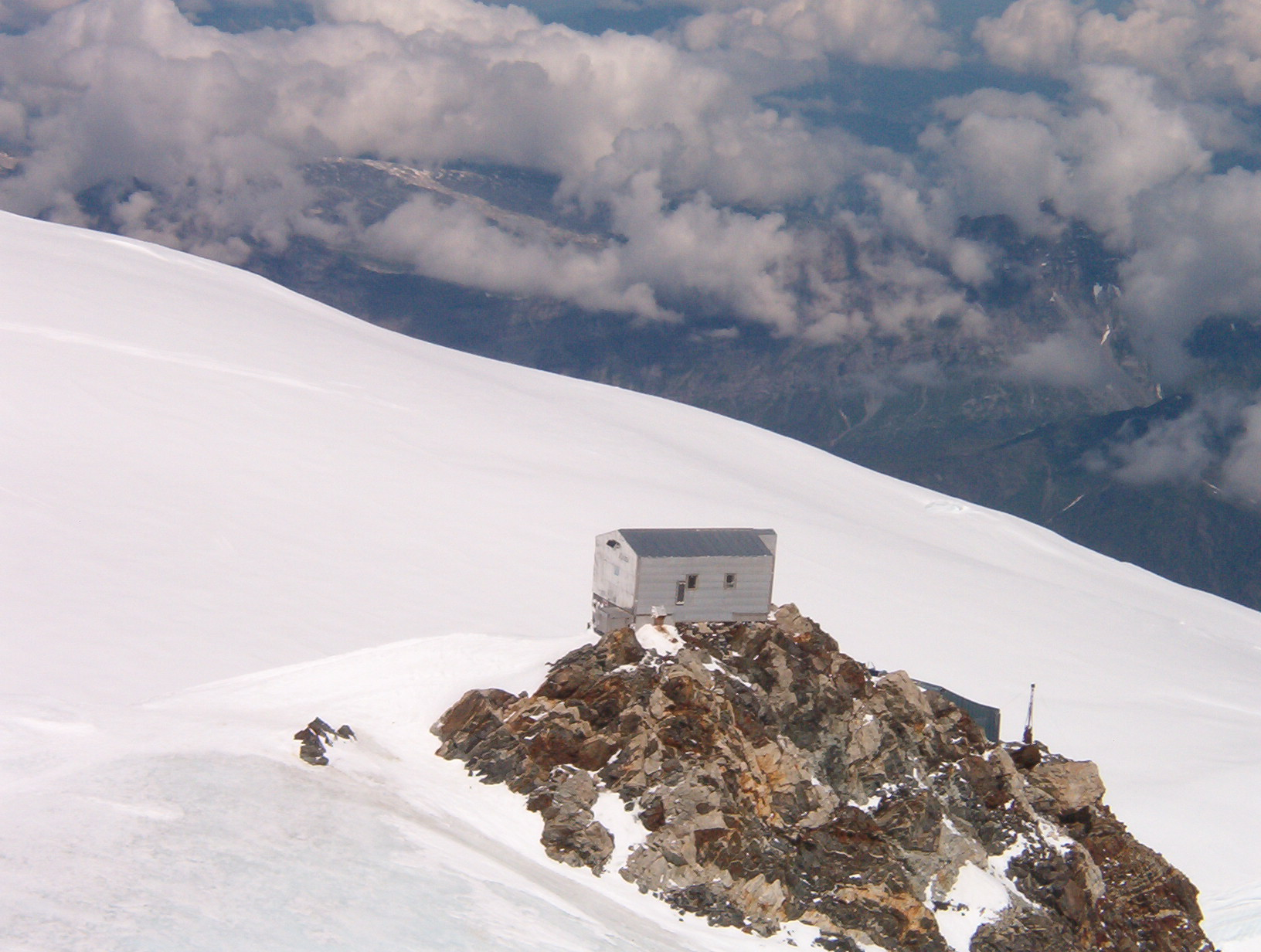
Refugiul Vallot, 4.365 m
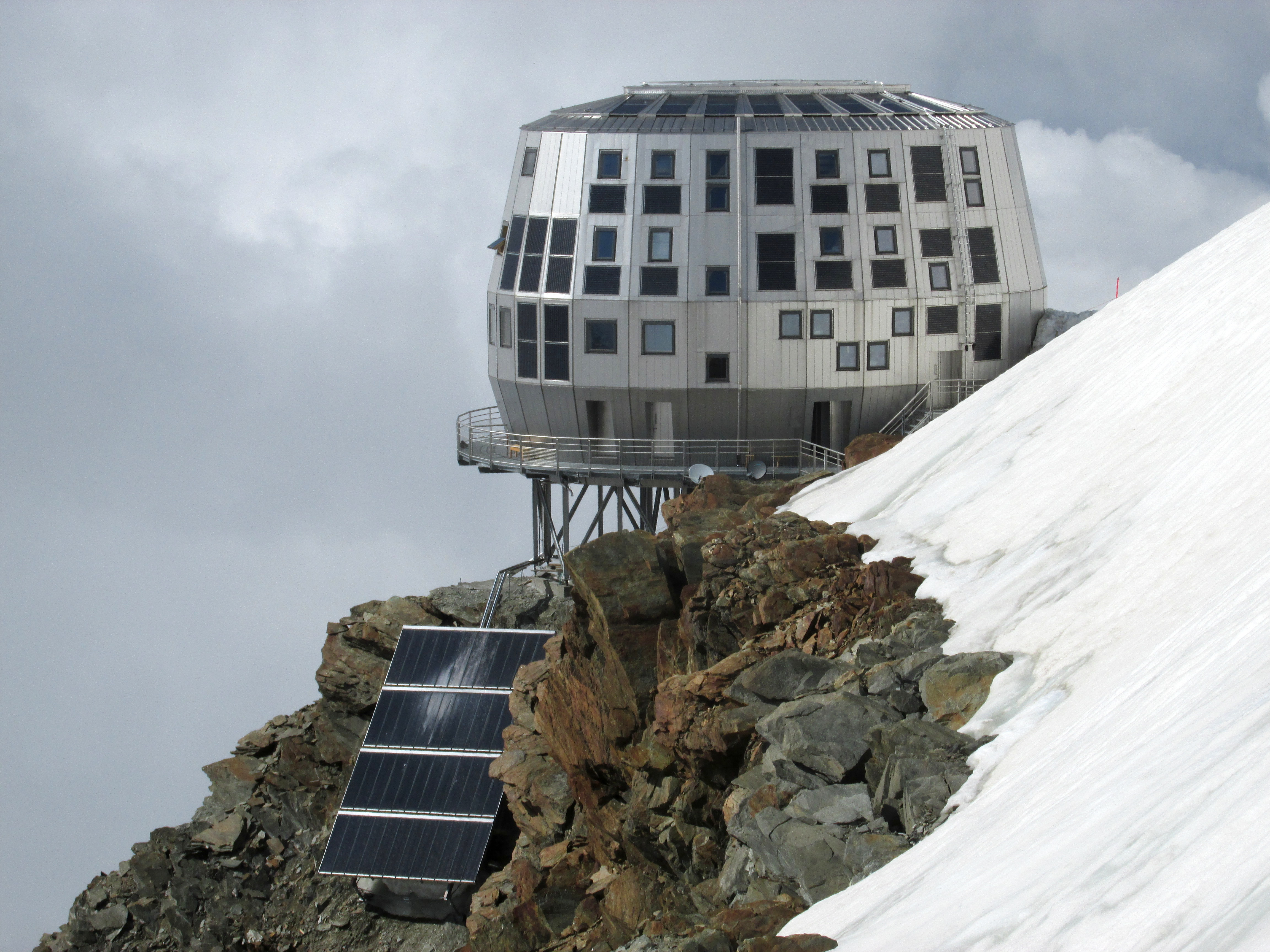
Refugiul Goûter, 3.815 m
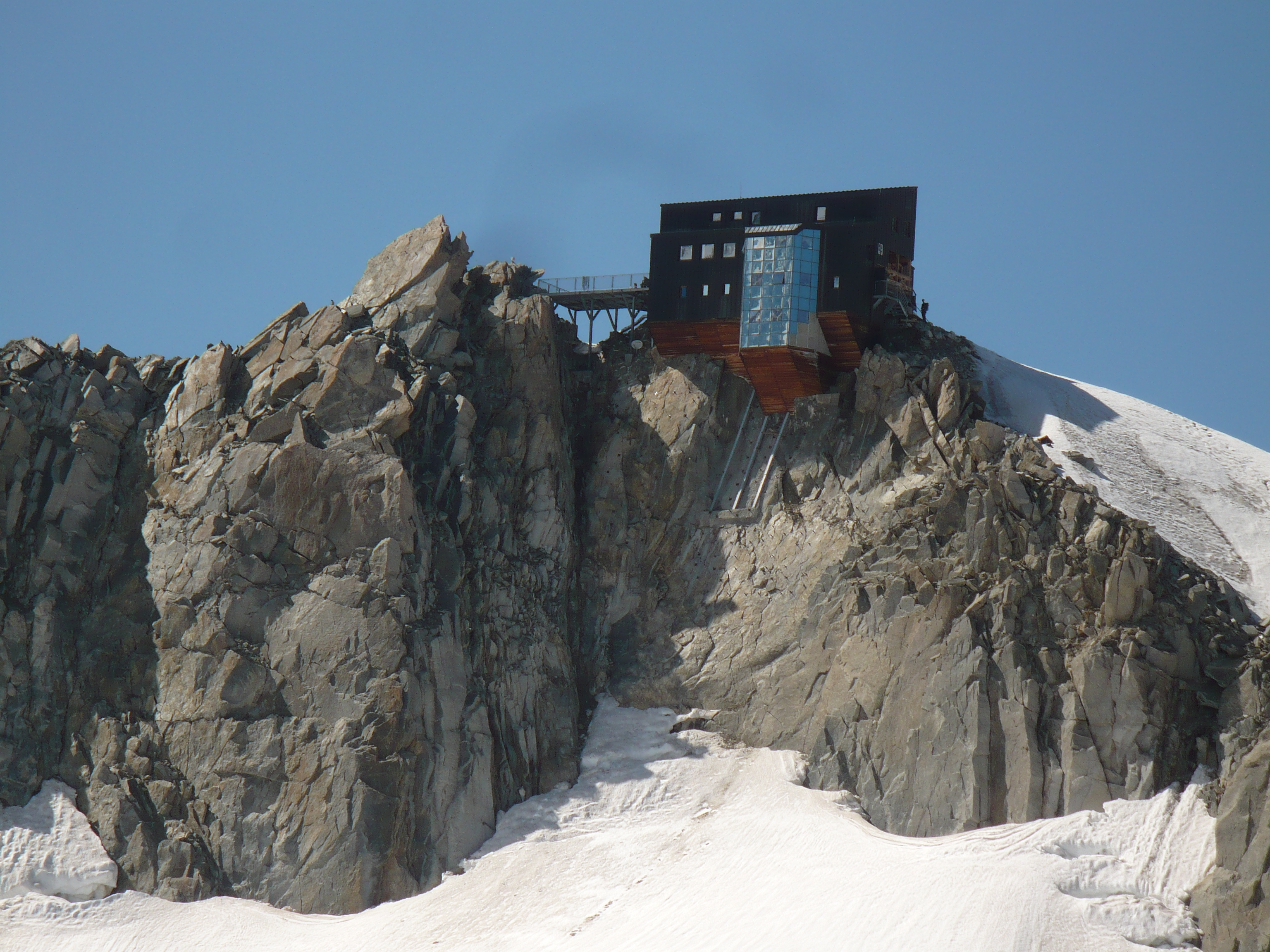
Refugiul Cosmiques, 3.613 m
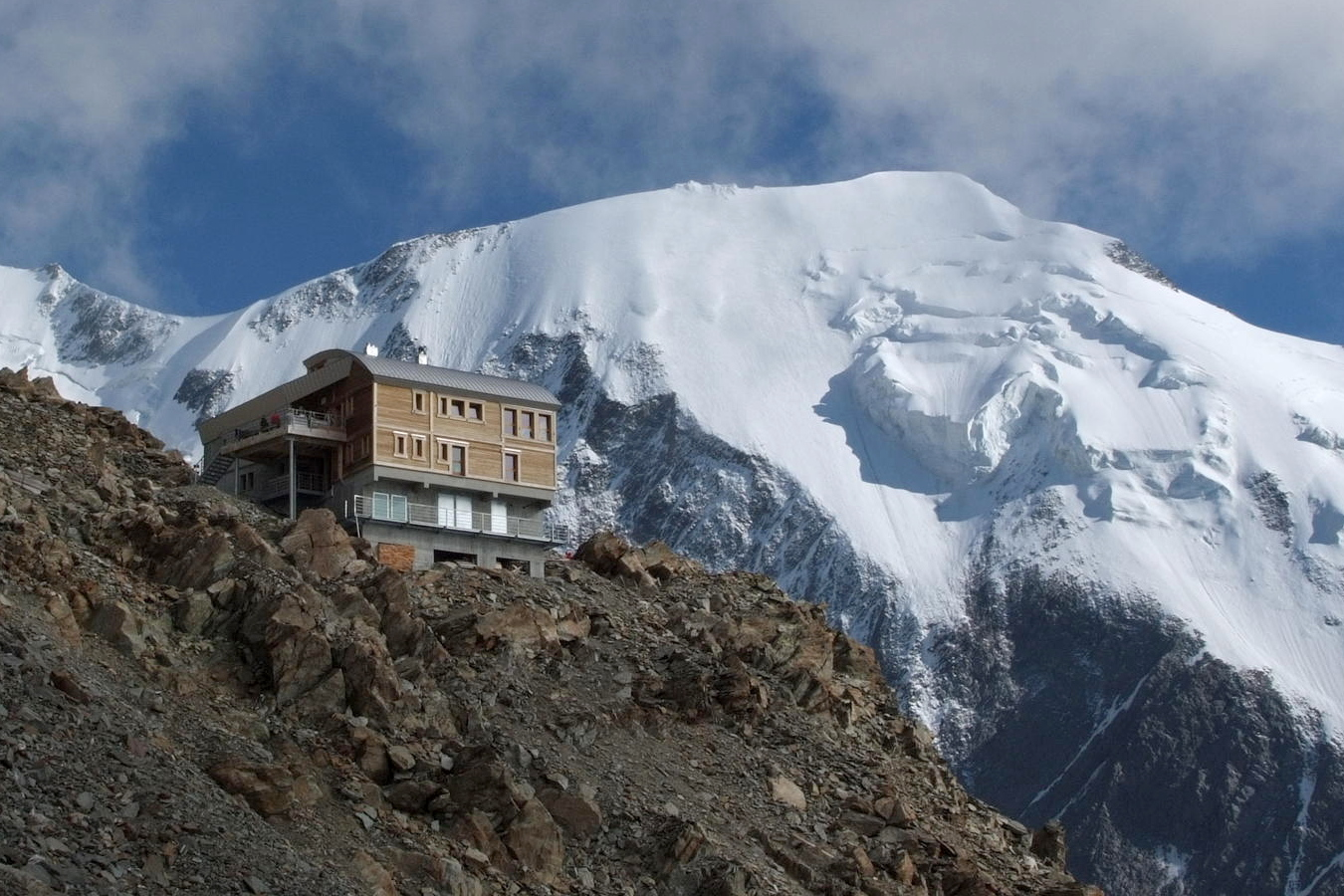
Refugiul Tête Rousse, 3.167 m
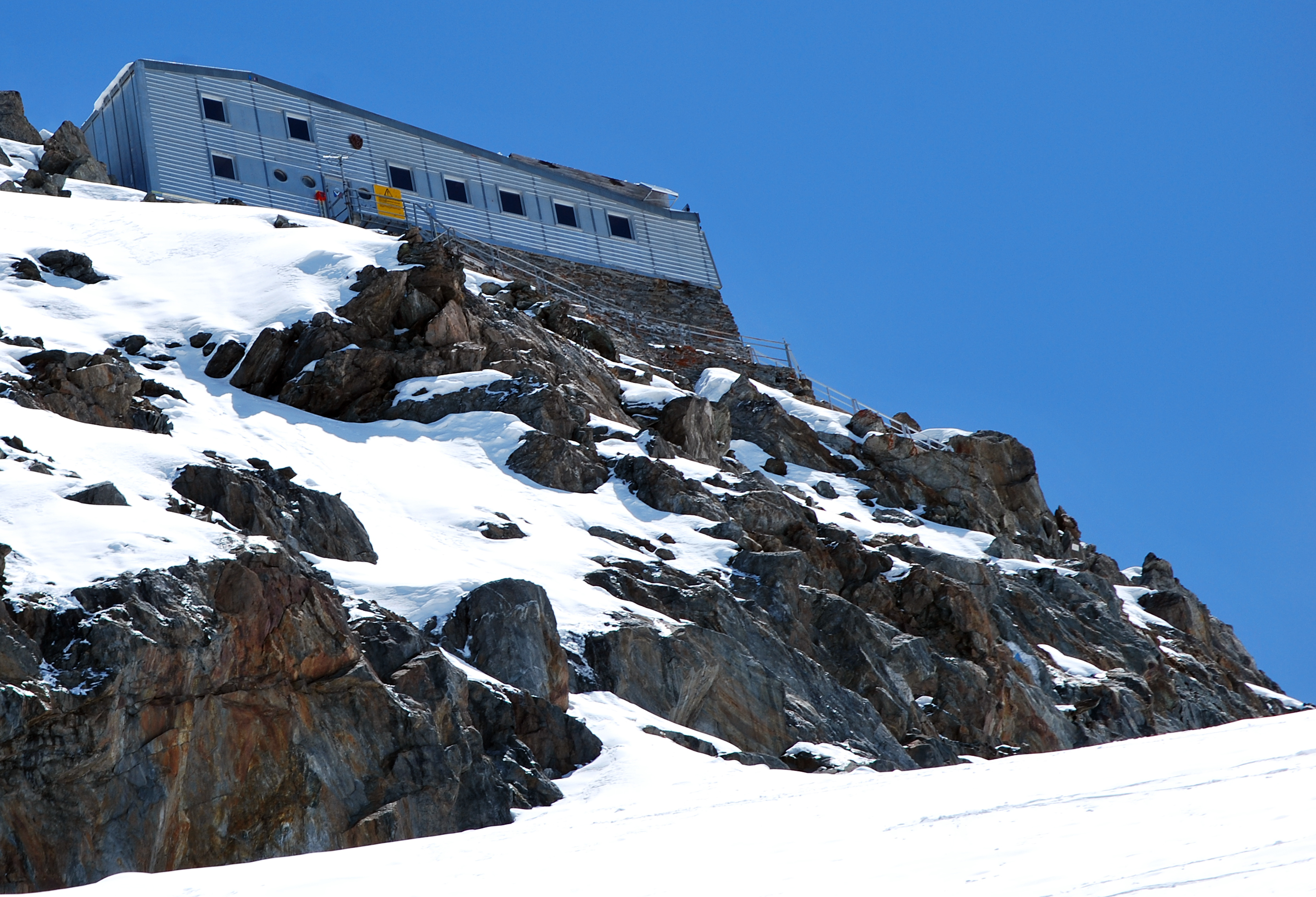
Refugiul Grands Mulets, 3.051 m

### Protecția mediului
În deceniul trecut s-au înregistrat aproape 20.000 de alpiniști în fiecare an și până la 500 de alpiniști în anumite zile. Afluxul de turiști, deși un avantaj din punct de vedere economic, este în sine un pericol pentru mediu. Comunitățile din Valle d'Aosta, Savoia și Valais, cu ajutorul autorităților regionale și naționale în cauză, cu o abordare transfrontalieră a problemelor legate de protecția și valorificarea teritoriului, au ajuns la un acord pentru a da viață proiectului „Spazio Monte Bianco”. Această inițiativă de cooperare implică 35 de municipalități din Savoia, Haute-Savoie, Valle d'Aosta și Valais și este coordonată de Conferința transfrontalieră Mont Blanc. Sub președinția unuia dintre miniștrii mediului, Conferința reunește câte 5 reprezentanți ai statului și comunităților teritoriale pentru fiecare națiune:160. În ansamblu, „Spazio Monte Bianco” ocupă o suprafață de aproximativ 2.800 km2 și include 35 de localități: 15 în Savoia și Haute-Savoie, 5 în Valle d'Aosta și 15 în Valais. În total, întreaga zonă are în jur de 144.000 de locuitori. În 2010, s-a propus nominalizarea de către UNESCO a masivului Mont Blanc ca loc din patrimoniul mondial, datorită unicității și importanței sale culturale, fiind considerat loc de naștere și simbol al alpinismului modern. Pentru aceasta, este necesar ca cele trei guverne din Italia, Franța și Elveția să solicite UNESCO includerea pe listă a Mont Blanc.
Mont Blanc este una dintre cele mai vizitate destinații turistice din lume. Din acest motiv, este considerat amenințat. Pro-Mont Blanc (un colectiv internațional de asociații care militează pentru protecția Mont Blanc) a publicat în 2002 cartea Le versant noir du mont Blanc („Latura neagră a Mont Blanc”), care expune problemele actuale și viitoare în conservarea site-ului.
În 2007, două cabine WC au fost duse cu un elicopter pe vârful Mont Blanc, devenind toaletele din Europa situate la cea mai mare altitudine (4.260 de metri). Acestea vor deservi anual circa 30.000 de schiori și turiști, ajutând la reducerea scurgerilor de urină și fecale care se răspândesc pe suprafața muntelui odată cu dezghețul de primăvară.

### Impactul schimbărilor climatice
În ultimii ani, încălzirea globală a început să topească ghețarii și să provoace avalanșe pe Mont Blanc, creând condiții mai periculoase pentru alpinism.
Creșterea temperaturilor și valurile de căldură, cum ar fi cele din verile anilor 2015 și 2018, au avut un impact semnificativ asupra multor rute de alpinism din Alpi, inclusiv cele de pe Mont Blanc. De exemplu, în 2015, traseul Grand Mulets, popular în secolul al XX-lea, a fost blocat de câmpuri de crevase practic impenetrabile, iar refugiul Gouter a fost închis pentru câteva zile prin decizia autorităților locale, din cauza pericolului ridicat de căderi de pietre, unii alpiniști blocați trebuind să fie evacuați cu elicopterul.
În 2016, o crevasă s-a deschis la mare altitudine, indicând mișcări glaciare neobservate anterior. Noua crevasă a format un obstacol care a trebuit să fie escaladat de alpiniști în partea finală a două trasee spre vârf, ruta populară Goûter și ruta Grand Mulets

### Trasee montane
Lungimea și pericolele potențiale caracterizează orice traseu de alpinism care nu ar trebui abordat fără o bună cunoaștere a munților și o pregătire fizică și materială adecvate. Cel mai popular traseu, traseul normal prin refugiul Goûter, este considerat lung, dar „nu foarte dificil” (PD - Peu difficile) pentru un alpinist antrenat, aclimatizat la altitudine. Traseul normal prezintă în special secțiuni periculoase, cum ar fi coridorul Goûter, cu risc de căderi de pietre. Altitudinea mare expune alpiniștii la apariția răului acut de munte care poate conduce la deces și este necesară aclimatizarea prealabilă.
Mai multe trasee clasice de alpinism duc la vârful Mont Blanc. Cinci dintre acestea sunt considerate trasee normale:
- traseul Goûter peste creasta Bosses (Arête des Bosses), cunoscută și ca Voie Des Cristalliers sau Voie Royale, traseul normal de pe partea franceză, cel mai popular traseu, durată: 2 zile, lungime: 7 km, altitudine: 3.817 m / 4.806 m, pantă maximă: 35°. Pornește din Saint-Gervais-les-Bains, iar prin intermediul Tramway du Mont-Blanc se ajunge la stația Nid d'Aigle. De aici începe ascensiunea în direcția refugiului Tête Rousse, traversând Coridorul Goûter sau Grand Couloir, considerat periculos din cauza frecventelor căderi de pietre, spre refugiul Goûter unde se poposește peste noapte. A doua zi, traseul duce la Dôme du Goûter, pe lângă refugiul de urgență Vallot (4.367 m) și urmând creasta Bosses (Arête des Bosses),

- traseul celor trei munți (La Voie des 3 Monts) sau La Traversée, durată: 2 zile, lungime: 7 km, altitudine: 3.532 m / 4.806 m, pantă maximă: 50° / 80 m. Pornește din Chamonix, iar prin intermediul telecabinei Téléphérique de l'Aiguille du Midi se ajunge la Col du Midi. Refugiul Cosmiques constituie locul de popas pe timpul nopții. A doua zi, ascensiunea continuă, spre vârfurile Mont Blanc du Tacul (4.248 m) și Mont Maudit (4.465 m), apoi se parcurge Col de la Brenva (4.303 m),

- traseul prin Grands Mulets și creasta nordică a Dôme du Goûter, vechea rută normală de pe partea franceză, durată: 2 zile, lungime: 24 km, altitudine: 1.269 m / 4.806 m. Ruta este parcursă cel mai frecvent iarna cu schiurile pentru a coborî la Chamonix. Din Plan de l'Aiguille (acces la telecabina Aiguille du Midi, secțiunea 1), se parcurge ghețarul Pèlerins, spre ghețarul Bossons trecând pe sub traseul telecabinei Aiguille du Midi și pe la baza ghețarului Rond. De la ghețarul Bossons, se traversează labirintul de seracuri[l] și crevase până la refugiul Grands Mulets (3.051 m), unde se poposește peste noapte. A doua zi se pornește spre capătul crestei nordice a Dôme du Goûter, apoi spre refugiul de urgență Vallot (4.367 m) și de aici spre vârf, urmând creasta Bosses (Arête des Bosses),

- traseul Voie des Aiguilles Grises - Voie du Pape, traseul normal de pe partea italiană, durată: 1 zi, altitudine: 3.071 m / 4.806 m. Punctul de plecare este refugiul Gonella (3.071 m). Începutul traseului este în funcție de condițiile ghețarului Dôme: se alege Voie du Pape sau Arête des Aiguilles Grises. Cele două trasee se întâlnesc la Col des Aiguilles Grises. Ruta Voie du Pape străbate ghețarul Dôme, ruta Voie des Aiguilles Grises urmează creasta omonimă, apoi se trece prin Col des Aiguilles Grises și Dôme du Goûter, ajungând la cresta Bosses (Arête des Bosses) și de aici spre vârf,

- traversarea Miage – Bionnassay – Mont Blanc (Traversée Dômes de Miage → Aiguille de Bionnassay → Mont Blanc), durată: 3 zile, altitudine: 1.175 m / 4.806 m, pantă maximă: 40°. A fost descrisă drept „o expediție cu adevărat magică pe gheață și zăpadă la mare altitudine”[176]:199. Traseul începe din Contamines-Montjoie, cu popas peste noapte la refugiul Conscrits (2.580 m). A doua zi, se traversează vârful estic (3.673 m) al Dômes de Miages și se petrece noaptea la refugiul Durier (3.358 m). A treia zi trece peste Aiguille de Bionnassay și Dôme du Goûter, ajungând în cele din urmă pe vârful Mont Blanc prin creasta Bosses (Arête des Bosses).

Trasee montane pe masivul Mont Blanc
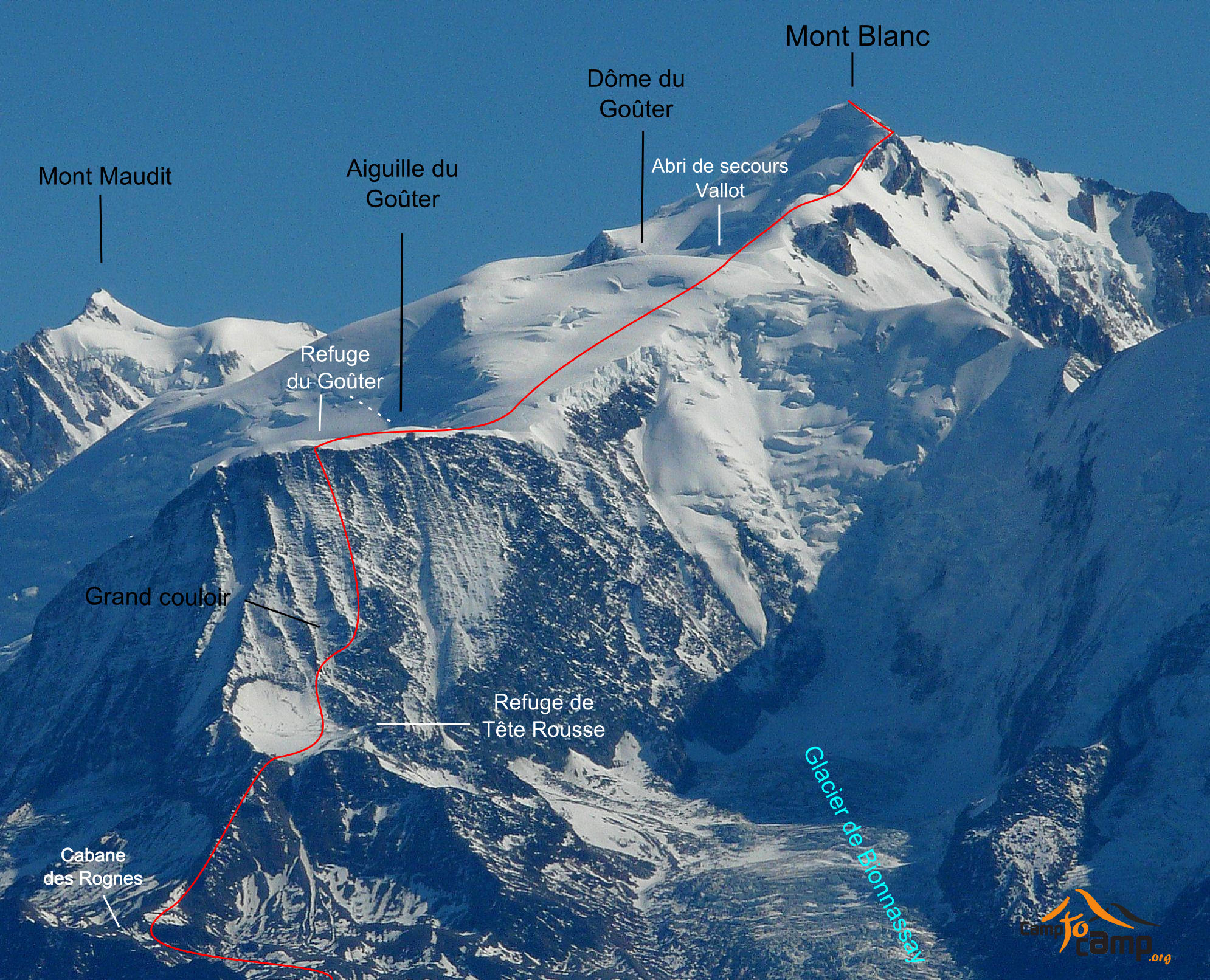
Traseul normal Goûter peste creasta Bosses
Traseul celor trei munți (La Voie des 3 Monts) sau La Traversée
Traseul prin Grands Mulets și creasta nordică a Dôme du Goûter, vechea rută normală de pe partea franceză
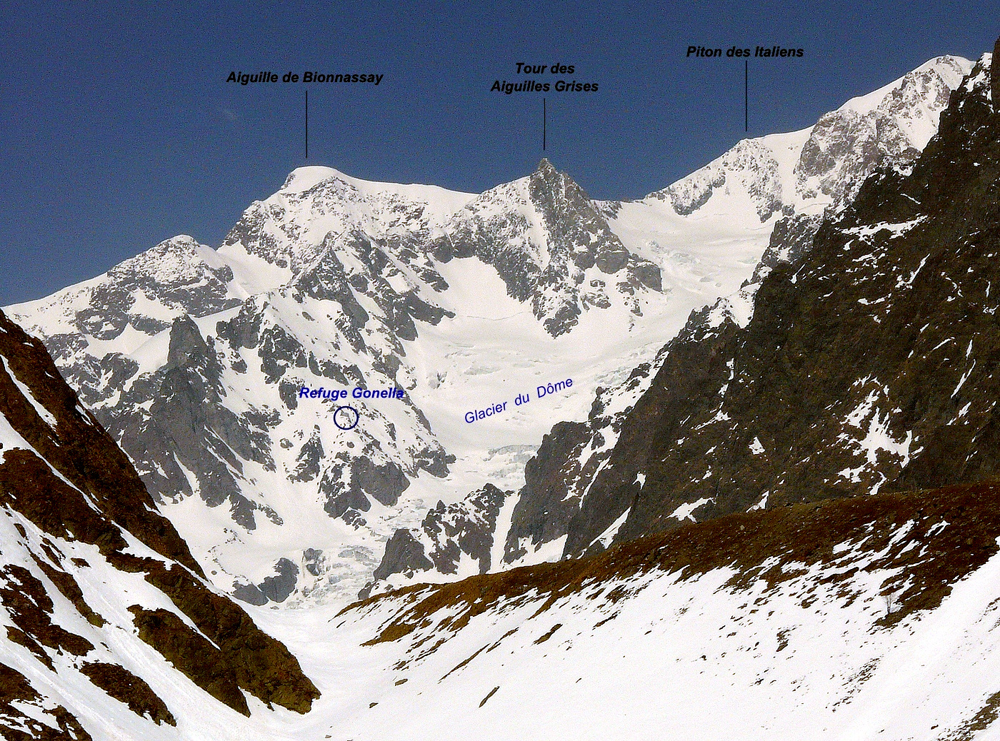
Traseul Voie des Aiguilles Grises - Voie du Pape, traseul normal de pe partea italiană
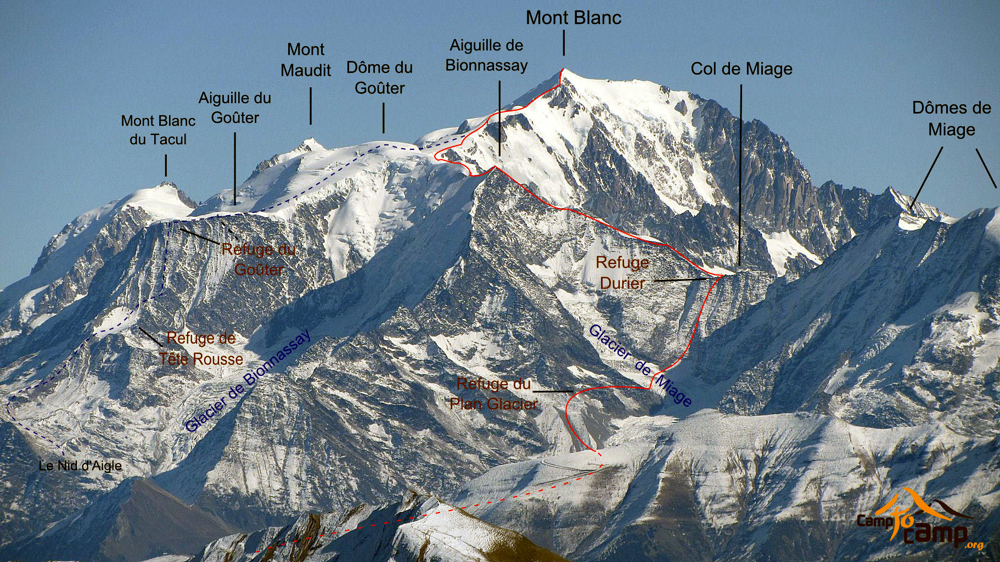
Traversarea Miage – Bionnassay – Mont Blanc (Traversée Dômes de Miage → Aiguille de Bionnassay → Mont Blanc)

În fiecare an, pe Mont Blanc se înregistrează accidente, unele dintre acestea mortale. În weekendurile cele mai aglomerate, în mod normal în jurul lunii august, serviciul local de salvare efectuează în medie 12 misiuni, în mare parte pentru a ajuta persoanele aflate în dificultate pe unul dintre traseele normale ale muntelui. Unele trasee necesită cunoștințe de alpinism la mare altitudine și prezența unui ghid (sau cel puțin un alpinist cu experiență), iar toate expedițiile necesită echipament adecvat. Toate traseele sunt lungi și dificile, implicând secțiuni periculoase și pericol de căderi de pietre sau de avalanșă. Alpiniștii pot suferi, de asemenea, de rău de altitudine, ceea ce le poate pune viața în pericol, mai ales dacă nu au efectuat în prealabil o aclimatizare corespunzătoare.

### Accidente mortale
O estimare din 1994 sugerează că s-au înregistrat în total între 6.000 și 8.000 de accidente mortale în rândul alpiniștilor, mai mult decât pe orice alt munte:208, fără a lua în calcul decesele înregistrate în urma prăbușirii zborurilor Air India 245 și Air India 101. În ciuda afirmațiilor nefondate recurente în mass-media că „unele estimări ridică rata mortalității la o medie de 100 de turiști pe an”, cifrele anuale raportate, cel puțin începând cu anii 1990, sunt între 10 și 20: în 2017, și-au pierdut viața 14 dintre cei 20.000 de alpiniști care au pornit spre vârf, iar 2 au rămas dispărute, iar în 2018 se înregistraseră 15 până în luna august.
Un studiu francez privind „culoarul Goûter, deosebit de periculos”, de pe traseul normal spre Mont Blanc și operațiunile de salvare efectuate, au condus la constatarea că, în perioada 1990-2011, s-au înregistrat 74 de decese „între refugiul Tête Rousse (3.187 m) și refugiul Goûter (3.830 m)”, alte 17 în perioada 2012–2015, niciunul în 2016 și 11 în 2017.

## Influențe culturale
Odată cu nașterea alpinismului s-a născut și genul literar montan. Ecourile cuceririi Mont Blanc au atras poeți, scriitori și pictori în văile sale la începutul secolului al XIX-lea. Din Anglia și nordul Europei, aristocrații au afluit către Alpi, în timp ce marii alpiniști precum Albert Frederick Mummery, William Auguste Coolidge și Edward Whymper au escaladat vârf după vârf și apoi au scris cărți în care își povesteau peripețiile. Romanticii englezi s-au declarat îndrăgostiți de Alpi. Samuel Taylor Coleridge a scris un imn pentru Mont Blanc, iar Percy Bysshe Shelley, după ce a admirat muntele, a mărturisit: Nu am știut, nu mi-am imaginat niciodată până acum ce sunt munții și a scris Mont Blanc, una dintre cele mai faimoase poezii ale sale.

### Arte vizuale
Pictorul englez William Turner a creat în jurul anului 1836 un tablou în acuarelă intitulat Mont Blanc and the Glacier des Bossons from above Chamonix: Evening („Mont Blanc și ghețarul Bossons deasupra Chamonix, seara”), expus la Galeria Națională a Artei Britanice Tate Britain din Londra.
Primele fotografii ale Mont Blanc au fost realizate în 1861 de Joseph Tairraz, primul fotograf și ghid montan profesionist, fondatorul studioului Photographie Alpine Tairraz din Chamonix și ghid al glaciologului John Tyndall pe Mer de Glace, în cadrul unei expediții științifice de studiere a mișcării ghețarului. A inventat o metodă de măsurare prin instalarea unor repere fixe pe marginile ghețarului.
Cinema și televiziune
- Premier de cordée (1943, 1h:46'), cu Irène Corday, André Le Gall, Marcel Delaître, regia Louis Daquin,
- La Roue (Roata, 1923, 6h57'), cu Gabriel de Gravone, Pierre Magnier, Georges Térof, regia Abel Gance,
- Stürme über dem Mont Blanc (Furtună peste Mont Blanc, 1930, 1h33'), cu Leni Riefenstahl, Sepp Rist, Ernst Udet, regia Arnold Fanck,
- The Mountain, (Muntele, 1956, 1h45'), cu Spencer Tracy, Robert Wagner, regia Edward Dmytryk,
- Malabar Princess (2004, 1h34'), cu Jacques Villeret, Jules-Angelo Bigarnet, Michèle Laroque, regia Gilles Legrand,
- La Terre, son visage (1984, 53'), film documentar de Jean-Luc Prévost, editat de Société nationale de télévision française, în seria Haroun Tazieff raconte sa terre,
- Premier de cordée (1998, 3h), serial de televiziune realizat în 1998 de Edouard Niermans, Pierre-Antoine Hiroz,
- Monte Bianco - Sfida verticale (2015), serie reality show italiană difuzată de Rai 2.

### Literatură
- Voyages dans les Alpes, 1779 - Horace Bénédict de Saussure (1740-1799),
- Hymn Before Sunrise, in the Vale of Chamouni, 1802 - Samuel Taylor Coleridge (1772-1834),
- The Prelude Book VI, 1805 - William Wordsworth (1770-1850),
- Vers écrits dans la vallée de Chamonix, 1816 - Percy Bysshe Shelley (1792-1822),
- Mont Blanc: Lines Written in the Vale of Chamouni, 1816 - Percy Bysshe Shelley (1792–1822),
- Manfred, 1817 - George Gordon Byron (1788-1824),
- Frankenstein; or, The Modern Prometheus, 1818 - Mary Shelley (1797-1851),
- Kordian, 1833 - Juliusz Słowacki (1809-1849),
- Quarantième ascension française au mont Blanc, 1874 - Paul Verne (1829-1897),
- La Légende des siècles, 1877 - Victor Hugo (1802-1885),
- Tartarin sur les Alpes, 1885 - Alphonse Daudet (1840-1897),
- La Littérature alpestre, 1930 - Claire-Éliane Engel (1903-1976),
- Premier de cordée, 1941 - Roger Frison-Roche (1906-1999),
- Monsieur Dumollet sur le Mont Blanc, 1946 - Samivel (1907-1992),
- Mont-Blanc, jardin féerique, 1962 - Gaston Rébuffat (1921-1985),
- Naufragio sul Monte Bianco - La Tragedia di Vincendon ed Henry, 1999 - Yves Ballu (1943-),
- Point Blanc, 2001, seria Alex Rider - Anthony Horowitz (1955-),
- Hugo et le Mont-Blanc, 2002 - Colette Cosnier (1936-2016),
- Remember Me?, 2008 - Sophie Kinsella (1970-),
- Freney 1961, Un Viaggio Senza Fine, 2016 - Marco Albino Ferrari (1965-).

### Astronomie
- Mont Blanc este denumirea celui mai înalt vârf (3.617 m) din lanțul montan Montes Alpes de pe Lună. Numele a fost adoptat oficial de Uniunea Astronomică Internațională în 1935[183][184],
- (10958) Mont Blanc este un asteroid din centura principală, numit astfel în onoarea muntelui. A fost descoperit pe 24 septembrie 1960 la Observatorul Palomar de Cornelis Johannes van Houten, Ingrid van Houten-Groeneveld și Tom Gehrels[185][186].

Ascensiune românească pe Mont Blanc, traseul Goûter, 2009
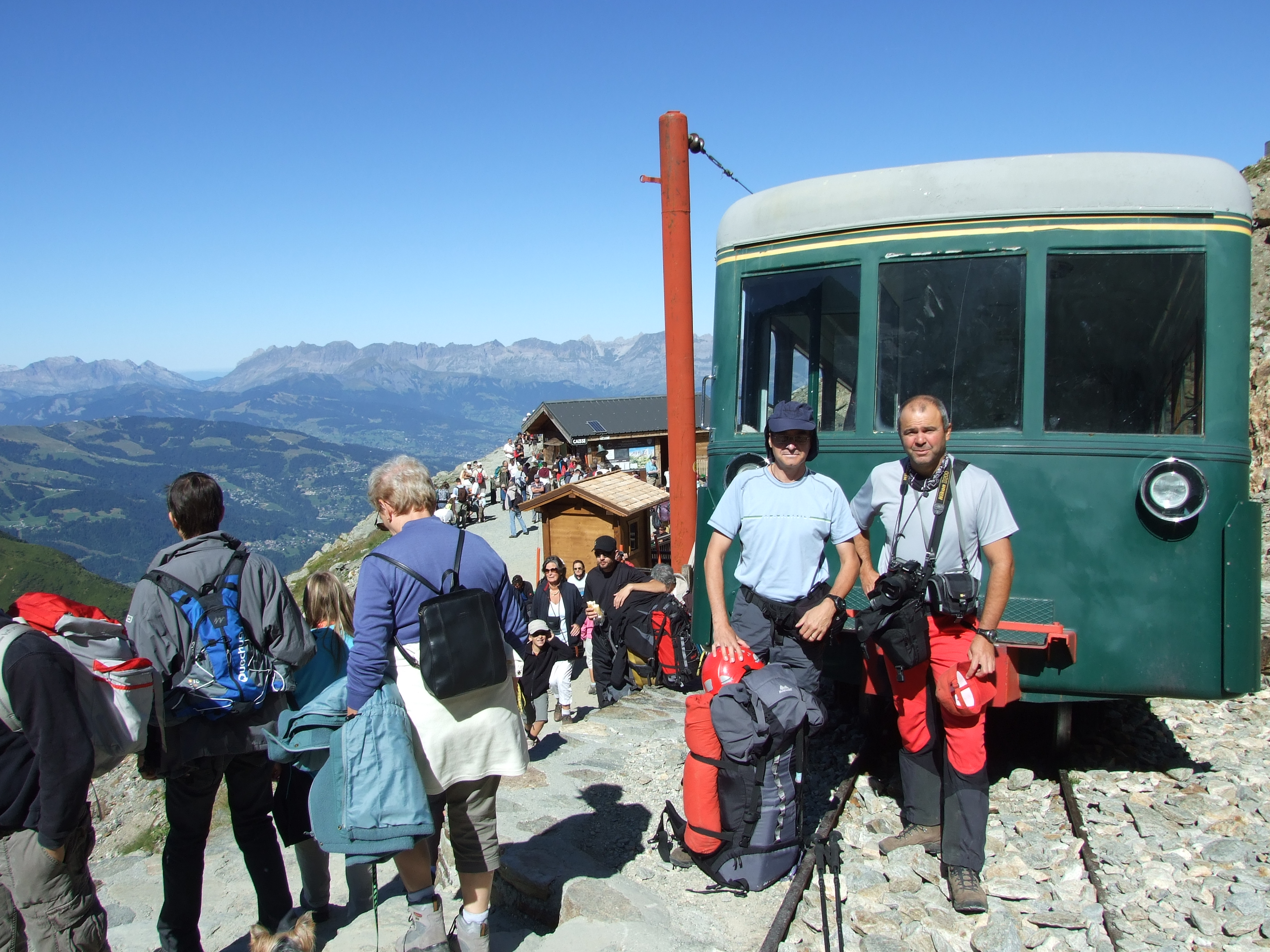
Stația Nid d'Aigle (2.372 m)
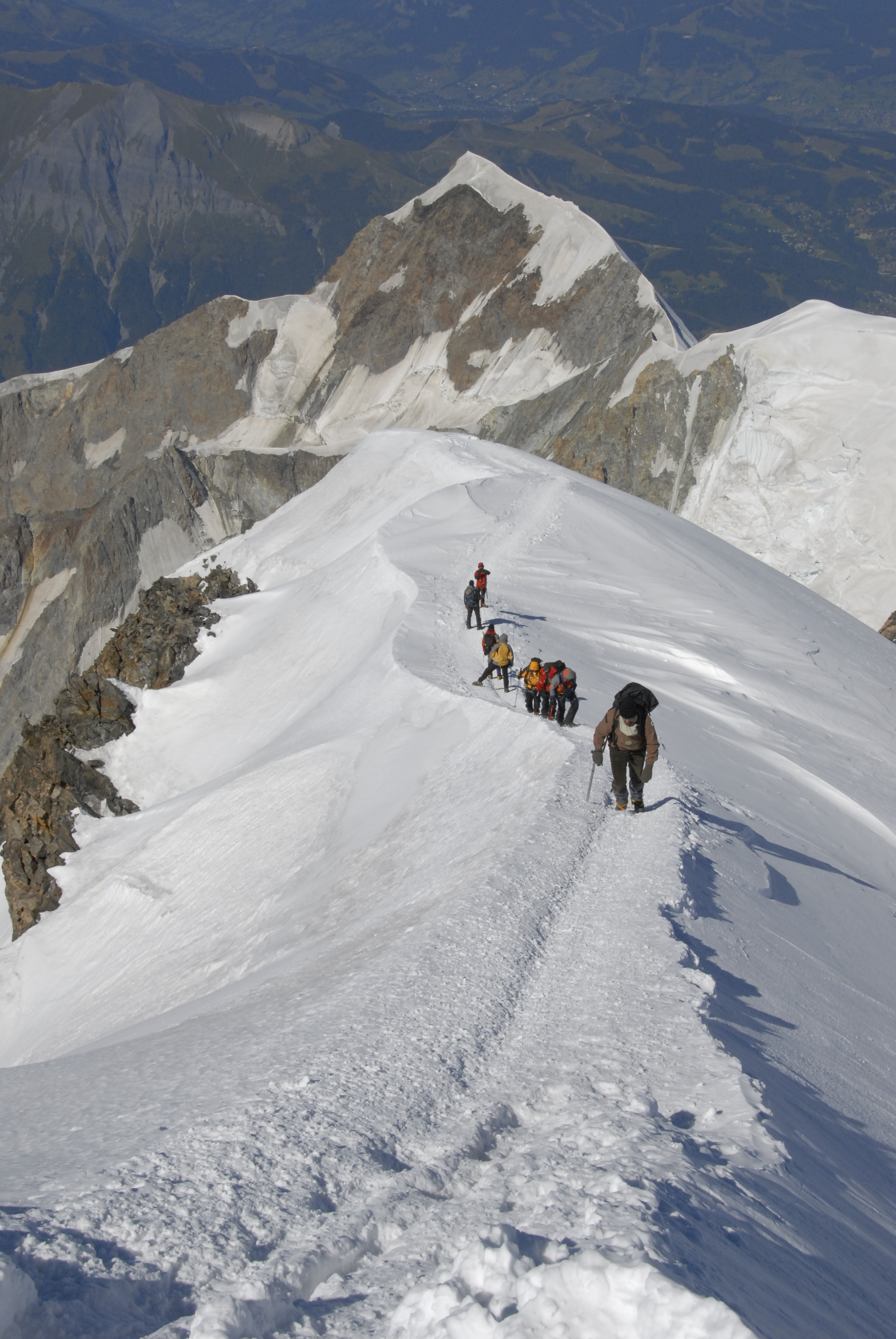
Ruta pe creasta Bosses
Vârful Mont Blanc (4.810,45 m)

### Hărți și ghiduri
- fr  Labande, François (1996).  Groupe de haute montagne (Paris), ed. La chaîne du Mont-Blanc: sélection de voies [Lanțul Mont-Blanc: selecție de rute]. Guide Vallot (ed. 2). Paris: Arthaud. ISBN 9782700305685.
- it  Aliprandi, Laura; Aliprandi, Giorgio (2007). Le grandi Alpi nella cartografia : 1482-1885 / Vol.2 Monviso, Piccolo San Bernardo, Gran San Bernardo, Monte Bianco, Cervino, Monte Rose e i Walser, Gran Paradiso [Cartografia marilor Alpi:1482-1885 / vol.2 Monviso, Piccolo San Bernardo, Gran San Bernardo, Mont Blanc, Matterhorn, Monte Rose și Walser, Gran Paradiso]. Pavone Canavese (Torino): Priuli & Verlucca. ISBN 9788880683773.